# 東京都出身の人物一覧
東京都出身の人物一覧（とうきょうとしゅっしんのじんぶついちらん）は、Wikipedia日本語版に記事が存在する東京都出身の人物（公人・文化人・芸能人・スポーツ選手など）の一覧表である。
東京都の前身である東京府の時代に生まれた人物も含む。

## 公人

### 政治家

#### 首相経験者
- 安倍晋三（本籍地は山口県）
- 石橋湛山
- 近衛文麿
- 高橋是清
- 東條英機（本籍地は岩手県）
- 羽田孜（本籍地は長野県）
- 鳩山一郎
- 細川護熙（本籍地は熊本県）
- 吉田茂
- 福田康夫（本籍地は群馬県）
- 鳩山由紀夫（本籍地は北海道）
- 宮澤喜一（本籍地は広島県）
- 橋本龍太郎（本籍地は岡山県）
- 岸田文雄
- 石破茂

#### 議長経験者
- 近衛文麿
- 桜内義雄
- 土屋義彦：豊島区
- 中村梅吉[1]：練馬区
- 鳩山和夫
- 原文兵衛
- 山東昭子
- 星亨

#### 首長経験者
- 橋本大二郎
- 橋下徹
- 美濃部亮吉
- 鈴木俊一
- 鳩山二郎
- 細川護煕
- 山梨崇仁
- 矢田美英
- 長谷部健
- 大木哲
- 青沼邦和
- 久保田后子
- 天野房三
- 山本泰人
- 石川良一
- 田中良
- 田中源
- 大橋清太郎
- 仁杉英
- 高橋勝浩
- 山田元
- 森直兄
- 石田益義
- 井西桑吉
- 榎本儀兵衛
- 森円蔵
- 原田所左衛門
- 長坂伊三郎
- 芦川貫一郎
- 保谷高範
- 丸山浩一
- 池澤隆史
- 石森孝志
- 黒須隆一
- 後藤聰一
- 植竹圓次
- 関谷源兵衛
- 杢代龍喜
- 柴田榮吉
- 山﨑泰大
- 藤野勝
- 志々田浩太郎
- 荒田重之
- 渡部尚
- 市川一男
- 石川雅己
- 木村茂
- 遠山景光
- 武井雅昭
- 吉住健一
- 成澤廣修
- 山本亨
- 山﨑孝明
- 青木英二
- 松原忠義
- 神山好市
- 山田宏
- 本橋保正
- 高野之夫
- 加藤一敏
- 北本正雄
- 西川太一郎
- 藤沢志光
- 町田健彦
- 坂本健
- 栗原敬三
- 志村豊志郎
- 岩波三郎
- 近藤弥生
- 吉田万三
- 古性直
- 出口晴三
- 斉藤猛
- 中里喜一
- 川島理史
- 櫻田昭正
- 平野祐康
- 山下奉也
- 奥山治
- 田村みさ子
- 師岡伸公
- 村木英幸
- 澤井敏和
- 臼井孝
- 橋本弘山
- 並木心
- 井上篤太郎
- 阿部裕行
- 鈴木邦彦
- 臼井千秋
- 富澤政鑒
- 富田竜馬
- 並木克巳
- 馬場一彦
- 星野繁
- 渋谷邦蔵
- 松原俊雄
- 矢野裕
- 石井三雄
- 石川弥八郎 (17代)
- 佐藤一夫
- 井澤邦夫
- 星野信夫
- 山崎真秀
- 大坪冬彦
- 馬場弘融
- 小林洋子
- 西岡真一郎
- 石阪丈一
- 寺田和雄
- 金子佐一郎
- 臼井伸介
- 高野律雄
- 野口忠直
- 吉野和男
- 浜中啓一
- 石川要三
- 清原慶子
- 鈴木平三郎
- 邑上守正
- 土屋正忠
- 後藤喜八郎
- 荒井源吉
- 清水庄平
- 青木久
- 角田光五郎
- 栗山久次郎
- 本村賢太郎

#### その他の政治家
- 愛知和男
- 秋葉忠利：荒川区
- 浅沼稲次郎：三宅村
- 阿部守一：国立市
- 伊藤達也
- 犬養健
- 大西英男：江戸川区
- 小渕優子：北区
- 鴨下一郎：足立区
- 河上丈太郎：港区
- 木内孝胤：港区
- 菊池大麓
- 木戸幸一
- 小林興起：練馬区
- 齋藤健
- 佐藤謙一郎
- 椎名素夫
- 篠原陸朗
- 鈴木信行
- 須藤元気：江東区
- 平将明：江戸川区
- 田中真紀子：文京区
- 中川昭一：渋谷区
- 中川秀直：新宿区
- 畑恵
- 林芳正
- 島村宜伸：江戸川区
- 平沼赳夫：渋谷区
- 福田篤泰
- 藤尾正行
- 藤山愛一郎
- 古屋圭司
- 不破哲三：中野区
- 真山勇一
- 山本粂吉
- 与謝野馨
- 井坂信彦
- トミオ・オカムラ：板橋区
- リヒャルト・クーデンホーフ＝カレルギー
- 高木啓：北区
- 三宅茂樹
- 羽田雄一郎
- 羽田次郎
- 上川あや
- 上田令子
- 本橋弘隆
- 神谷裕
- 石川大我
- 宮城そういち
- 音喜多駿
- 三次由梨香
- 山﨑一輝
- 山崎誠
- 石坂わたる
- 内田茂
- 瀬戸健一郎
- 木村勉
- 木村弥生
- 川井重勇
- 山内晃
- 尾崎大介
- 高島直樹
- 吉野利明
- 中村明彦
- 和田宗春
- 比留間敏夫
- 川島忠一
- 三田敏哉
- 渋谷守生
- 小林莞爾
- 若松貞一
- 高橋一郎
- 河野一郎
- 醍醐安之助
- 富田直之
- 小山貞雄
- 小山省二
- 建部順
- 内田道治
- 窪寺伝吉
- 菊池民一
- 内田秀五郎
- 大沢梅次郎
- 多ケ谷亮
- 沼間守一
- 芳野世経
- 堀江正三郎
- 遠藤千元
- 山田竹治
- 中沢彦吉
- 野上徹 ※渋谷区
- 山岸一生
- 松尾明弘
- 松岡篤
- 池畑浩太朗
- 渡辺福三郎
- 龍年光
- 朝木明代
- 朝木直子
- 野田数
- 小礒明
- 波多野健
- 山崎泰
- 手塚仁雄
- 沢田良
- 大泉博子
- 栗山長次郎
- 鈴木章浩
- 藤井裕久
- 阿部祐美子
- 渡辺照子
- 野崎孝男
- 中西健治

### 官僚
- 赤石浩一
- 秋山收
- 浅沼一成[2]
- 飯塚幸三
- 飯濱誠[3]
- 石井昌平
- 石井道遠
- 石坂聡[4]
- 石坂匡身
- 入江俊郎
- 岩並秀一
- 内田幸雄[5]
- 内村良英
- 宇野善昌
- 浦部和好
- 漆間巌
- 海老原紳
- 太田信一郎
- 岡井朝子
- 小笠原陽一[6]
- 岡本裕豪[7]
- 小滝敏之
- 小田部陽一
- 小田村四郎
- 加藤雅
- 角野然生：板橋区
- 鹿取克章
- 金子順一
- 河相周夫
- 川島裕
- 北原久[8]
- 日下一正
- 小池欣一
- 小粥正巳
- 後藤康夫
- 五味裕一[9]
- 近藤茂夫
- 斉藤実
- 榊原英資
- 阪田雅裕
- 阪本克彦[10]
- 桜町道雄[11]
- 四宮信隆
- 柴田雅人
- 清水洋文
- 清水康弘
- 杉浦喬也
- 鈴木英二郎
- 関口祐弘
- 高木文雄
- 髙橋一郎
- 高橋俊之
- 高橋洋一
- 瀧本寛
- 竹内洋
- 竹内道雄
- 武田博史
- 田中一穂
- 田波耕治
- 玉木林太郎
- 筒井洋樹[12]
- 寺田達志
- 永島勝利[13]
- 中村滋
- 丹羽克彦：渋谷区[14]
- 野田健
- 橋口収
- 橋本鋼太郎
- 畠山陽二郎[15]
- 平井富三郎
- 広瀬直
- 前田憲作
- 増田好平
- 松本貴久
- 水鳥真美
- 光吉一
- 三村淳[16]
- 宮嵜雅則
- 宮崎礼壹
- 宮本聡
- 宮本保孝
- 武藤正敏
- 村田茂樹
- 村山一弥
- 八木一夫
- 柳俊夫
- 柳谷謙介[17]
- 山口光秀
- 山崎隆一郎
- 山田英雄
- 山名規雄
- 吉田博史[18]
- 吉永和生
- 渡邊毅[19]
- 渡辺好明

### 軍人・自衛官
- 中村龍平
- 福地誠夫
- 福地建夫
- 末延隆成
- 小野打泰子
- 吉田圭秀
- 片岡晴彦
- 大村平
- 森繁弘
- 白川元春
- 牟田弘國
- 鮒田英一
- 長島純
- 東山収一郎
- 山本安正
- 高品武彦
- 渡部敬太郎
- 冨澤暉
- 太田文雄
- 住山徳太郎
- 和田操
- 門司親徳
- 榊枝宗男

### 法曹
- 大谷剛彦
- 大野正男
- 大林宏
- 大渕愛子
- 小野瀬厚[20]
- 笠間治雄
- 梶谷玄
- 梶谷剛
- 北島敬介
- 佐藤文哉
- 島田仁郎
- 寺田逸郎
- 古田佑紀
- 堀籠幸男
- 松尾邦弘
- 味村治
- 金崎浩之
- 倉持麟太郎
- 三村晶子[21]

## 文化人

### 学者

#### 数学者
- 小平邦彦
- 秋葉忠利
- 秋山仁
- 浦太郎
- 安島直円：新庄藩士
- 伊原康隆
- 弥永昌吉
- 小野友五郎
- 菊池大麓
- 栗原将人
- 小島定吉
- 齋藤恭司
- 鈴木久男
- 玉川安騎男
- 永田清
- 林知己夫
- 速水謙
- 藤原一宏
- 森毅
- 柳楢悦
- 柳谷晃

#### 物理学者
- 三田一郎（素粒子理論）
- 石原純（理論物理学）
- 菊池正士
- 久保亮五（統計力学・物性物理学）
- 坂田昌一（素粒子理論）
- 嵯峨根遼吉
- 寺田寅彦
- 朝永振一郎：文京区
- 湯川秀樹（中間子論）

#### 天文学者
- 石田五郎：台東区
- 大沢清輝（観測天体物理学）
- 岡崎彰
- 小川清彦（古天文学・暦学）
- 小尾信彌（天体物理学）
- 加藤正二（理論天体物理学）
- 古在由秀（天体力学）：豊島区
- 小平桂一（恒星物理学）
- 阪本成一（電波天文学）
- 冨田弘一郎
- 長沢工：練馬区（出生地）
- 野本憲一（恒星進化論）
- 半田利弘（電波天文学）：大田区
- 平山信
- 堀源一郎（天体力学）：荒川区
- 村山定男
- 森本雅樹（電波天文学）

#### 地球惑星科学者
- 井田茂（惑星科学）
- 上田誠也（地球物理学）
- 三枝春生（古生物学）
- 坪井誠太郎（地質学・鉱物学・岩石学）
- 坪井忠二（地球物理学・地震学）
- 松本達郎（地質学・古生物学）
- 真鍋真（古生物学）

#### 生物学者・農学者
- 今関六也（菌類学）
- 江上不二夫（生化学）
- 木原均（細胞遺伝学）
- 小宮輝之（恩賜上野動物園園長）：千代田区
- 鈴木俊貴（動物言語学・動物行動学）：練馬区
- 瀬戸口浩彰（植物学）
- 坪井正五郎（自然人類学）
- 日高敏隆（動物行動学）：渋谷区
- 箕作佳吉（動物学）
- 茂木健一郎（脳科学）
- 勝川俊雄（生物資源学）

#### 化学者
- 宇井純
- 北野大（環境化学）：足立区
- 柴田雄次
- 坪井正道（物理化学）
- 中村正治：杉並区
- 松本和子

#### 工学者
- 池田敏雄（電子工学）
- 石井裕（情報工学）
- 糸川英夫（宇宙工学）
- 稲垣俊介（情報科学）港区
- 榎本忠儀（電子工学）：新宿区生まれ、豊島区育ち
- 岡嶋裕史（情報セキュリティ、ネットワーク）
- 後藤英一（計算機科学）
- 島秀雄：東京育ち（大阪生まれ）
- 武田展雄：（航空宇宙工学、材料力学）
- 田辺朔郎（土木工学）
- 中田孝（機械工学）
- 平賀譲（造船学者、戦艦「長門」「陸奥」などの設計者）
- 真鍋龍太郎（情報システム学、経営科学）
- 元良誠三（船舶工学）
- 森健一（日本語ワードプロセッサ（ワープロ）の開発）

#### 医学者
- 大友克之（医学博士）
- 尾身茂（自治医科大学教授）
- 呉建（内科学）
- 呉秀三（精神医学）：港区
- 白石安男（医学・疫学・応用数学・古武術研究）：荒川区
- 松葉剛（医学博士）
- 龍啓之助（整形外科学、元ラグビー選手）
- 山本修一（眼科学）

#### 法学者
- 兼子一
- 中川善之助
- 福田平（法学・刑法学）：麹町区（現在の千代田区）
- 箕作麟祥
- 永井和之（商法、中央大学学長）

#### 政治学者
- 池井優
- 礒﨑敦仁（北朝鮮政治）
- 入江昭
- 緒方貞子（国際政治学）
- 岡義武
- 岡部達味
- 押村高（国際政治学）
- 小野紀明（政治思想史）
- 片田さおり（国際政治経済学）
- 神島二郎（政治思想史）：新宿区
- 鴨武彦（国際政治学）
- 木坂順一郎（日本現代政治史）
- 斎藤眞
- 田中愛治（日本ニュース時事能力検定協会理事）
- 高畠通敏
- 永井陽之助（国際政治学）
- 原武史（政治思想史）：渋谷区
- 藤原帰一（国際政治学）
- 細谷千博（国際政治学）
- 本間長世（政治思想史）
- 御厨貴（日本政治史）
- 百瀬宏（国際政治学）
- 渡辺暁（ラテンアメリカ政治、政治学者としてだけではなくチェスプレーヤーとしても活動）

#### 経済学者・経営学者・統計学者
- 伊藤誠（マルクス経済学）
- 岩井克人（理論経済学）
- 岩城秀樹（金融論）
- 呉文聰（統計学）：港区
- 呉文炳（経済学）
- 小島寛之（数理経済学）
- 榊原英資（経済学）
- 桜井毅（マルクス経済学・経済学史）
- 隅谷三喜男（労働経済学）：港区
- 美濃部亮吉（マルクス経済学）
- 村上泰亮（理論経済学）
- 吉川智教（経営学）

#### 社会学者
- 鈴木涼美
- 芹沢一也
- 谷川建司
- 鶴見和子
- 内藤朝雄
- 山口智美（文化人類学）
- 渡辺雅男

#### 歴史学者・考古学者
- 石井進（日本史学）
- 上野秀治（日本史学）
- 内田銀蔵（日本史学）：足立区
- 川勝守（東洋史学）
- 神田千里（日本史学）
- 紀平英作（西洋史学）
- 功刀俊洋（日本史学）
- 黒田日出男（日本史学）
- 坂誥秀一（考古学）
- 柴宜弘（西洋史学）
- 鈴木公雄（考古学）
- 藤原彰（日本史学）
- 藤本正行（日本史学）
- 二木謙一（日本史学）
- 箕作元八（西洋史学）
- 小山田和夫（日本古代史）
- 坂巻清（西洋史学）

#### 文学者・言語学者
- 岩崎英二郎（ドイツ語学）：品川区
- 上田敏
- 宇佐美毅（日本文学）
- 景山正隆（日本文学）
- 呉茂一（西洋古典文学）
- 外山正一
- 中西進（日本文学）
- 蓮實重彦（フランス文学）
- 堀口大學（フランス文学）

#### その他の学者
- 石川泰弘（博士号・スポーツ健康科学、温泉入浴指導員、睡眠改善インストラクター、日本薬科大学特任教授）
- おーくん・あきら（デザイン学者）
- 大島さくら子（英会話講師、語学学習コーチ／コンサルタント、通訳）
- 鶴見俊輔（哲学）：港区
- 池内恵（アラブ研究）
- 木下千花（映画学者）
- 水野敏雄（教育学者）
- 三田育雄（造園家、観光学者、観光研究者）
- 三宅幸夫（音楽学者）
- 村上陽一郎（科学史・科学哲学）
- 弓削徹（経営コンサルタント、著作家、コピーライター、日本工業大学大学院技術経営研究科教授、セミナー講師）
- 渡辺宝陽（仏教学者）

### 画家
- AKI (画家)
- 浅井忠
- 伊東深水
- 歌川広重
- 大竹伸朗
- 葛飾北斎
- 狩野永悳
- 狩野養信
- 狩野栄信
- 狩野典信
- 塚本やすし
- 鏑木清方
- 岸田劉生
- 木村荘八
- 酒井抱一
- 高橋由一
- 立川広己（洋画家・専業画家）
- 谷文晁
- 月岡芳年
- 鳥居清長
- 鳥山石燕
- 中川一政
- 中村不折
- 橋本雅邦
- 長谷川雪旦
- 速水御舟
- 藤城清治
- 藤田嗣治
- 村上隆
- 渡辺崋山

### 写真家
- 荒木経惟
- 飯島幸永
- 五影開（俳優・宍戸開）：世田谷区
- 大石芳野
- 尾形正茂：台東区
- 岡部好：足立区
- 田所美恵子
- 篠山紀信：新宿区
- カメラカメン：世田谷区
- 長谷川智紀
- 本橋成一：中野区

### 彫刻家
- 安藤士
- 黒岩淡哉
- 高村光雲
- 高村光太郎

### 建築家
- 河合浩蔵：墨田区
- 妻木頼黄
- 桜井小太郎：千代田区
- 岡田信一郎
- 貝島桃代
- 平山嵩
- 吉阪隆正：文京区
- 渡辺節：千代田区
- 吉田五十八
- 今井兼次
- 山口文象
- 吉村順三
- 芦原義信
- 槇文彦
- 内井昭蔵
- 阿部勤
- 谷口吉生
- 香山壽夫
- 六角鬼丈
- 石井和紘
- 古谷誠章
- 坂茂

### 作家
- 山東京伝：岩瀬醒（さむる）
- 蔦屋重三郎
- 朋誠堂喜三二：戯作者
- 曲亭馬琴（滝沢馬琴）
- 仮名垣魯文
- 成島柳北：台東区
- 中村正直：明治六大教育家
- 二葉亭四迷：「〜だ」調
- 山田美妙：「〜ですます」調
- 尾崎紅葉：「〜である」調
- 内田魯庵
- 淡島寒月：井原西鶴を評価
- 幸田露伴：台東区
- 広津和郎
- 外山正一：小石川
- 樋口一葉：台東区
- 有島武郎：小石川
- 武者小路実篤：千代田区
- 巖谷小波：児童文学
- 永井荷風：文京区
- 夏目漱石：文豪
- 岡本綺堂：別号に狂綺堂
- 久保田万太郎：浅草
- 谷崎潤一郎：中央区
- 谷崎精二
- 宮本百合子：民主主義文学
- 平塚らいてう：麹町
- 中勘助：神田
- 芥川龍之介：芥川賞
- 寺田寅彦：物理学者
- 長與善郎
- 岸田國士：四谷区
- 堀辰雄
- 永井龍男：神田区
- 潮寒二：淀橋町
- 中村光夫：文芸評論家
- 中村真一郎
- 加藤周一
- 武田泰淳
- 木下順二
- 石川淳：芥川賞
- 中島敦：四谷
- 勝田紫津子（児童文学作家）
- 大岡昇平
- 三島由紀夫：新宿区
- 福田恆存：文京区
- 中村光夫
- 安部公房:芥川賞
- 幸田文
- 中村真一郎
- 山口瞳：直木賞
- 北杜夫：芥川賞
- 辻邦生
- 柴田翔：芥川賞
- 遠藤周作：芥川賞
- 三浦朱門
- 曽野綾子
- 山川方夫
- 大庭みな子：芥川賞
- 庄司薫：芥川賞
- 古井由吉:芥川賞
- 芝木好子：芥川賞
- 倉光俊夫：芥川賞
- 清水基吉：芥川賞
- 高井有一：芥川賞
- 田久保英夫：芥川賞
- 畑山博：芥川賞
- 山本道子：芥川賞
- 三木卓：芥川賞
- 吉田健一
- 日野啓三：芥川賞
- 青野聰：芥川賞
- 吉行理恵：芥川賞
- 唐十郎：芥川賞
- 大岡玲：芥川賞
- 多和田葉子：芥川賞
- よしもとばなな
- 川上弘美：芥川賞
- 辻仁成：芥川賞
- 木下順二
- 加賀乙彦
- 黒井千次
- 日野啓三
- 和田はつ子
- 柚木麻子
- 高井有一
- 花村萬月：芥川賞
- 金原ひとみ：芥川賞
- 山田詠美：直木賞
- 島田雅彦
- 絲山秋子：芥川賞
- 川口松太郎：第一回直木賞
- 堤千代：女性初直木賞
- 木村荘十：直木賞
- 富田常雄：直木賞
- 藤原審爾：直木賞
- 鮎川哲也
- 有馬頼義：直木賞
- 南條範夫：直木賞
- 荒俣宏
- 平岩弓枝：直木賞
- 新井素子
- 藤島大
- 池波正太郎：直木賞
- 寺内大吉：直木賞
- 杉本苑子：直木賞
- 安藤鶴夫：直木賞
- 永井路子：直木賞
- 三好徹：直木賞
- 結城昌治：直木賞
- 半村良：直木賞
- 逢坂剛：直木賞
- 色川武大：直木賞
- 阿刀田高：直木賞
- 田中小実昌：直木賞
- 向田邦子：直木賞
- 青島幸男：直木賞
- 公野櫻子
- 深田祐介：直木賞
- 村松友視：直木賞
- 胡桃沢耕史：直木賞
- 神吉拓郎：直木賞
- 森田誠吾：直木賞
- 景山民夫：直木賞
- ねじめ正一：直木賞
- 星川清司：直木賞
- 五味太郎（絵本作家）
- 塚本やすし（絵本作家）：墨田区
- 櫻井秀勲：墨田区
- 柚木真理
- 栗本薫（中島梓）
- 泡坂妻夫：直木賞
- 北原亞以子：直木賞
- 小池真理子：直木賞
- 乃南アサ：直木賞
- 浅田次郎：直木賞
- 篠田節子：直木賞
- 宮部みゆき：直木賞
- 石田衣良：直木賞
- 村山由佳：直木賞
- 椎名誠
- 塩野七生
- 江國香織：直木賞
- 三浦しをん：直木賞
- 森絵都：直木賞
- 芝木好子
- 竹河聖
- 永井龍男
- 星新一
- いとうせいこう
- 長野まゆみ
- 鷺沢萠
- 盛田隆二
- 松浦寿輝：芥川賞三島賞
- 水村美苗
- 見沢知廉
- 安部譲二
- 中原昌也
- 佐川光晴
- 有吉玉青
- 鹿島田真希
- 山田太一
- 野地秩嘉（ノンフィクション作家）
- 木村裕一（絵本作家）
- 能見俊賢
- 坂野徳隆
- 河原れん
- 鳥山仁
- 春山希義
- いとうひろし（絵本作家）
- 市川拓司
- 東郷聖美（絵本作家）
- 泉優二
- 虫明亜呂無
- 香山美子
- 羽田圭介：芥川賞
- さとうまきこ
- 新井洋行（絵本作家）

### 映画監督
- 東真司：小平市
- 石井輝男：千代田区
- 池谷薫
- 伊勢真一
- 犬童一心
- 大森立嗣
- 押井守
- 小津安二郎：江東区深川
- 金子修介
- 金子雅和
- 北野武：足立区
- 黒澤明：品川区
- 実相寺昭雄
- 鈴木清順：中央区日本橋
- 鈴木太一
- 周防正行
- 辻仁成
- 塚本晋也
- 勅使河原宏
- 手塚眞
- 天願大介：渋谷区
- 鳥居元宏 - 脚本家 兼務
- 田中佑和
- 長尾直樹
- 成瀬巳喜男：新宿区四谷
- 蜷川実花
- 長谷部安春
- 藤井道人
- 坂東玉三郎 (5代目)
- 堀江慶
- 牧口雄二：港区麻布
- 溝口健二
- 宮崎駿：文京区
- 山本清史：八丈島

### 劇作家
- ケラリーノ・サンドロヴィッチ
- 小松杏里
- 今井茂雄（江戸川区北葛西）
- 長塚圭史
- 永井愛
- 藤沢文翁（港区六本木）

### 脚本家・放送作家
- 秋元康：目黒区
- あみやまさはる
- 石井輝男：千代田区
- 今井茂雄：江戸川区
- 今井詔二
- 打越鋼太郎
- 浦沢義雄
- 大原清秀
- 影山由美
- 笠原和夫 (脚本家)：中央区
- 岸間信明
- 倉本聰
- 神波史男
- 小中千昭
- 小林顕作
- 小林靖子
- 小山高生
- 西条道彦：豊島区
- 酒井雅秋
- 桜井正明
- 島田満
- だいもん孝之：荒川区
- 戸田博史
- 鳥居元宏 - 映画監督 兼務
- 西田征史
- 長谷川菜穂子
- 星山博之
- 町山広美
- 松崎健一
- 三木鶏郎：千代田区
- 三谷幸喜：世田谷区
- 向田邦子：世田谷区
- 森ハヤシ
- 矢島大輔
- 山田太一：台東区
- 吉田紀子

### 評論家
- 東浩紀：三鷹市
- 井崎脩五郎（競馬評論家）：荒川区
- 犬養道子：新宿区
- 岡村詩野（音楽評論家）：大田区
- 加藤周一
- 木内信胤（経済評論家）
- 小林秀雄（近代批評文学）
- たまさぶろ（バー評論家）：渋谷区
- 福田和也：北区
- 森本哲郎
- 鷲巣力：世田谷区
- 富岡幸一郎（文芸評論家）
- 徳大寺有恒（自動車評論家）
- 三木鮎郎：千代田区
- 後藤雅洋（ジャズ評論家）
- 畠中雅子（「暮らしとお金」に関わる著作家、ファイナンシャル・プランナー≪CFP≫）：港区

### エッセイスト
- 青木玉
- 阿川佐和子
- 安居良基
- 安西美穂子
- 安藤和津
- 井嶋ナギ
- 入江相政：港区
- 遠藤展子
- 酒井順子
- 平野文

### 漫画原作者
- 樹林伸
- 安部譲二
- 大塚英志
- 大場つぐみ
- 梶原一騎
- 雁屋哲
- 三条陸：品川区（大分県生まれ）
- 末田雄一郎
- 狩撫麻礼
- たかしげ宙
- 滝沢解
- 竹熊健太郎
- 綱本将也
- 西村ミツル
- 広井王子
- 真樹日佐夫

### 漫画家
- 赤松健：東久留米市
- 秋本治：葛飾区
- あさの☆ひかり
- 安達哲
- 安野モヨコ
- 石原まこちん
- 稲垣理一郎
- 稲田浩司：荒川区
- 岩明均
- 植田まさし：世田谷区
- 羽海野チカ
- 浦沢直樹：府中市
- 永福一成
- 及川えみり
- 岡崎京子
- 小栗かずまた
- 押切蓮介
- おのえりこ
- かざま鋭二
- 風間やんわり
- 一峰大二
- 金子デメリン
- 上條淳士
- 川上泰樹
- きくちゆうき
- 木原敏江
- 久住昌之
- 玖保キリコ
- 車田正美
- けらえいこ
- 小池桂一
- 西岸良平
- 桜沢エリカ
- 桜玉吉
- 謝花凡太郎
- 東海林さだお：杉並区
- 白土三平
- 杉浦茂
- 杉浦日向子
- 杉浦幸雄
- 清野とおる
- 曽田正人
- 曽山一寿
- 田河水泡
- 髙橋ツトム
- 高橋陽一
- 田中誠
- 田辺イエロウ
- 谷口あさみ
- ちばてつや
- 長新太
- つげ義春
- つのだじろう：台東区
- とあるアラ子
- 永島慎二
- 長谷邦夫
- 夏目房之介：新宿区
- 西島大介
- にしだかな
- 根本敬
- 能條純一
- 野中英次
- 萩原一至
- 花くまゆうさく
- 林静一
- 林田球
- 平田弘史
- 福満しげゆき
- 藤巻忠俊
- 藤原カムイ
- 古屋兎丸
- 細野不二彦
- 松本大洋
- 皆川亮二
- みやすのんき
- 宮崎駿
- もとはしまさひで
- もりいくすお
- 森川ジョージ
- 森恒二
- 森田拳次
- 森ゆきえ：国分寺市
- 諸星大二郎
- やくみつる：世田谷区
- 山口貴由
- ヤマザキマリ
- 山田花子
- やまだ紫：世田谷区
- 山田玲司
- 山本康人
- 由貴香織里
- ゆきち先生
- 横井福次郎
- よしづきくみち
- 渡辺大樹

### アニメーション制作関係者
- 相澤昌弘
- 石川光久（アニメプロデューサー）
- 石黒昇
- 石山タカ明
- 石田卓也（クレイアニメ作家）
- 出渕裕
- 今石洋之
- 梅澤淳稔
- 浦上靖夫（音響監督）
- えんどうてつや
- 大沼心
- 大藤信郎（アニメーション作家）
- 大森貴弘
- 奥田誠治
- 小倉宏昌（美術監督）
- 押井守
- 金山明博
- 川崎逸朗
- 川本喜八郎（アニメーション作家）
- 北久保弘之
- 北爪宏幸
- 串田達也（美術監督）
- 久保田誓
- 倉島亜由美
- 黒田昌郎
- 後藤圭二
- 小林治 (1945年生のアニメ演出家)
- 小林治 (1964年生のアニメ演出家)
- 小林利充
- 小林誠
- 紺野直幸
- 坂井和男（製作担当）
- 澤井幸次
- 静野孔文
- 斯波重治（音響監督）
- 芝山努
- 清水達正（撮影監督）
- 清水としゆき（美術監督）
- 白土武
- 鈴木俊二
- 関修一
- 瀬山武司
- 芹川有吾
- 高崎あゆみ（美術監督）
- 高橋信也
- 高谷浩利
- 舘直樹
- 田中章喜（音響監督）
- 田中英行（音響監督）
- 田中良
- 出崎統
- 出﨑哲
- ときたひろこ
- 中島順三（アニメプロデューサー）
- 中村英一
- 中村光毅（美術監督）
- 西香代子（色彩設定）
- 西崎義展
- 長谷川眞也
- 籏野義文（アニメプロデューサー）
- ひこねのりお
- 平井久司
- 平野俊貴
- FROGMAN
- 本郷みつる
- 真下耕一
- 増尾昭一
- 美樹本晴彦
- 三沢伸
- 水島精二
- 水本完（音響監督）
- 三間雅文（音響監督）
- 宮崎吾朗
- 宮崎駿
- ムトウユージ
- 茂木仁史（アニメプロデューサー）
- 百瀬義行
- もりたけし
- 森山雄治
- 八木大
- 谷田部勝義
- 柳義明（製作担当）
- 栁瀬一樹[22]
- やまざきかずお
- 山崎敬之
- 山田勝久
- 結城信輝
- 湯山邦彦
- 吉川惣司
- 吉成鋼
- 吉成曜
- 米たにヨシトモ
- りんたろう
- 若林和弘（音響監督）
- 渡辺明夫
- 渡辺歩

### 俳人
- 水原秋桜子：千代田区
- 堀田季何：文京区

### 詩人
- サトウハチロー：新宿区
- 高村光太郎：台東区
- 半澤孝平：杉並区

### 歌人
- 笹公人：小金井市

### 作詞家
- 秋元康：目黒区
- shungo.
- 松本隆
- 宮川哲夫：大島町（レコード大賞）
- 井上輝彦：世田谷区

### 作曲家
- 芥川也寸志：北区
- 板垣祐介
- 岩崎琢
- 梶浦由記
- 木原塁
- 黒澤吉徳
- 古代祐三：日野市
- 坂田晃一
- 坂本龍一：中野区
- 篠崎正嗣
- 高田信一
- 高梨康治
- 瀧廉太郎：港区西新橋
- 武満徹
- 田家大知
- 田中カレン
- 田中俊亮
- 團伊玖磨
- 中川俊郎：中野区
- 中田喜直
- 野口剛夫
- 樋口康雄
- 服部克久
- 広瀬勇人：小平市
- 深澤恵梨香
- 深澤秀行
- 穂口雄右
- 細木原豪紀
- 松井孝夫
- 松任谷正隆
- 松本直祐樹
- 箕作秋吉
- 宮崎尚志
- 宮崎道
- 八木正生：東京市
- 山口淳：世田谷区
- 山崎燿
- 吉松隆：渋谷区
- 梁邦彦
- 竜崎孝路

### 演奏者

#### ヴァイオリニスト
- 石川綾子
- 高嶋ちさ子：渋谷区
- 田澤明子
- 田中直子
- 千々岩英一
- 西江辰郎
- 沼田園子
- 水谷川陽子：大田区
- 深山尚久：港区麻布
- 吉田恭子
- 渡辺玲子

#### チェリスト
- 堀了介
- 松下修也
- 松波恵子

#### ピアニスト
- 清塚信也
- 熊本マリ
- 澤田柳吉
- 反田恭平
- 藤田真央
- 三浦友理枝：大田区
- 和久井冬麦

#### その他の演奏者
- 市原満（オーボエ奏者）:中野区
- 松岡みやび（ハープ奏者）

### 宇宙飛行士
- 秋山豊寛（日本人初宇宙飛行士）
- 土井隆雄：南多摩郡
- 星出彰彦：世田谷区

### 登山家・冒険家
- 今井通子
- 小川登喜男
- 奥山章：文京区
- 冠松次郎
- 木村憲司
- 栗原景太郎
- 小西政継
- 近藤謙司
- 関野吉晴：墨田区
- 高橋和之：中野区
- 竹内洋岳
- 難波康子：大田区
- 山野井泰史
- 吉尾弘：墨田区
- 芳野満彦：荒川区
- 森田勝

### 将棋棋士
- 飯野健二：葛飾区
- 伊藤匠：世田谷区
- 島朗：世田谷区
- 塚田泰明
- 中村太地：府中市
- 藤森哲也：大田区
- 吉池隆真：荒川区
- 渡辺明：葛飾区

#### 女流棋士
- 飯野愛：世田谷区
- 貞升南：府中市
- 塚田恵梨花：杉並区
- 中倉彰子：府中市
- 中倉宏美：府中市
- 藤田綾：大田区

### その他の文化人
- 秋山具義（アートディレクター）
- 池田弘子（ソプラノ歌手）
- 石井苗子（ヘルスケアカウンセラー）
- 石川拓磨（音楽プロデューサー、映像クリエイター）
- 泉麻人（コラムニスト）：杉並区
- 石田節子（着付師、着物スタイリスト）
- 今井哲郎（撮影監督）：港区
- 内海昇（テレビ番組・イベントのディレクター、プロデューサー）：江戸川区
- 大郷剛（芸能プロモーター、イベントプロデューサー、音楽プロデューサー）：町田市
- 和泉美奈子（テキスタイル作家）
- 伊藤由美子（CMディレクター、映画監督）
- 井原慶子（レーシングドライバー）
- UGICHIN（映像作家）：世田谷区
- 江原啓之（オペラ歌手）
- 遠藤雅古（指揮者）
- 奥田みき（イラストレーター）
- 小倉悠加（翻訳家、アイスランド音楽大使）
- 小野弘晴（テノール歌手）
- 笠原将弘（料理人）
- 笠原章弘（鍼灸師、整体師）
- 角川慶子（ライター、実業家）
- 角舘政英（照明デザイナー）
- 金子一馬（イラストレーター）
- 河角直樹（テレビプロデューサー、東海テレビ所属）
- 川名康浩（ブロードウェイ プロデューサー）
- 木皿陽平（アニメプロデューサー、音楽プロデューサー）
- 串田嘉男（アマチュア天文学者）：八王子市
- 久米小百合（音楽家）
- 五箇公貴（映像プロデューサー）
- 黒崎えり子（ネイリスト）
- 近藤真琴（教育家、思想家）
- 斎藤学（精神科医）
- 斎藤由多加（ゲームクリエイター）
- 相楽のりこ（ヨガ講師）
- 貞方祥（プロデューサー、演出家、映画監督、SHOWMAN’S主宰）
- 島田佳奈（女豹ライター・コラムニスト）
- 清水慶太（インテリアデザイナー）
- 鈴木美潮（読売新聞記者）
- 鈴木彪平（教育家）
- 瀬上剛（歯科技工士）
- 関根光才（映像ディレクター）
- 田尾耕太郎（歯科医師）
- 高尾晃市（マジシャン）
- 高橋紀成（映像プロデューサー、アニメ歌手）
- 高橋辰郎（チェンバロ製作家）：江戸川区
- 田代万里生（テノール歌手）
- 田中一嘉（指揮者）
- 田中佑佳（アートディレクター）
- 田山幸憲（パチンコライター）
- 津田直士（音楽プロデューサー）
- 土屋広次郎（バリトン歌手）
- 出口汪（東進ハイスクール講師）
- 中川大地（文筆家、編集者）：墨田区
- 中松義郎（発明家）
- 永野彰一（プロ雀士、100以上の資格取得）
- 西村博之（2ちゃんねる管理人）
- 長谷川時夫（音楽家）
- 花田優一（靴職人）
- 馬場裕一（麻雀棋士）
- 原田曜平（マーケティングアナリスト）
- ピュ〜ぴる（現代美術作家）
- 平塚利男（発明家）
- 福島孝徳（脳神経外科医）
- 福嶋麻衣子（音楽プロデューサー）
- 藤沢里菜（囲碁棋士）：新宿区
- 堀内康雄（バリトン歌手）
- 堀了介（チェロ奏者）
- マダム路子（日本初魅力研究家・美容家・作家）
- 町田忍（著作家）
- 松岡修造（テニス指導者）
- 松任谷正隆（音楽プロデューサー）
- 松本弦人（デザイナー）
- 松本昌次（編集者）
- 丸茂哲夫（TVディレクター）：大田区
- 村井多嘉子（料理研究家）
- 村田健司（バリトン歌手）
- 森健（ライター）
- 森伸之（イラストレーター、制服研究者、著作家）
- 森麻季（ソプラノ歌手）
- モリナガ・ヨウ（イラストレーター、漫画家）：渋谷区
- 山内ケンジ（CMディレクター、演出家、映画監督）
- 山本耀司（デザイナー）
- 湯浅洋（プロデューサー）：江戸川区
- 吉沢京夫（演出家、俳優、映画プロデューサー）
- 吉田博彦（ゲームクリエイター、実業家）：千代田区
- 和田あい（「ミス日本コンテスト大会」委員長）
- 和田静郎（美容研究家）
- クーデンホーフ光子（欧州経済共同体の母）

## 芸能人

### アイドル
- 相澤仁美
- アイドリング!!!元メンバー
  - 石田佳蓮（NEO fromアイドリング!!!）：（福岡県生まれ）
  - 佐藤ミケーラ倭子（NEO fromアイドリング!!!）
  - 伊藤祐奈（NEO fromアイドリング!!!）：（香川県生まれ）
  - 遠藤舞
  - 小泉瑠美
  - 小林麻衣愛（現麻衣愛、元Chu-Z）
  - 三宅ひとみ
  - 谷澤恵里香
- 相原美咲
- 青木まりな
- 赤根京
- 秋乃みずき
- 麻海りあ
- 雨坪春菜
- あびる優：（福岡県大牟田市生まれ）
- 茜あずさ
- 天野きき
- 新井遥
- 荒井暖菜
- 荒井佑奈
- 安西真実
- 安藤あいか
- 池上紗理依
- =LOVE
  - 大谷映美里
  - 髙松瞳
- 石井あみ
- 石井めぐる
- 石井優希（元原宿駅前パーティーズ）
- 石坂結
- 伊勢みはと
- 磯辺莉英（元乙女塾）
- 市川由衣
- 伊藤みう
- 伊藤芽衣
- 伊東ゆかり：品川区
- 稲生美紀
- 稲村亜美
- いのうえのぞみ
- 井上胡桃
- 井上和香
- 岩佐真悠子：練馬区
- 飯塚真穂
- 上杉弘美
- 上原奈美
- 上原真央
- ウエンツ瑛士（元WaT）：三鷹市
- うさまりあ
- うしじまいい肉
- 宇治川麗菜
- 宇田川ひとみ
- 内田理央：八王子市
- 内野未来
- AKB48グループ
  - AKB48
    - 小栗有以
    - 山内瑞葵

  - AKB48元メンバー
    - 内田眞由美：八王子市
    - 梅田綾乃（卒業後、旧芸名・清水綾乃）
    - 大江朝美（現大江翔萌美）
    - 大島麻衣：足立区（千葉県野田市育ち）
    - 奥真奈美
    - 小野恵令奈
    - 河西智美：府中市
    - 上遠野瑞穂（現愛迫みゆ）
    - 菊地あやか（元渡り廊下走り隊7）：葛飾区
    - 小嶋真子
    - 佐藤亜美菜
    - 佐野友里子
    - 高城亜樹（元フレンチ・キス、JKT48）：（福岡県北九州市生まれ）
    - 高橋みなみ（ノースリーブス）：八王子市
    - 竹内美宥
    - 達家真姫宝（元煌めき☆アンフォレント）
    - 谷口めぐ
    - 田野優花
    - 千代田唯（元バイトAKB）
    - 仲俣汐里
    - 成田梨紗
    - 仁藤萌乃
    - 畑山亜梨紗
    - 林彩乃（現林あやの）
    - 早野薫
    - 平嶋夏海（元渡り廊下走り隊7）
    - 藤田奈那
    - 前田亜美
    - 増山加弥乃（現中村加弥乃）
    - 峯岸みなみ（ノースリーブス）：板橋区高島平
    - 宮崎美穂：八王子市
    - 武藤十夢：葛飾区

  - SKE48元メンバー
    - 宮澤佐江（元AKB48、SNH48）

  - SDN48元メンバー
    - 甲斐田樹里
    - 加藤雅美
    - 二宮悠嘉
    - 野呂佳代（元AKB48）：板橋区

  - NMB48元メンバー
    - 須藤凜々花

  - HKT48元メンバー
    - 矢吹奈子（元AKB48、IZ*ONE）

  - JKT48元メンバー
    - 近野莉菜（元AKB48）
    - 仲川遥香（元AKB48、渡り廊下走り隊7）

  - NGT48
    - 西潟茉莉奈
- Erina
- 蛯原天
- 江利チエミ
- 絵梨華
- 遠藤瑠香
- 太田彩乃
- 太田千晶
- 大槻理子
- 大原かおり
- 岡本真来
- 沖野麻衣
- 小沢えりか
- 小田柚葉（元アモレカリーナ、元miracle²、Girls²）
- おニャン子クラブ元メンバー
  - 工藤静香：羽村市（青森県生まれ）
  - 山本スーザン久美子
- 甲斐はるか
- Kagami
- 筧美和子
- 笠原美香
- 香島アヤ
- 香穂里
- 勝乗恵美
- 加藤彩
- 加藤明日美
- 金子理江（LADYBABY）
- 金田美香
- 金澤ゆかり
- 夏帆
- 鎌田紘子
- 河合ふゆみ：世田谷区
- 川崎真実
- 川奈栞
- 川奈ゆう
- 川村りか
- 神田あずみ
- 神田沙也加：世田谷区
- 希月あおい
- 木村葵
- 木下優樹菜：葛飾区
- 楠みゆう
- 工藤杏
- 久宥茜
- くぼたみか
- CROWN POP
  - 里菜
- CROWN POP元メンバー
  - 歩乃圭
- 倉沢みのり
- 黒嵜菜々子
- 黒澤ひかり
- 黒田彩
- 古条彩華
- 小倉遥
- 小泉麻耶
- 小池凛
- 小島綾香
- 小杉まさみ
- 小林かれん
- 小林万桜
- 小林恵美
- 今野陽佳
- 西城凛
- 齋藤優里奈
- 佐伯美愛
- 三枝実央
- 酒井蘭
- 坂道シリーズ
  - 乃木坂46
    - 池田瑛紗
    - 岩本蓮加：西東京市
    - 黒見明香：国分寺市（香港生まれ）
    - 中村麗乃：昭島市
    - 向井葉月：八王子市
    - 矢久保美緒

  - 乃木坂46元メンバー
    - 生田絵梨花：（ドイツ・デュッセルドルフ生まれ）
    - 齋藤飛鳥：葛飾区
    - 斉藤優里
    - 阪口珠美：町田市
    - 寺田蘭世
    - 樋口日奈：（長野県生まれ）
    - 山崎怜奈：江戸川区
    - 山下美月：瑞穂町
    - 渡辺みり愛：（北海道南富良野町生まれ）

  - 櫻坂46
    - 守屋麗奈：葛飾区

  - 欅坂46/櫻坂46元メンバー
    - 佐藤詩織
    - 菅井友香
    - 土生瑞穂：町田市
    - 原田葵：文京区（大阪府高槻市生まれ）

  - 日向坂46
    - 上村ひなの：三鷹市
    - 髙橋未来虹：荒川区
    - 森本茉莉：品川区（フランス・パリ生まれ）

  - 日向坂46元メンバー
    - 影山優佳：文京区
    - 加藤史帆：練馬区
    - 齊藤京子：豊島区
    - 宮田愛萌
- 坂本りおん
- 咲丘るい
- さくら学院元メンバー
  - 飯田來麗（現飯田らうら）：八王子市
  - 黒澤美澪奈
  - 田口華：葛飾区（長野市育ち）
  - 野津友那乃
  - 堀内まり菜
  - 森萌々穂
- 桜京子
- 桜めい
- 桜りりぃ
- 櫻井優衣
- 桜川ひめこ
- 佐々木心音
- 佐武宇綺（9nine）
- 佐藤江梨子：（兵庫県神戸市東灘区育ち）
- さつきちひろ
- さな：世田谷区
- 佐野光来：品川区
- 佐野ひなこ
- 佐保明梨（元アップアップガールズ（仮））
- 沢口けいこ
- 沢田彩実
- 沢辺りおん
- 篠崎愛（AeLL.）
- しほの涼：（神奈川県生まれ）
- 島田和菜
- 島野亜希子
- 下村実生（元フェアリーズ）
- 樹里
- 白井絵莉
- 白岡今日花（Task have Fun）
- 白河理子
- 私立恵比寿中学
  - 中山莉子
  - 真山りか
  - 安本彩花
- 私立恵比寿中学元メンバー
  - 鈴木裕乃
  - 奏音（現七木奏音）
  - 松野莉奈
- 城山さやか
- 神ユキ
- SUPER☆GiRLS元メンバー
  - 荒井玲良（現荒井レイラ）
  - 八坂沙織：文京区
  - 渡邉ひかる：（北海道育ち）
- 末永みゆ
- 杉浦優來（元lovely²、Lucky²）
- 杉田沙緒里
- 鈴木あきえ
- 鈴木瞳美（≠ME）
- 菅田愛貴（超ときめき♡宣伝部）
- 澄谷薫
- 関谷真由/柚希関汰（中野風女シスターズ/風男塾、元NEO fromアイドリング!!!）
- 瀬戸花
- 瀬戸麻楡
- 芹沢南
- 鷹羽澪
- 高井みほ
- 高岡未來
- 高木あずさ
- 高橋かれん
- 高橋りか
- 高畠華澄
- 高部あい
- 高宗歩未
- 竹田愛
- 館恵美
- 立花陽香
- 橘ましろ
- 壇蜜：（秋田県横手市生まれ）
- 坪木菜果
- 手塚りえ
- 時田愛梨（とっきー）
- 時東ぁみ
- 戸田れい
- 得能勇志（NCT、NCT WISH、元EDAMAME BEANS）
- 富田麻帆
- AAA
  - 宇野実彩子
- AAA元メンバー
  - 後藤友香里
- 中川翔子：中野区
- 仲根かすみ
- 中山美穂：小金井市
- 長尾麻由
- 永瀬はるか
- 名倉七海
- 菜月理子
- 夏目あおい
- 那由多遥
- 成田愛
- 新倉ゆかり
- NiziU
  - AYAKA
  - RIMA
- 二宮沙樹
- 七園未梨
- 西田美歩
- 西森なみ
- 日記（旧山口日記）
- 二瓶有加
- 沼尻沙弥香：渋谷区
- のの子
- 橋村理子（元アップアップガールズ（2））
- 長谷川麻衣
- 長谷川未来
- 長谷川里紗
- 長谷川リホ
- 花井美理
- 花乃由布莉
- 羽田奈央
- 葉山あや
- 春菜めぐみ
- ハロー!プロジェクト
  - 北川莉央（モーニング娘。）
  - 岡村ほまれ（モーニング娘。）
  - 櫻井梨央（モーニング娘。）
  - 井上玲音（Juice=Juice、元こぶしファクトリー）
  - 石山咲良（Juice=Juice）
  - 小野瑞歩（つばきファクトリー）
  - 清野桃々姫（BEYOOOOONDS）
  - 平井美葉（BEYOOOOONDS）
  - 小林萌花（BEYOOOOONDS）
  - 里吉うたの（BEYOOOOONDS）
  - 北原もも（OCHA NORMA）
  - 勝田里奈（元アンジュルム）
  - 小林梓（元カントリー娘。）
  - 山木梨沙（元カントリー・ガールズ）
  - 小関舞（元カントリー・ガールズ）
  - 野村みな美（元こぶしファクトリー）
  - 信田美帆（元太陽とシスコムーン）
  - 小片リサ（元つばきファクトリー）
  - 須藤茉麻（元Berryz工房）
  - 福田明日香（元モーニング娘。）：大田区
  - 後藤真希（元モーニング娘。）：江戸川区
  - 辻希美（元モーニング娘。）：板橋区
  - 亀井絵里（元モーニング娘。）：荒川区
  - 飯窪春菜（元モーニング娘。）：八王子市
  - 譜久村聖（元モーニング娘。）
  - 加賀楓（元モーニング娘。）
  - 一岡伶奈（元BEYOOOOONDS）
  - 島倉りか（元BEYOOOOONDS）
- 久田美佳
- 久本彩奈
- 雛形あきこ：江戸川区
- ひなた
- 平塚奈菜
- 平屋さゆり
- 広瀬梨子
- FANTASISTA元メンバー
  - 鎌田あかね
  - 萩原紀子
- 深海理絵
- 深田恭子：北区
- 福嶋千秋
- 福山梨乃
- 福愛美
- 藤川京子
- 藤永あおい
- 藤林みぃな
- THE HOOPERS元メンバー
  - 未来（元ael-アエル-：奏未来）
  - つばさ（現ラムルーン：津野美里）
- 星ひとみ
- 星野加奈
- ほしのあき：世田谷区
- ほんまかよこ
- マシロ（Kep1er）：世田谷区
- 松尾友莉
- 松坂紗良
- 松下美保
- 松下李生
- 松嶋初音
- 松田純
- 松田かりな
- 松原静香
- 松原渓
- 松林菜々見
- 松本美佳里（元XANADU loves NHC）
- 松本都
- 護あさな
- MARI
- まりか
- 三上陽子
- 三井涼子
- 三井麻琴
- 三澤佳奈
- 岬はる香
- 溝呂木世蘭（元Cheeky Parade）
- 水瀬葵
- 南衣伶夏
- 水波メイカ
- 源みいな
- 宮崎あみさ
- 三好佑季（元magical²、Shibu3 project）
- 村上綾歌：渋谷区
- 最上もが（元でんぱ組.inc）
- 望月茉莉
- ももいろクローバーZ元メンバー
  - 有安杏果：（埼玉県富士見市育ち）
  - 早見あかり
  - 和川ミユウ
- 百瀬美鈴
- 守永真彩
- 森崎愛
- 森下真依
- 森下悠里
- 森田泉美
- 森永新菜（アップアップガールズ（2））
- 森谷まりん
- 村田あゆみ
- 安めぐみ：府中市
- 保田真愛
- 矢野未夏
- 矢吹春奈
- 山上愛
- 山口敦子
- 山中知恵
- 山中真由美
- 山乃みく
- 山本彩乃
- 山本早織
- 優香：あきる野市
- 結城巳貴
- 雪村いづみ：目黒区
- 吉川綾乃
- 吉田有希
- 與那覇結衣
- 里久鳴祐果
- れいか
- 和栗みゆ
- 渡瀬真由
- 渡辺結花
- 渡部智絵

### 歌手
- 相田翔子：東村山市
- 秋元順子
- 秋吉真実
- 浅岡雄也
- 浅野優貴
- 渥美二郎
- 安部恭弘
- 天月
- 荒木一郎
- 飯田久彦
- 伊織
- 幾田りら
- 石垣佑磨
- 石井聖子
- 石川智晶
- 石橋優子
- 伊藤咲子
- 伊藤智恵理
- 伊東ゆかり：品川区
- YVE：八王子市
- 依布サラサ
- 今尾侑夕（ゆーゆ）
- 岩崎宏美：江東区
- 岩崎良美：江東区
- 内田順子
- 宇野ゆう子
- 浦田直也
- 大澤誉志幸
- 大島花子
- 大杉久美子
- 大橋利恵
- 太田裕美
- 岡田彩菜
- 岡村喬生
- 小川ローザ：世田谷区（千葉県成東町生まれ）
- 奥野敦子
- 河西里音
- 風祭東
- かとうれい子
- 金子マリ
- 華原朋美：江東区
- kaho
- 唐沢美帆
- カノン
- カレン
- 川江美奈子
- 川上大輔
- 川畑要（CHEMISTRY）：葛飾区
- 神崎まき
- 神崎ゆう子
- 北野井子
- 木村カエラ：足立区
- 木村聡子
- きゃりーぱみゅぱみゅ
- Cyua
- 工藤真由
- 窪田啓子
- 倉沢桃子
- 黒崎真音
- 楠トシエ：東京市神田区
- KOUSAKU
- 郷ひろみ：（福岡県生まれ）
- 小島麻由美
- 児島未散
- 伍代夏子
- 佐良直美
- 桜井和寿：練馬区
- ささきいさお：目黒区
- 佐藤しのぶ
- 佐藤奈々子
- Sayaca
- サンディー：西東京市
- 椎名慶治
- 島田歌穂
- 子門真人：目黒区
- 白羽玲子
- 新里宏太
- 須賀響子
- 姿憲子
- 鈴木聖美
- 鈴木雅之
- 鈴木ヤスシ
- 瀬川瑛子
- 関沢圭司
- Sowelu
- 高杉さと美
- 高橋洋子
- 田代美代子
- 田辺靖雄
- 千葉和臣
- 月子
- 常富喜雄
- 十田敬三
- 土岐麻子
- 登坂広臣
- Tohko
- 豊原功補
- 内條雲嵐
- 仲宗根美樹
- 仲井戸麗市
- 中村中
- 中森明菜：清瀬市
- 長山洋子
- 夏川玲
- 野口征吾
- Pile
- 橋幸夫
- 橋本潮
- 畑中葉子
- 花咲ゆき美
- 浜谷真理子
- 林ももこ
- 樋浦一帆
- ひなたおさむ
- 尾藤イサオ：台東区
- 一青窈
- 平原綾香
- 平山みき
- 弘田三枝子
- 洋奈
- 深見智子
- 藤田真由美
- 藤原誠：府中市
- 布施明：調布市
- Furani
- ぶんけかな
- 黛ジュン
- 本城未沙子
- ペギー葉山
- 宝城里音
- 舞坂ゆき子
- 松野有里巳
- 真中潤
- マリア
- MIKAI
- MIQ
- 水木一郎
- 水町レイコ
- 三田明
- 三田りょう
- 三善英史
- 南川ある
- 南正人
- 宮城まり子
- 宮崎歩
- 茂家瑞季
- 持田香織：江東区
- 森麻季
- 森川由加里：葛飾区
- 門馬良：葛飾区
- Yae
- 山口かおる：葛飾区
- 山口百恵：渋谷区
- 山田太郎：台東区
- 山本達彦：新宿区
- やや
- 弓原七海
- 吉岡妙子
- 吉田里深
- Lia
- LISA
- LUNA
- lecca
- REMI
- 六本木じろう：板橋区
- 渡辺香津美
- 渡辺美里

### STARTO ENTERTAINMENT
- あおい輝彦（元ジャニーズ）：杉並区
- 赤坂晃（元光GENJI）
- 赤西仁（元KAT-TUN）
- 赤間直哉（元Ya-Ya-yah）
- 秋山純（元Musical Academy）：世田谷区
- 阿部顕嵐（元Love-tune、現7ORDER）
- 鮎川太陽（元Ya-Ya-yah）
- 飯野矢住代（ジャニーズ事務所初の女性タレント）：渋谷区円山町
- 石丸志門（元ジャニーズJr.）
- 猪狩蒼弥（HiHi Jets）
- 井澤勇貴（元ジャニーズJr.）
- 石坂晴樹（元ジャニーズJr.）
- 板越ジョージ（元ジャニーズJr.、現経営学者）
- 稲垣吾郎（元SMAP）：板橋区
- 井上純一：世田谷区代田
- 井ノ原快彦（20th Century、元V6）：台東区浅草（品川区育ち）
- 岩橋玄樹（元King & Prince）
- 植草裕太（元ジャニーズJr.）
- 宇治正高（元イーグルス）：品川区
- 内海光司（元光GENJI）：荒川区
- 江木俊夫（元フォーリーブス）：武蔵野市吉祥寺
- 榎本雄太（元ジャニーズJr.）：府中市
- 江端郁己（元少年忍者）：（北海道札幌市生まれ）
- 江端郁世（元少年忍者）：（北海道札幌市生まれ）
- 遠藤直人（元忍者）：足立区
- 大久保祥太郎（元ジャニーズJr.、現D-BOYS）
- 大沢樹生（元光GENJI）：江東区
- 大沢秀高：杉並区高円寺
- 大野智（嵐）：三鷹市
- 岡本圭人（元Hey! Say! JUMP）
- 岡本健一（元男闘呼組）：新宿区
- おりも政夫（元フォーリーブス）：江東区亀戸
- 加賀八郎（元THE GOOD-BYE）：目黒区祐天寺
- 影山拓也（元IMPACTors、現IMP.）
- 風間俊介：墨田区
- 加藤冠（元ジャニーズJr.、現小説家）
- 亀梨和也（元KAT-TUN）：江戸川区
- 河合郁人（元A.B.C-Z）：東村山市
- 川島如恵留（Travis Japan）
- 菊池風磨（timelesz）
- 木村拓哉（元SMAP）：（大阪府箕面市生まれ、千葉県千葉市育ち）
- 京本大我（SixTONES）
- 久保翔（元ジャニーズJr.）：町田市
- 郷ひろみ：品川区（福岡県糟屋郡生まれ）
- 国分博（元ジャニーズJr.）
- 国分太一（TOKIO）：東久留米市
- 五関晃一（A.B.C-Z）
- 小林宏一（元ジャニーズJr.、現プロフィギュアスケーター）
- 酒井妙（元オレンジ・シスターズ）
- 坂本昌行（20th Century/元V6）：江戸川区
- 櫻井翔（嵐）：港区（群馬県前橋市生まれ）
- 佐久間大介（Snow Man）：江戸川区
- 佐藤新（元IMPACTors、現IMP.）
- 佐藤健太（元ジャニーズJr.）
- 佐藤勝利（timelesz）
- 真田佑馬（元Love-tune、現7ORDER）
- ジェシー（SixTONES）
- 柴木丈瑠（元ジャニーズJr.）
- 柴谷英樹（元ANKH）：小平市
- 下嶋兄（元ジャニーズJr.）
- 曾我泰久（元THE GOOD-BYE）：北区赤羽
- 高木延秀（元忍者）：板橋区
- 高田翔
- 高橋和也（元男闘呼組）
- 滝沢秀明（元タッキー&翼、元ジャニーズ事務所代表取締役副社長、現TOBE代表取締役社長）：八王子市
- 玉森裕太（Kis-My-Ft2）
- 土田一徳（元男闘呼組）：生まれは北海道川上郡弟子屈町
- デビッド宮原（元ジャPAニーズ、現作家）
- 戸塚祥太（A.B.C-Z）
- 苫篠和馬（元ジャニーズJr.）
- 中島健人（元Sexy Zone）
- 中島裕翔（Hey! Say! JUMP）：町田市
- 永田英二（元フォーリーブス）
- 中丸雄一（元KAT-TUN）：北区赤羽
- 中村海人（Travis Japan）
- 中村一也（元ジャニーズJr.）
- 中村亘利（元CHA-CHA）：練馬区
- 中谷良（元ジャニーズ）：渋谷区
- 永瀬廉（King & Prince）
- 錦織一清（少年隊）
- 二階堂高嗣（Kis-My-Ft2）：（埼玉県育ち）
- 二宮和也（嵐）：葛飾区
- 乃生佳之（元ジャPAニーズ）：新宿区
- 野村義男（元THE GOOD-BYE）：中野区
- 長谷川純
- ひかる一平：大田区大森
- 深澤辰哉（Snow Man）
- 福田悠太（ふぉ〜ゆ〜）
- 藤島ジュリー景子（元ジャニーズ事務所代表取締役社長）
- 穂口雄右（元ジャニーズ・ジュニア、現作曲家）
- 真家ひろみ（元ジャニーズ）：渋谷区
- 前田耕陽（元男闘呼組）：八王子市
- 増田貴久（NEWS）：練馬区
- 町田慎吾（元Musical Academy）
- 松本潤（嵐）：豊島区
- 松元治郎（元スケートボーイズ、現シンガーソングライター）
- 三浦聖人（元ジャニーズJr.）：東久留米市
- 宮舘涼太（Snow Man）：江戸川区
- 宮近海斗（Travis Japan）
- 目黒蓮（Snow Man）
- 森且行（元SMAP、現オートレーサー）：足立区（埼玉県川口市育ち）
- 森雄介（元ジャニーズJr.）：台東区
- 森内貴寛（元NEWS、現ONE OK ROCK）
- 森内寛樹（元ジャニーズJr.、現MY FIRST STORY）
- 森田美勇人（元Love-tune、元7ORDER）：杉並区
- 薬丸裕英（元シブがき隊）：武蔵村山市
- 柳沢超（元忍者）：渋谷区
- 山下翔央（元Ya-Ya-yah）
- 山田涼介（Hey! Say! JUMP）
- 山本淳一（元光GENJI）：八王子市
- 米川力（元ジャニーズJr.）
- ラウール（Snow Man）
- 良知真次（元ジャニーズJr.）
- 渡辺翔太（Snow Man）：江戸川区

### シンガーソングライター
- 相沢友子
- 彬子
- AKIHIDE
- Assy
- azusa
- aika
- 天野花：八丈島
- Alice
- Aya Sueki
- 阿久津健太郎
- 天方直実
- 鮎川麻弥
- 新居昭乃
- 有賀啓雄
- 飯田つのみ
- 飯塚まもる
- 井口一彦
- 池田綾子
- 池田裕一
- 池田夢見
- 諫山実生
- 石井一孝
- 石岡美紀
- 石川智晶
- 石川よしひろ
- 伊東歌詞太郎
- 伊藤美奈子
- 稲田光穂
- 井上侑
- 井上ヨシマサ
- 石野田奈津代：神津島村
- 五輪真弓：中野区
- 今井優子
- 忌野清志郎：日野市
- 入倉都
- イルカ
- 上田知華
- 宇宙まお
- 瓜生明希葉
- EPO
- 絵仁
- 衛藤利恵
- 遠坂めぐ
- 大江千里
- 大木彩乃
- 大久保海太
- 大須賀ひでき
- 太田裕美
- 大藤史
- 大友ジュン
- 大西洋平
- 大貫妙子
- 大森元貴
- 小椋佳
- 小田切大
- 尾崎愛
- 尾崎豊：世田谷区
- 織田哲郎
- 甲斐名都
- 梶野輝仁
- 片霧烈火
- KAT
- 加藤ひろあき
- 角松敏生
- かまやつひろし：千代田区
- 川江美奈子
- 川口大輔
- 川島愛華
- 川瀬葉月
- 川村康一
- 神田莉緒香
- 神部冬馬
- Can'no
- Keyco
- Keyz
- 鬼龍院翔（ゴールデンボンバー）：台東区浅草
- 楠瀬誠志郎
- 熊木翔
- cloe
- KOKIA
- 小島麻由美
- 小林明子
- 小松康伸
- 小室さやか
- 斉藤哲夫
- 坂本麗衣
- 指田郁也
- さきむらとしゆき
- さねよしいさ子
- 佐藤隆
- 佐野元春
- 沢田聖子
- シオダマサユキ
- 志方あきこ
- 篠原美也子
- 霜月はるか
- しらいしりょうこ
- 白鳥マイカ
- JASMINE
- Chocolat
- スガシカオ：渋谷区
- 杉本真人
- 鈴木羊
- 鈴木祥子：大田区
- 鈴木雄大
- 鈴木結女
- 星羅
- 関口誠人
- 曾我泰久
- 曽根由希江
- 染谷俊
- 瀧川ありさ
- 武川アイ
- 竹中三佳
- 竹渕慶
- 多田葵
- 立花夢果
- 田中有紀美
- 田辺マモル
- 谷村有美
- 谷山浩子
- 伊達幸志
- 舘岡奈智子
- 為岡そのみ
- 千織
- chay
- TAROかまやつ：港区
- 辻香織
- 辻仁成
- つるうちはな
- 戸川純
- 中澤信栄
- 中嶋ユキノ
- 中村中
- 中山貴大
- 中山ラビ
- なぎら健壱
- 長谷志恩
- 長谷川きよし
- 永山マキ
- 西島三重子
- HI-D
- バクザン
- 畑亜貴
- 拝郷メイコ
- 秦万里子
- 羽鳥美保
- 東川亜希子
- 浜田麻里
- 浜野麻衣子
- 早川義夫
- 紘毅
- フジノタカフミ
- Fayray
- 福愛美
- 古内東子：練馬区
- 細野晴臣
- 洞上恵理
- Micro
- 町あかり
- 松崎ナオ
- 松任谷由実（荒井由実）：八王子市
- 松原隆二
- Monday満ちる
- MIO
- Michelle143
- 三浦祐太朗
- 三谷泰弘
- 光田健一
- 光永亮太
- ミッキーカーチス
- 南智之
- 宮﨑薫
- 宮崎奈穂子
- miwa
- 村田和人
- 桃井はるこ
- 森山直太朗
- 森山良子
- 矢野顕子
- 矢野まき
- やまがたすみこ
- 山石敬之
- 山下達郎：豊島区
- 山田タマル
- 山本大作
- 山本達彦
- 山本美禰子
- 又紀仁美
- 湯川潮音
- ゆうまお
- ゆっぴ
- 吉井和哉
- 吉川忠英
- よしだよしこ
- より子
- ラブリーサマーちゃん
- Rhyzz
- Rie fu
- りりィ
- 遼花
- れい
- 和栗卓也
- 分島花音

### タレント
- 相田翔子
- 相本久美子
- 蒼あんな・れいな
- 上妻成吾
- 秋川リサ
- あきと
- 麻木久仁子
- 朝倉理子
- 阿部美穂子
- 雨宮凜々子
- 荒木次元
- アンジャッシュ
  - 児嶋一哉：八王子市
  - 渡部建：八王子市
- 安西マリア
- 安藤和津
- 安藤盟
- 池谷幸雄
- 伊集院光：荒川区
- 伊勢みはと
- 石垣佑磨
- 石井あみ
- 石井てる美
- 石川優菜
- 石原涼太郎
- 逸見太郎
- いとうあさこ
- 伊藤咲子
- 伊東四朗
- 伊東大輝
- 稲川淳二：渋谷区
- 入山七菜
- 岩崎う大
- IMALU
- 乾貴美子
- 上杉真央
- うつみ宮土理
- 宇野実彩子：江戸川区
- ウガンダ・トラ：港区
- 内田理央：八王子市
- 内田也哉子
- 梅本静香
- 江口ともみ
- エド・はるみ
- LLR
  - 伊藤智博：小平市
  - 福田恵悟：西東京市
- 遠藤久美子：葛飾区
- 大筋由里桂
- 太田千晶
- 大橋巨泉：墨田区
- 大原かおり
- 岡島彩花︰品川区
- 岡田美里
- 小川あさ美
- 小川菜摘
- 小川美佳
- 小田原彩
- 落合真理
- 乙葉：（長野県育ち）
- おのののか
- 於保佐代子
- 夏江紘実
- 加賀美セイラ
- 角田晃広（東京03）
- 掛貝梨紗：（広島県生まれ）
- 筧美和子
- 笠原拓巳
- 風野舞子
- 片岡鶴太郎
- かたつむり
  - 中澤章吾：中央区
  - 林大介：調布市
- 加藤茶：世田谷区（福島県福島市育ち）
- かとゆり
- 金子織江
- カブトムシゆかり
- 鎌田紘子
- 神谷美伽
- 香屋ルリコ
- 川島章良（はんにゃ）
- 川島佐助（ガリバートンネル）
- 河辺千恵子：豊島区
- 川村亜紀
- 川村ひかる
- 木内江莉
- 木内舞留
- 木内梨生奈
- 木下ひなこ
- 木村葵
- 木村好珠
- 木村美紀
- 霧宮てん
- 気谷ゆみか
- 巨勢竜也
- 巨勢晴香
- 桐山瑠衣
- グッチ裕三：板橋区
- 工藤静香：羽村市
- 桑島海空
- 小庭康正（ぼれろ）
- 小泉麻耶
- 倉沢しえり
- 栗田貫一
- 栗原小春
- 黒木ひかり
- 黒沢美怜
- 黒澤美澪奈
- 桑野信義：大田区
- 甲賀瑞穂
- 小池栄子：世田谷区
- 小堺翔太
- 小桜セレナ
- 小杉まりも
- 小林麻央
- 小林恵美
- 斉木洋子
- 齊藤稜駿
- 斉藤光香
- 斉藤りさ
- 冴木柚葉
- 堺正章
- 坂上忍：杉並区
- 坂口杏里
- 咲田ゆな
- 桜井美春
- 佐藤佳奈子
- 佐藤弘道
- 佐藤正美
- さとなかほがらか：北区
- 佐野光来
- 佐野ひなこ
- さまぁ〜ず
  - 三村マサカズ：墨田区
  - 大竹一樹：墨田区
- サントス・アンナ
- 塩川菜摘
- 品川庄司
  - 品川祐：渋谷区
  - 庄司智春：大田区
- 篠崎愛
- 信田美帆
- 柴田光太郎
- 柴田淳
- 庄子知美
- 白石みき
- 白河優菜
- 白洲迅
- 清水ゆみ
- 志村けん：東村山町（現東村山市）
- 下田美咲
- 釈由美子：清瀬市
- 城咲仁
- 新藤まなみ
- 杉ありさ
- 杉浦幸
- 杉山菜摘
- 鈴木あきえ
- 鈴木一加
- 鈴木光
- 鈴木ゆうは：渋谷区
- 鈴木凛
- すどうかづみ：足立区
- 関口宏
- 関根勤：港区
- 関根麻里：港区
- 高田純次：調布市
- 髙田万由子
- 嶽川奈美子
- 瀧口友里奈
- 武井壮：葛飾区
- 竹井美咲
- 竹内太郎
- たけうちほのか：町田市
- 竹田愛
- 竹田真恋人
- 立花絵海莉：大田区
- タッカーノ：葛飾区
- 辰巳奈都子
- 田口司
- 多田七帆
- 田中絵里花
- 田中裕二（爆笑問題）：杉並区
- 玉木碧
- 團遥香
- 芳村真理
- 長州小力：杉並区
- 千代田唯
- 津田恵
- 土屋アンナ
- 綱島恵里香
- 椿鬼奴
- Take2
  - 東貴博：台東区
  - 深沢邦之：練馬区
- 鉄平
- テリー伊藤：中央区
- 遠野舞子
- 毒蝮三太夫
- 徳光和夫：目黒区
- 巴奎依
- 豊田麻子
- 豊田エリー
- とんねるず
  - 石橋貴明：板橋区
  - 木梨憲武：世田谷区祖師谷
- 長井秀和（お笑い芸人）
- 長崎莉奈
- 中井美穂
- 中田あすみ
- 中野めぐみ
- 中村由真
- 中森あきない
- 中山史奈
- 西尾季隆（X-GUN）
- 西崎莉麻
- 西谷麻糸呂
- 西本はるか
- のーでぃ
- 希空
- 野沢直子
- 服部真湖：中央区
- 服部幸應：豊島区
- 萩本欽一：台東区
- 波崎天結
- 長谷川リホ
- 畑知子
- 葉月あい
- 葉月ゆめ
- 八田亜矢子：八王子市（福岡県生まれ）
- 花井美理
- 濱松恵
- 原田泰造（ネプチューン）：立川市
- ハリー杉山
- 春名美波
- 平塚奈菜
- 広瀬玲奈
- ヒロミ：八王子市
- ビートたけし：足立区
- ブライアン・バートンルイス
- ぶるうたす：板橋区
- 古舘伊知郎：北区
- 古本新之輔
- ほしのあき
- 細木数子
- 細山貴嶺
- 前田健：杉並区
- 松尾伴内
- 松岡きっこ
- 松田純
- 松田実里
- 松本伊代：大田区
- 松本ゆん
- まねだ聖子
- 麻里奈
- 水沢アリー
- 麻由
- 南まりか
- みのもんた：世田谷区
- 水瀬琴音
- 宮崎寿々佳
- 宮崎瑠依
- 宮澤エマ
- 宮地眞理子
- 村雨芙美
- モト冬樹：豊島区
- 森尾由美：豊島区
- 守永真彩
- 矢沢洋子
- 矢部昌暉：練馬区
- 柳原可奈子
- 山川ひろみ
- 山口五和
- 山口宇史（EE男）：足立区
- 山口百恵
- 山口もえ
- 山下未愛
- 山田邦子：板橋区
- 山中美代子
- 山本圭一：（広島県広島市育ち）
- 友稀サナ
- 湯原麻利絵
- 用稲千春
- 横田かおり
- 吉川春菜
- 吉田ウーロン太
- 吉田真由子
- 與那覇結衣
- ルー大柴：新宿区
- ROLAND：八王子市
- 鷲尾春果
- 渡辺万美
- 渡辺満里奈：大田区
- 渡辺蘭

### 俳優
- 愛川欽也：豊島区
- 愛名ミラ
- 逢沢りな
- 相澤侑我
- 相築あきこ
- 葵
- あおい輝彦
- 青木英美
- 青山勝
- 赤木圭一郎：港区
- 赤木伸輔
- 赤澤燈
- 赤星昇一郎
- 上妻成吾
- 秋田真琴
- 秋月三佳
- 秋野太作
- 秋元晏斗玲
- 秋元龍太朗
- 秋山依里
- 秋山エリサ
- 秋山竣
- 秋山菜津子
- 秋山莉奈
- 芥正彦
- 芥川比呂志：北区
- 阿久津陽一郎
- 朝丘マミ
- 朝倉えりか
- 浅石莉奈
- 浅田美代子
- 浅野愛子
- 浅野温子：大田区
- 浅野和之
- 浅野真弓
- 浅見姫香
- 浅見れいな：東村山市
- 浅利陽介
- 芦川よしみ
- 東幹久：渋谷区
- 東てる美
- 麻生夏子
- 足立理
- 安達祐実：台東区
- 渥美清：台東区
- 阿南敦子
- 天宮良
- 彩木優花
- 彩音凛
- 亜矢乃
- 綾部守人
- 新井茂子
- 新井昌和
- 新井美羽
- 新井康弘
- 荒木一郎
- 荒牧慶彦
- 有薗芳記
- 有吉ひとみ
- 安藤サクラ
- 安藤聖
- 安藤玉恵
- 杏：渋谷区
- 飯尾夢奏
- 飯田基祐
- いいだゆか
- 飯沼千恵子
- 井浦新
- 家中宏
- いかりや長介：墨田区
- 五十嵐麗
- 池内万作
- 池澤あやか：稲城市
- 池田嘩百哩
- 池田鉄洋
- 池田真紀
- 池戸優音
- 池波志乃
- 伊崎充則
- 勇静華
- 石井杏奈
- 石井智也
- 石井めぐみ：調布市
- 石垣佑磨
- 石黒賢
- 石坂浩二
- 石田ひかり
- 石田法嗣
- 石田ゆり子
- 石橋菜津美
- 石橋穂乃香
- 石橋蓮司
- 石原さとみ
- 石原真理
- 泉ピン子：中央区
- 泉政行：荒川区
- 泉谷しげる：目黒区
- 伊勢谷友介：世田谷区
- 磯部勉
- 板倉光隆
- 市川勇
- 市川海老蔵
- 市川亀治郎
- 市川染五郎
- 市川段四郎
- 市川知宏
- 市川翠扇
- 市川実和子：大田区
- 市川実日子：大田区
- 市川理矩
- 一木有海
- 一色紗英
- 一條俊：足立区
- 井澤勇貴
- 井出卓也
- 伊東孝明
- 伊藤歩
- 伊藤久美子
- 伊藤慎
- 伊藤星
- 伊藤つかさ
- 伊藤大翔
- 伊藤未希
- 伊藤友樹
- 伊藤蘭
- 伊藤梨沙子
- 伊藤裕子
- 井端珠里
- 井川遥：墨田区
- 池内淳子：墨田区
- 稲田奈緒
- 稲村梓
- 犬山イヌコ
- 井上佳奈
- 井上純一
- 井上和子
- 今井隆文
- 今井朋彦
- 今井靖彦
- 入江甚儀
- 岩城滉一
- 岩﨑大
- 岩佐真悠子：練馬区
- 岩下志麻：東京府
- 岩村愛子
- 初原千絵
- 上田耕一
- 上戸彩：練馬区
- 上野一舞
- 上野なつひ
- 上原ちえ：大田区
- 上原実矩
- 宇梶剛士
- 氏家恵
- 牛水里美
- 碓井将大
- 内田愛
- 内田朝陽
- 内田伽羅[23]
- 内田未来
- 内田有紀：中央区
- 内山眞人：江戸川区
- 宇津宮雅代
- 宇乃徹（HIROZ、HIROZ SEVEN+）
- 梅舟惟永
- 梅宮万紗子
- 兎本有紀
- 浦井健治
- 浦上晟周
- 瓜生美咲
- 永山瑛太：板橋区
- 江木俊夫：武蔵野市
- 江口洋介
- 江波杏子
- 江藤潤：調布市
- えなりかずき：世田谷区
- 榎本加奈子：港区
- 柄本明：中央区
- 柄本佑
- 柄本時生
- 絵梨華
- 円城寺あや
- 遠藤久美子
- 延命杏咲実
- 及川光博
- 大内田悠平
- 大浦みずき
- 大江駿輔
- 大久保祥太郎
- 大熊杏優
- 大倉孝二
- 大森南朋
- 大崎望絵
- 大沢健
- 大沢さやか
- 大沢たかお
- 太田基裕
- 大西多摩恵
- 大野拓朗
- 大野百花
- 大村彩子
- 大河内奈々子
- 大滝秀治：文京区
- 大竹一重
- 大竹しのぶ
- 大谷英子
- 大谷直子
- 大谷瑠奈：中野区
- 大塚よしたか
- 大鶴義丹
- 大橋吾郎
- 大平峻也
- 大山貴華
- 大山真志
- 大山桃子
- 大塚寧々
- 大塚麻恵
- 大石恵
- 大林勝
- 大原櫻子
- 大原ますみ
- 大和田美帆
- 丘みつ子
- 岡寛恵
- 岡江久美子：世田谷区
- 岡崎歩美
- 岡崎和寛
- 岡崎友紀
- 岡田秀樹
- 岡田将生
- 岡田亮輔
- 岡元あつこ
- 岡本杏理
- 岡本舞
- 岡安由美子
- 岡山天音
- 小笠原亜里沙
- 小川あん
- 小川光樹
- 小川範子
- 小川眞由美
- 小川ローザ：世田谷区（千葉県成東町生まれ）
- 小倉一郎
- 小倉敏博
- 小栗旬：小平市
- 小野花梨
- 小野武彦：東京府
- 小野健斗
- 小野麻亜矢
- 小野木里奈
- 尾崎亜衣
- 尾崎由衣
- 尾高杏奈
- 尾上菊五郎 (7代目)
- 尾上菊五郎 (8代目)
- 尾上菊之助 (6代目)
- 尾上松也
- 尾上紫
- 尾美としのり
- 奥田恵梨華
- 奥田達士
- 奥貫薫
- 奥村知史
- 奥森皐月
- 奥山佳恵
- 小越勇輝
- 小沢真珠
- 小沢和義
- 小沢仁志
- 小谷嘉一
- 小谷美裕
- 小原雅人
- 落合モトキ
- おりも政夫：江東区
- 海宝真珠
- 加賀まりこ
- 加々美正史
- 香川照之
- 香山美子
- 賀来賢人
- 郭智博
- 笠松哲朗
- 風祭ゆき
- 加治将樹
- 樫山文枝
- 柏進
- 柏木由紀子
- 梶芽衣子
- 梶原ひかり
- 我謝よしか
- 春日香音
- 片岡信和
- 片桐はいり
- 片桐夕子
- 片平なぎさ
- 片山萌美
- 片山由美子
- 片瀬那奈：江東区
- かたせ梨乃
- 勝地涼
- 加藤純平
- 加藤将太
- 加藤治子：東京府
- 加藤嘉：東京府
- 加藤理恵
- 角野卓造
- 門脇麦
- 笠原秀幸：目黒区
- 亀井理那
- 加部亜門
- 香音
- 蟹江一平
- 蟹江敬三：江戸川区
- 鹿沼絵里
- 金井シゲル
- 金井史更
- 金井勝実
- 金井勇太
- 金子賢
- 金子貴俊
- 金子ノブアキ
- 金子信雄：台東区
- 金子舞優名
- 兼子舜
- 金田明夫
- 鏑木海智
- 唐沢寿明：台東区
- 可愛かずみ：杉並区
- 神尾楓珠
- 上川隆也：八王子市
- 上村香子
- 上脇結友
- 川久保拓司
- 川田あつ子
- 川端竜太
- 川村亜紀
- 河合亜美
- 川村万梨阿
- 河合秀
- 河合龍之介
- 河井青葉
- 河原崎建三
- 河原田巧也
- 貫地谷しほり：荒川区
- 神田隆：東京市赤坂区
- 神田正輝：港区
- KIKI
- 樹木希林：東京市神田区
- 菊川はる：台東区
- 菊池健一郎
- 菊池麻衣子
- 菊池桃子
- 木咲樹音
- 岸祐二
- 岸田健作
- 岸田タツヤ
- 岸谷五朗
- 北香那
- 喜多道枝
- 北浦愛
- 北澤裕輔
- 北原帆夏
- 北見敏之
- 北村英三：東京市牛込区
- 北村燦來
- 北村匠海
- 北村有起哉
- 北村諒
- 木内舞留
- 木村多江
- 木村達成
- 木村翠
- 木村文乃
- 木村靖司
- 木村佳乃
- 木村理恵
- 木村了：三鷹市
- 楠トシエ：東京市神田区
- 城戸裕次
- 木の実ナナ：墨田区
- 希良梨
- 桐生コウジ：西東京市
- 久遠さやか
- 久我美子：東京府
- 久我陽子
- 久路あかり
- 久慈あさみ
- 久嬢由起子
- 久保智裕
- 日下武史
- 草川拓弥
- 草刈民代
- 草刈麻有
- 草場有輝：練馬区
- 草村礼子：東京府
- 串田和美
- 工藤亜耶
- 工藤夕貴：八王子市
- 国本姫万里
- 窪寺昭
- 熊谷真実：杉並区
- 熊田胡々
- 熊田聖亜
- 倉田恭子：板橋区
- 倉田てつを：目黒区
- 倉貫匡弘
- 栗葉子
- 栗田桃子
- 栗田よう子
- 栗林知美
- 栗原沙也加
- 栗原小春
- 栗原小巻
- 栗山絵美
- 黒川智花
- 黒川芽以
- 黒木マリナ
- 黒田福美
- 黒田勇樹
- 桑原裕子
- 郡司あやの
- 古泉葵
- 小出恵介
- 後上翔太
- 向里祐香
- 九重佑三子
- 国分佐智子
- 五所真理子
- 児島美ゆき
- 小島聖
- 小清水一揮
- 小関裕太
- 児玉清：北区
- 後藤久美子：杉並区
- 後藤剛範
- 駒塚由衣
- 小西遼生
- 小西風優
- 小西舞優
- 小野ゆり子
- 小野花梨
- 小島藤子
- 小島梨里杏
- 小高実優
- 小橋賢児
- 小橋めぐみ
- 小林愛
- 小林昭二
- 小林旭
- 小林綾子
- 小林海人
- 小林勝也
- 小林きな子
- 小林聡美
- 小林成男
- 小林星蘭
- 小林千晴
- 小林麻央（新潟県小千谷市生まれ）
- 小林優斗
- 小林里乃
- 小林涼子
- 小堀慎平
- 小松和重
- 小松菜奈
- 小南千明
- 小森香乃
- 小柳心
- 小柳友
- 小柳友貴美
- 小山萌子
- 五代高之
- 五王四郎
- 昆夏美
- 近衛はな
- 近内里緒
- 近藤里沙
- 今野鮎莉
- 紺野美沙子
- 槐柳二
- 才川コージ
- 齋藤明里
- 斎藤亜美
- 斎藤工
- 坂井真紀
- 酒井和歌子：板橋区
- 榊原美紅
- 榊原るみ：渋谷区
- 坂口憲二
- 坂口健太郎：府中市
- 坂田めぐみ
- 坂本里咲
- 崎本大海
- 佐久間良子
- 桜井聖
- 桜井ひかり：港区
- 桜井浩子
- 桜銀花
- 桜田通
- 佐古真弓
- 佐々木和徳
- 佐々木勝彦
- 佐々木すみ江：東京府
- 佐々木崇雄
- 佐々木喜英
- ささの翔太
- ささの友間
- 指出瑞貴
- 佐田真由美
- 五月みどり
- 佐藤オリエ
- 佐藤健太
- 佐藤浩市
- 佐藤せつじ
- 佐藤真弓
- 佐藤めぐみ
- 佐藤雄一
- 佐藤祐基
- 佐藤夕美子
- 佐藤梨紗
- 佐藤隆太：目黒区
- 佐野泰臣
- 真田広之
- 沢りつお
- 沢木祐介
- 沢尻エリカ：練馬区
- 塩野瑛久
- 塩山みさこ
- 志賀廣太郎
- 志垣太郎
- 宍戸開：世田谷区
- 宍戸勝
- 志尊淳（D-BOYS）
- 品川景子
- 篠田三郎
- 篠原愛実
- 篠山輝信
- 柴俊夫：台東区浅草
- 柴木丈瑠
- 柴咲コウ：豊島区
- 柴田杏花
- 柴田侊彦
- 柴本幸
- 渋谷琴乃
- 渋谷樹生
- 渋谷龍生
- 島英津夫
- 島田歌穂
- 嶋田真
- 清水昭博
- 清水あすか
- 清水一希
- 清水宏次朗
- 清水爽香
- 清水富美加（千眼美子）
- 清水尚弥
- 清水尋也
- 清水美沙
- 清水めぐみ
- 志村玲那
- 下條アトム
- 下山葵
- しゅはまはるみ：世田谷区
- 白石晴香
- 白石まるみ
- 白川みなみ
- 白川由美
- 白島靖代
- 荘真由美
- シルビア・グラブ
- 城田優
- 新海百合子
- 新藤恵美
- 進藤学
- 朱門みず穂
- 趣里
- 東海林愛美
- 庄司哲郎
- 俊藤光利
- 真行寺君枝
- 神保美喜
- 末吉宏司
- 菅井きん：東京府
- 須賀健太：江戸川区
- 須賀貴匡：江戸川区
- 杉葉子
- 杉咲花
- 杉田かおる：新宿区
- 鈴木綜馬
- 鈴木福
- 鈴木保奈美：大田区
- 鈴木みほ
- 鈴木ヤスシ
- 鈴之助
- 須田アンナ
- 須藤温子：台東区
- 須永千重
- 春原早希
- 諏訪太朗
- 清野優美
- 関口知宏
- 関沢みひろ
- 堰沢結愛
- 堰沢結衣
- 堰沢結萌
- 関根香菜
- 関山耕司：文京区
- 芹沢秀明
- 千田是也
- 染谷早紀
- 染谷将太
- 平岳大
- 高岡奏輔
- 高木均
- 高樹蓉子：千代田区
- 高槻純
- 高久ちぐさ
- 高咲里音
- 高島雅羅
- 高島郷
- 高嶋政伸
- 髙嶋政宏
- 高杉亘
- 高田将司：足立区
- 高野志穂
- 高橋元太郎
- 高橋努
- 高橋ひとみ
- 高橋一生
- 高橋香波
- 高橋優太
- 高橋良輔
- 高畑こと美
- 高畑裕太
- 田川雄理
- 滝田裕介
- 武岡淳一
- 武田久美子：北区
- 武田光太郎
- 武田航平：台東区
- 武田光兵
- 竹島由夏
- 竹内涼真
- 竹野内豊：豊島区
- 田口トモロヲ
- 田島穂奈美
- 立野沙紀
- 田中完
- 田中圭：江東区
- 田中幸太朗
- 田中壮太郎
- 田中乃愛
- 田中律子
- 田中凛
- 田辺修斗
- 田辺誠一
- 田辺まり
- 田原アルノ
- 唯野未歩子
- 立川三貴
- 橘ゆかり
- 谷内里早
- 谷口賢志
- 谷野欧太
- 谷端奏人
- 谷藤力紀
- 谷村聡美
- 谷山毅
- 多岐川裕美：杉並区
- 多部未華子：西東京市
- 玉置玲央
- 田村健太郎
- 田本清嵐
- 垂水藤太
- 丹野未結
- 丹波義隆
- 檀ふみ
- 茅島成美
- 千崎若菜
- 千紘れいか
- 塚田拓也：大田区
- 塚本晋也
- 塚本高史：八王子市
- つぐみ
- 辻沢響江
- 堤大二郎
- 津田英佑
- 津村鷹志
- 土田大
- 土屋希乃
- 土屋太鳳
- つちやかおり
- 筒井道隆
- 恒松祐里
- 角田英介
- 坪井木の実
- 坪田直子
- 露口茂
- 鶴見辰吾
- 手塚理美
- 寺島咲
- 寺島しのぶ：（京都府京都市生まれ）
- 寺島進
- 寺田路恵
- 寺田農：東京府
- 天翔愛
- 天翔天音
- 土居愛実：調布市
- 十朱幸代：東京市
- 洞口依子
- 遠山景織子：町田市
- 栂野理紗子
- 時任三郎
- 徳山秀典：杉並区
- 戸谷公人
- 栩原楽人
- 登野城佑真
- 富岡晃一郎
- 冨岡真理央
- 冨澤風斗
- 富田翔
- 富田麻帆
- 富田仲次郎：新宿区
- ともさかりえ：三鷹市
- とよた真帆
- 土門廣
- 豊嶋花
- 豊原功補
- 直江喜一
- 永池南津子
- 中井貴一
- 中井貴惠
- 中尾明慶：中野区
- 中上雅巳
- 中川大志
- 中川素州
- 中込佐知子
- 中里萌
- 中沢青六
- 中島唱子
- 中島ひろ子
- 中島宏海
- 中嶋朋子
- 永田杏奈
- 仲代達矢：目黒区
- 中田喜子
- 中田博久
- 長倉正明
- 長澤奈央
- 長塚京三
- 長渕文音
- 中谷美紀
- 中浜奈美子
- 中原ひとみ
- 中村久美
- 中村勘九郎
- 中村七之助
- 中村倫也
- 中村隼人
- 中村愛美
- 中村有沙
- 中村美香・梨香
- 仲村トオル
- 中山幸一
- 中山忍：小金井市
- 中山仁
- 中山昭二
- 中山麻聖
- 中山麻理
- 永野芽郁
- 永山絢斗
- 夏居瑠奈
- 夏緒
- 夏川侑子
- 夏木マリ
- 夏未エレナ
- 夏八木勲
- 七森美江
- 菜葉菜
- 奈良岡朋子
- 成田浬
- 成宮寛貴
- 成瀬昌彦
- 仁科亜季子
- 西岡優妃
- 西崎あや
- 西崎果音
- 西崎緑：中央区
- 西島秀俊：八王子市
- 西田征史
- 西原純：板橋区
- 西牟田恵
- 西村理沙
- 西村優奈
- 西本裕行
- 西山宗佑
- 西山繭子
- 二階堂智
- 二階堂有希子
- 二宮敦
- 丹羽又三郎
- 沼田爆：東京府
- 根岸一正
- 根岸大介
- 根岸季衣
- 根本りつ子
- 猫背椿：杉並区
- 能見達也
- 乃上桃音
- 野波麻帆
- 野々村真
- 野平ゆき
- 野村昭子：東京市
- 野村宏伸
- 野村祐人
- 信澤三惠子
- 法月康平
- 倍賞千恵子
- 芳賀優里亜
- 萩野崇
- 萩原一樹
- 萩原佐代子
- 萩原隆匡
- 萩原竜之介
- 橋本淳
- 橋本汰斗（D-BOYS）
- 橋本真実
- 長谷川博己
- 長谷川真優
- 長谷川桃
- 長谷川瑠美
- 長谷部香苗
- 畑芽育
- 鉢嶺杏奈
- 鉢嶺七奈
- 初風緑
- 初音映莉子
- 葉月ひとみ
- 葉月里緒奈
- 花井瑠美
- 花沢徳衛：東京府
- 花田菜美子：世田谷区
- 花原あんり
- 羽田昌義
- 浜美枝
- 浜木綿子
- 濱田岳
- 濱田万葉
- 浜田学
- 馬場徹：板橋区
- 馬渕有咲
- 林泰文
- 林遼威
- 速水もこみち[24]
- 早川絵美
- 早川諒
- 早見あかり（元ももいろクローバーZ）
- 波瑠：足立区
- オリヴィア・デ・ハヴィランド：港区
- 原史奈：目黒区
- 原久美子
- 原日出子
- 原万紀子
- 原嶋元久
- 原田美枝子
- 原田龍二
- 阪東妻三郎：中央区
- 板東晴
- 坂東三津五郎
- 坂東巳之助
- 東啓介
- 浜尾京介
- 浜畑賢吉
- 柊瑠美
- 日色ともえ
- 日高奈留美
- 日向滉一
- 樋浦勉：東京府
- 樋口麻美
- 樋口裕太
- 久居史子：立川市
- 久富惟晴
- 緋田康人
- ひかる一平：大田区大森
- ひし美ゆり子
- 尾藤イサオ：台東区
- 左とん平
- 人見明
- 玄里
- 平尾仁
- 平澤宏々路
- 平田広明
- 平田康之
- 平埜生成
- 比留間由哲
- 廣瀬大介
- 広瀬彰勇
- 広瀬裕
- 広瀬友祐
- ジョーン・フォンテイン：港区
- ふくまつ進紗
- 笛木優子
- 深澤嵐
- 深水元基
- 布川隼汰
- 福士蒼汰：八王子市
- 福島リラ
- 福田麻由子
- 福田ルミカ
- 福地桃子
- 福山聖二
- 藤貴子
- 藤真利子
- 藤井祥子
- 藤井武美
- 藤岡真威人
- 藤木悠：品川区
- 藤沢かりん
- 藤田朋子
- 藤田秀世
- 藤田玲：中野区
- 藤田弓子
- 藤田佳子
- 藤原薫
- 藤間宇宙
- 藤松祥子
- 布施絵理
- 布施柚乃
- 舟木幸
- 古川雄輝
- 古田大虎
- 古谷敏
- 辺見えみり
- 木瓜みらい
- 保坂知寿
- 星光子
- 星由里子
- 星野悠月
- 細井学：北区
- 細貝圭
- 細田阿也
- 細田善彦：渋谷区
- ホラン千秋
- 堀井新太（D-BOYS）
- 堀内敬子
- 堀内正美
- 堀北真希
- 堀越陽子：中野区
- 堀部圭亮
- 本上まなみ
- 本田翼：三鷹市
- 本間理紗
- 前川泰之
- 前田愛
- 前田亜季
- 前田真里
- 真柄佳奈子
- 牧口元美
- 牧村泉三郎
- マキノ佐代子：世田谷区
- 正木蒼二
- 益子梨恵
- 間下このみ：葛飾区
- 真柴幸平：世田谷区
- 升毅
- 増尾遵
- 増田裕生
- 松たか子
- 松井範雄
- 松井康子
- 松尾薫
- 松尾嘉代：東京市目黒区
- 松岡広大
- 松岡俊介
- 松岡茉優
- 松岡ふたみ
- 松岡由美
- 松方弘樹
- 松金よね子
- 松川尚瑠輝
- 松坂慶子
- 松崎駿司
- 松澤仁晶
- 松沢蓮
- 松下洸平：八王子市
- 松下武史
- 松下恵
- 松田一沙
- 松田翔太：杉並区
- 松田優
- 松田美由紀
- 松田芙由香
- 松田龍平：杉並区
- 松田洋治
- 松永かなみ
- 松村泰一郎
- 松本紀保
- 松本莉緒：府中市
- 松谷紀代子
- 松山愛佳
- 松山尚子
- 真瀬樹里
- 丸山明日果
- 丸山敦史
- 真野響子
- 真由子
- 円野つくし
- 見上愛
- 三上博史
- 三木理紗子
- 三浦翔平
- 三浦貴大
- 三浦理恵子：中野区
- 三浦涼介
- 味方良介
- 三輝みきこ
- 美郷真也
- 美紗央
- 岬風右子
- 水上剣星
- 水城蘭子
- 水沢アキ
- 水沢有美
- 水島かおり
- 水嶋ヒロ
- 水野絵梨奈
- 水野純一
- 水野真紀
- 水橋研二
- 水本凛
- 光枝明彦
- 観月ありさ：練馬区
- 三田真央
- 美波
- 南圭介
- 南沙良
- 南廣：東京市麹町区
- 南道郎：品川区
- 南川ある
- みのすけ
- 三原伊織奈
- 三原珠紀
- 宮内洋
- 宮川一朗太
- 宮口二郎
- 宮﨑あおい：杉並区
- 宮﨑秋人
- 宮崎吐夢
- 宮﨑将
- 宮沢りえ：練馬区
- 宮下今日子
- 宮下順子
- 宮田愛
- 宮地雅子
- 宮田早苗
- 美山加恋：東村山市
- 三好杏依
- 村井良大
- 村上耕平：新宿区
- 村上幸平
- 村田雄浩
- 目黒未奈
- 目黒祐樹
- 毛利恋子
- もたいまさこ
- 本仮屋ユイカ
- 本橋由香
- 本宮泰風
- 百々義則
- 森ハヤシ
- 森岡豊
- 森川正太
- 森口瑤子
- 森崎めぐみ
- 森下愛子
- 森下能幸
- 森田甘路
- 森田想
- 森野あすか
- 森日菜美
- 八重沢真美
- 八木優希
- 柳楽優弥：東大和市
- 薬師丸ひろ子
- 薬丸翔
- 安川純平
- 安田成美：文京区
- 安永亜衣
- 矢崎滋
- 矢野聖人
- 山内としお
- 山内秀一
- 山岡久乃：大田区
- 山沖勇輝
- 山口いづみ：渋谷区原宿
- 山口果林
- 山口仁
- 山口まゆ
- 山口祥行
- 山口祐一郎
- 山崎育三郎
- 山﨑賢人：板橋区
- 山崎樹範
- 山崎裕太
- 山田充人：立川市
- 山田彩
- 山田純大
- 山田麻衣子
- 山田真歩
- 山田望叶
- 山田美紅羽
- 山田萌々香
- 山中崇
- 山野海
- 山本修
- 山本一慶
- 山本耕史：新宿区
- 山本紗衣：北区
- 山本未來
- 山本陽子：中野区
- 結
- 遊井亮子
- 結城洋平
- 弓場沙織
- 弓削智久
- 横田美紀
- 横山道代
- 横山めぐみ
- 吉井乃歌
- 吉井一肇
- 吉井怜
- 吉岡毅志
- 吉川まりあ
- 吉沢京子
- 吉沢悠
- 吉沢亮
- 吉田鋼太郎
- 吉田紗也加
- 吉田里琴
- 吉田次昭
- 吉田昌美
- 吉田恵
- 吉田理恩
- 吉高由里子
- 吉武怜朗
- 吉永小百合：渋谷区
- 吉野圭吾
- 吉野紗香
- 吉村涼
- 吉行和子：東京府
- 芳根京子
- 良知真次
- 李千鶴
- 李麗仙：東京府
- 竜崎勝：世田谷区
- 竜星涼
- 竜跳
- 隆大介
- 流川ゆうり
- 梨里花
- 赤西伶王
- 和川ミユウ
- 和栗正明
- 若尾文子：東京府
- 若葉市之丞
- 若葉克実
- 若葉美花子
- 若葉紫
- 若葉竜也
- 若村麻由美：練馬区
- 若山愛美
- 和合真一
- 鰐淵晴子
- 渡辺大
- 渡辺杉枝
- 渡辺奏人
- 渡辺智佳：目黒区
- 渡辺文雄
- 渡辺真起子
- 渡辺美佐子
- 渡辺実
- 渡辺裕太
- 渡部篤郎
- 綿引勝彦
- 綿引さやか

### 宝塚歌劇団
- 越路吹雪：27期生
- 淡島千景：29期生
- 朝丘雪路：39期生
- 麻実れい：56期生
- 毬谷友子：66期生
- 久世星佳：69期生
- 真琴つばさ：71期生
- 鮎ゆうき：71期生
- えまおゆう：73期生
- 天海祐希：73期生
- 白城あやか：74期生
- 麻乃佳世：74期生
- 片岡サチ：74期生
- 風花舞：76期生
- 成瀬こうき：77期生
- 春野寿美礼：77期生
- 花總まり：77期生
- 貴城けい：78期生
- 瀬奈じゅん：78期生
- 大空ゆうひ：78期生
- 未来優希：79期生
- 舞風りら：81期生
- 大和悠河：81期生
- 悠未ひろ：83期生
- はいだしょうこ：84期生
- 十輝いりす：85期生
- 華形ひかる：85期生
- 南海まり：85期生
- 城咲あい：86期生
- 陽月華：86期生
- 沙央くらま：87期生
- 涼花リサ：87期生
- 華耀きらり：88期生
- 愛花ちさき：89期生
- 純矢ちとせ：89期生
- 凪七瑠海：89期生
- 愛原実花：90期生
- 瀬戸かずや：90期生
- 鳳真由：91期生
- 稀鳥まりや：91期生
- 蘭乃はな：92期生
- すみれ乃麗：92期生
- 中原由貴：92期生
- 天咲千華：92期生
- 瀬音リサ：93期生
- 蒼羽りく：93期生
- 華雅りりか：94期生
- 柚香光：95期生
- 礼真琴：95期生
- 花乃まりあ：96期生
- 紫藤りゅう：96期生
- 朝月希和：96期生
- 夢奈瑠音：96期生
- 優波慧：96期生
- 城妃美伶：97期生
- 永久輝せあ：97期生
- 瑠風輝：98期生
- 飛龍つかさ：98期生
- 彩みちる：99期生
- 小桜ほのか：99期生
- 美園さくら：99期生
- 風間柚乃：100期生
- 星風まどか：100期生
- 桜庭舞：100期生
- 星蘭ひとみ：101期生
- 天紫珠李：101期生
- 礼華はる：101期生
- 水乃ゆり：102期生
- 風色日向：102期生
- 夢白あや：103期生
- 朝葉ことの：103期生
- きよら羽龍：104期生
- 稀惺かずと：105期生
- 大希颯：105期生
- 愛未サラ：105期生
- 華世京：106期生
- 白綺華：107期生

### バンド
- 赤い公園：立川市
- アナーキー（逸見泰成を除く）
- あぶらだこ
- イエロー・マジック・オーケストラ
- 有頂天
- エドガー・サリヴァン
- えび
- エレファントカシマシ
- オナニーマシーン
- 蜉蝣（ユアナを除く）
- クレージーキャッツ
- 筋肉少女帯
- ゴールデンボンバー（鬼龍院翔、喜矢武豊を除く）
- サディスティック・ミカ・バンド
- しなまゆ：立川市
- ジューシィ・フルーツ
- ジン
- スカート：板橋区
- ズボンズ
- ドラゴンアッシュ
- ニューロティカ（SHIZUWO、NABOを除く）
- ばちかぶり
- はっぴいえんど
- ブリザード（下村成二郎、水野松也を除く）
- ホフディラン
- マキシマムザホルモン：八王子市（上ちゃんのみ）
- マリア観音
- ムーンライダーズ
- ヤプーズ
- レッドウォーリアーズ
- 和楽器バンド（いぶくろ聖志、黒流(Ajo)、亜沙の3人）
- ABNORMALS
- Anoice
- ANTHEM（柴田直人を除く）
- asobius
- Base Ball Bear（小出・堀之内。関根は埼玉県出身。2016年3月までは湯浅も千葉県出身のため除く。）
- BORIS
- BREAKfAST
- BURGER NUDS
- C-C-B
- cero
- CHARCOAL FILTER（小名川 高弘を除く）
- COCOBAT
- COKEHEAD HIPSTERS
- DER ZIBET
- DOOM
- Envy
- euphoria
- FAIRY FORE
- FANTA ZERO COASTER（石岡塁を除く）
- FIELD OF VIEW
- GASTUNK（BAKI、PAZZを除く）
- Good Dog Happy Men
- heaven in her arms
- Hi-STANDARD
- JINDOU
- Jumelles：町田市
- KEMURI
- LAST ALLIANCE
- Lip Cream
- LIV
- MONO
- NORMA JEAN
- OKAMOTO'S（オカモトショウを除く）
- OverTheDogs
- PEALOUT（近藤智洋を除く）
- PINK SAPPHIRE（AYAKO TSUKADAを除く）
- P-MODEL
- RCサクセション
- REACTION
- RIZE
- ROTH BART BARON
- RUDEBONES
- SEBASTIAN X
- SEKAI NO OWARI：大田区
- SHAZNA（AOIを除く）
- SISTER JET：福生市
- smorgas
- SOFT BALLET（藤井麻輝を除く）
- Super Junky Monkey
- the band apart
- THE BLUE HEARTS（甲本ヒロト、梶原徹也を除く）
- THE CHERRY COKE$
- THE NEWS
- THE STREET SLIDERS
- THE YELLOW MONKEY
- TM NETWORK
- ZELDA
- 54-71

### ミュージシャン
- アイ高野（元ザ・カーナビーツ、元ザ・ゴールデン・カップス、元クリエイション）
- 青木真一：台東区
- 浅倉大介：台東区
- 浅野孝已（ゴダイゴ）：豊島区
- 浅野良治（元ゴダイゴ）：豊島区
- 朝比奈隆
- アンジェリーナ1/3
- 和泉宏隆（元T-SQUARE）
- 石嶋由美子（パパイヤパラノイア）
- 伊藤大地：西東京市
- イノマー（オナニーマシーン）：北区
- 宇多田照實（音楽プロデューサー）：中野区
- 宇多丸（RHYMESTER）
- 大岡源一郎（LOST IN TIME）：大田区
- 大槻ケンヂ（筋肉少女帯）：中野区
- おおたか静流
- 及川光博：大田区
- 岡田万里奈（LoVendoЯ）
- 岡部洋一（ROVO）：江東区
- 沖野俊太郎：杉並区
- 乙津大作
- 華月（Raphael）：渋谷区
- 加瀬邦彦
- 加藤慶之（RAG FAIR）：国分寺市
- 香奈
- カルロス菅野（元オルケスタ・デ・ラ・ルス）
- 河内淳一：台東区
- 河野啓三（T-SQUARE）
- 漢（MSC）
- 木住野佳子
- 北島健二（FENCE OF DEFENSE）
- 喜矢武豊（ゴールデンボンバー）
- 窪田晴男：杉並区
- 久米大作（元プリズム、THE SQUARE）
- 栗原正己（栗コーダーカルテット）：瑞穂町
- 越中睦（元Λucifer、旧芸名：MAKOTO）
- 小瀬村晶
- 後藤次利
- 小林香織
- 小林雅之（元JUN SKY WALKER(S)）
- 小松久（ヴィレッジ・シンガーズ）
- 小宮山雄飛（ホフディラン）：渋谷区
- 小室哲哉：府中市
- 権藤知彦
- 坂崎幸之助（THE ALFEE）：墨田区
- 佐久間正英
- 佐藤克彦
- 佐藤伸治（フィッシュマンズ）：世田谷区
- 島英二（ザ・ワイルドワンズ、加山雄三&ハイパーランチャーズ）：世田谷区
- ジャッキー吉川（ジャッキー吉川とブルー・コメッツ）
- 神保彰
- 鈴木勲（ジャズベース、コントラバス奏者及び作曲家）
- 鈴木慶一
- 鈴木茂
- 鈴木渉：港区
- 関口誠人（元C-C-B）：世田谷区
- 仙波清彦
- 高木里代子
- 高橋健二（ジャッキー吉川とブルー・コメッツ）
- 高柳昌行
- たきび（datto）
- 田口智治（元C-C-B）：足立区
- 近田春夫
- 千聖（PENICILLIN）
- 宙也（De-LAX、LOOPUS）
- 土屋礼央（RAG FAIR）：国分寺市
- デーモン小暮閣下（元聖飢魔II）：渋谷区（初降臨地区）
- 鳥塚しげき（ザ・ワイルドワンズ、鳥塚しげき&ホットケーキ）
- 長澤真澄（ハープ奏者）
- 中村紘子（ピアニスト）
- 鳴瀬喜博（カシオペアのベーシスト）
- 野田洋次郎（RADWIMPS）
- 野村義男：中野区
- 野呂一生（カシオペアのリーダー）：目黒区
- パードン木村
- 袴塚淳（元THE SQUARE）
- 蓮沼執太
- 蓮実重臣
- 濱田金吾
- 浜田麻里
- 林栄一
- 破廉ケンチ
- 般若（妄走族）
- 人見元基（元VOW WOW）：葛飾区
- 日野賢二（ベーシスト、皓正の次男）
- 日野皓正（ジャズトランペッター）
- 日野元彦（ドラマー、日野皓正の弟）
- 高松健一郎
- 鎮座DOPENESS：調布市
- 藤岡正明
- 古市コータロー （ザ・コレクターズ）：新宿区
- ポーキー：立川市
- 南廣：東京市麹町区
- 峰厚介（ジャズ・テナーサックス奏者）
- 御恵明希（シド）：（神奈川県育ち）
- 宮内和之（ICE・BLIND HEADZ）
- 宮崎歩
- 宮田和弥（元JUN SKY WALKER(S)）
- 向谷実（元カシオペア）：世田谷区
- 村上寛（ジャズ・ドラマー）
- 森内寛樹（MY FIRST STORY）
- 森重樹一（ZIGGY）：立川市
- 矢野沙織：大田区
- 山之内純太郎（ザ・ゲロゲリゲゲゲ）
- ヤン富田
- YUCCI（Agitato）（三鷹市）
- 横山雅史
- 吉澤はじめ
- 吉沢洋治（ゴダイゴ）
- 米川英之（元C-C-B）：杉並区
- ルーク篁（CANTA・元聖飢魔II）：西東京市ひばりヶ丘
- 若旦那（湘南乃風）：世田谷区
- 渡辺香津美：渋谷区
- 渡辺英樹（元C-C-B）：文京区
- 渡辺有三（元ザ・ランチャーズ）
- AKLO
- COMA-CHI
- CUEZERO（BY PHAR THE DOPEST）：江戸川区
- DAIGO（BREAKERZ）
- DAOKO
- DJ MASTERKEY：大田区蒲田
- DJ SHUHO：昭島市
- DJ TATSUTA：豊島区巣鴨
- EBBY（元JAGATARA）：福生市
- FUNKY MONKEY BABYS：八王子市
- GAKU-MC（EAST END）：西東京市
- GONGON（B-DASH）：大田区
- K DUB SHINE（KGDR）
- KIN（MELLOW YELLOW）：足立区
- KOHH：北区
- KREVA（KICK THE CAN CREW、BY PHAR THE DOPEST）：江戸川区
- LEO今井：杉並区
- LITTLE（KICK THE CAN CREW）：八王子市
- L-VOKAL
- MCU（KICK THE CAN CREW）：豊島区巣鴨
- Merzbow
- NARASAKI（COALTAR OF THE DEEPERS）
- PES（RIP SLYME)
- ROCK-Tee（EAST END）：新宿区
- RYO-Z（RIP SLYME）
- sakura（SONS OF ALL PUSSYS、元L'Arc〜en〜Ciel、元ZIGZO）
- S-KEN
- SPICY CHOCOLATE
- TAICHI MASTER：豊島区巣鴨
- Taka（ONE OK ROCK）
- 高野哲（元MALICE MIZER、ZIGZO）
- TOKIE：調布市
- TSUBOI（アルファ）
- WADA（アルファ）：江戸川区
- YOGGY（EAST END）：渋谷区原宿
- ZEEBRA（KGDR、SUITE CHIC）

### モデル
- 青木英李
- 青柳文子
- 青山レイラ
- 赤沼夢羅
- 秋山未来
- AKEMI
- 浅田美穂
- 浅野愛香
- 浅見れいな
- 足川結珠︰江戸川区
- 雨宮亜衣
- 安倍エレナ
- 阿部紗英
- 阿部なつき
- 鮎川りな
- 荒井奈緒美
- 新井千佳
- 新木優子
- 荒木次元
- アリス
- あわつまい：小平市
- 井浦新
- 壱岐尾彩花
- 井澤妙峰
- 石川晶子
- 石坂友里
- 石田佳蓮
- 板橋瑠美：（埼玉県川口市育ち）
- 一木美里
- 一乃瀬洋介
- 泉はる
- 伊藤久美子
- 伊藤裕子
- 井口虹姫
- 依吹怜
- 岩﨑名美：練馬区
- 岩田宙
- 上野真未
- 上原歩
- 上原奈美
- 瓜生美咲
- 瑛茉ジャスミン：大田区（生まれはオーストラリア）
- 絵美里
- 絵梨華
- エリーローズ
- 大石絵理
- 大河内志保
- 大瀧沙羅
- 大槻典子
- 大山桃子
- 丘咲エミリ
- 岡田紗佳
- 岡田マリア
- 岡田結実：（大阪府生まれ）
- 岡本杏理
- 尾形沙耶香
- 小川ローザ：世田谷区（千葉県成東町生まれ）
- 小原優花
- 小山内花凜
- 垣内彩未
- 筧美和子
- 加賀美セイラ
- 神子島みか
- 葛西杏也菜
- 笠井海夏子
- 笠原美香
- 梶原叶渚
- 片瀬那奈
- 片山萌美
- 加藤瑠美
- 金子織江
- 鎌田紘子
- 上ノ宮絵理沙
- 神山まりあ
- かわい瞳
- 川津明日香
- 川原美杏
- 我謝よしか
- 木咲樹音
- 木下ココ
- 木下ひなこ
- きゃりーぱみゅぱみゅ
- 桐田さゆり
- 工藤美桜
- 倉本康子
- 栗原類
- 黒岩伶奈
- 黒須麻耶
- 黒川心
- 黒木なつみ
- 黒木美早
- 黒木桃子
- 黒田知永子
- 源崎トモエ
- CoCo
- 小出由華
- 小尾かなよ
- 小島綾香
- 小島藤子
- 小浜桃奈
- 小林真由
- 小林優美
- 小松菜奈
- 小室安未
- 小屋春菜
- 近藤藍月
- 雑賀サクラ
- 斎藤アリーナ
- 砂央里
- 榊原美紅
- 坂口健太郎
- 坂口莉果子
- 笹岡莉紗
- 佐田真由美
- 佐藤歩
- 佐藤弥生
- 佐野ひなこ
- 佐野光来
- 佐原モニカ
- 里海
- 里見茜
- 澤本幸秀
- 清水あき
- 島村まみ
- 下田美咲
- 東海林クレア
- 菅聡美
- 鈴木友菜
- 須田朱音
- すみれ
- 清野優美
- 関紫優
- 園原ゆかり
- そよん
- 高垣麗子
- 高頭なお
- 高屋敷彩乃
- 滝沢カレン
- 竹田愛
- 竹厚綾
- 舘谷恵利子
- 田中こなつ
- 田中大地
- 田中美保：西東京市
- 田中玲
- 田波涼子
- 田村翔子
- 田母神智子
- 谷ちあき
- 谷まりあ
- 多屋来夢
- 團遥香
- Chie：大田区
- 千崎若菜
- ちょこび
- 陳佳奈
- 津坂早紀
- 辻彩加
- 辻美里
- 辻美優
- 土屋アンナ
- 土屋太鳳
- 寺西美柚
- 徳田いずみ
- 戸田梨杏
- 知華
- TOMOMI：墨田区
- トリンドル瑠奈
- 中尾有伽
- 仲嶺梨子
- 長崎莉奈
- 長井短：府中市
- 永池南津子
- 永田杏奈
- 中田絵里奈
- 中田有紀
- 中野唯花
- 中林美和
- 中村アン：江東区
- 中村祐美子
- 中村里砂
- 中山真見
- 夏居瑠奈
- 夏未エレナ
- 那奈
- 七木奏音
- 仁香
- 西崎彩
- 根本弥生
- 野崎萌香
- 野田華子
- 野田りさ
- のりたえ
- 芳賀優里亜
- 橋本優子
- 橋本麗香：練馬区
- 八田亜矢子
- 浜丘麻矢
- 馬渕有咲
- 勇人
- 原菜乃華
- 春奈るな
- 坂東希
- 樋浦舞花
- 樋浦結花
- 日置かや
- 樋口智子
- 久松郁実
- 日向滉一
- ぴょな
- 平子理沙
- 廣瀬麻伊
- 広瀬未花
- 福島リラ
- 藤麻理亜
- 藤井サチ
- 藤井悠
- 藤井リナ
- 藤岡舞衣
- 藤田杏奈
- 舟山久美子
- 古畑星夏
- 保﨑麗
- 星野加奈
- 星野千恵
- 星野悠月
- 細井宏美
- 細谷美月
- 細谷理紗
- 堀田茜
- 本田翼：三鷹市
- 松島花
- 松田千奈
- Matt：世田谷区
- マリエ
- 丸高愛実
- 丸山悠美
- 皆方由衣
- 南丘真希
- ヤハラリカ
- 矢部裕貴子
- 山岸舞彩：中央区
- 山本瑚々南
- 舞川あいく：文京区
- Mie：八王子市
- 宮澤亜理沙
- 宮下美恵
- 宮原華音
- 三輪麻未
- 宗田淑
- 森泉：港区
- 森星：港区
- 山本彩夏
- 山本姫香
- 悠美：（愛知県育ち）
- 吉川ひなの
- 吉木千沙都
- 吉田夏海
- 理衣
- 梨花：墨田区
- REI
- ローラ
- 脇田恵子：新宿区
- 渡香奈
- 渡辺早織
- 綿貫みらる

### 落語家
- 三遊亭圓朝：文京区
- 五代目古今亭志ん生：千代田区
- 三代目桂三木助：文京区
- 初代林家三平：台東区根岸
- 十代目金原亭馬生：渋谷区
- 林家彦六：品川区
- 五代目春風亭柳朝：港区
- 古今亭志ん朝：文京区
- 十代目桂文治：豊島区
- 五代目春風亭柳昇：武蔵野市
- 三笑亭笑三：杉並区
- 三代目三遊亭圓歌：墨田区
- 三代目三遊亭金馬：墨田区
- 九代目入船亭扇橋：青梅市
- 八代目橘家圓蔵：江戸川区
- 五代目三遊亭圓楽：台東区
- 七代目立川談志：文京区
- 十代目柳家小三治：新宿区
- 九代目春風亭小柳枝：新宿区
- 六代目三遊亭圓窓：江東区
- 林家木久扇：中央区
- 三遊亭好楽：台東区
- 六代目柳家小さん：豊島区
- 春風亭小朝：北区
- 柳家さん喬：墨田区
- 三代目柳家権太楼：北区
- 六代目三遊亭円楽：墨田区
- 十一代目金原亭馬生：中央区
- 古今亭志ん彌：荒川区
- 古今亭菊寿：三鷹市
- 三遊亭若圓歌：文京区
- 九代目林家正蔵：台東区
- 柳家花緑：豊島区
- 三遊亭らん丈：町田市
- 立川志らく：世田谷区
- 立川談春：板橋区
- 柳家喬太郎：世田谷区
- 三遊亭全楽：大田区
- 三代目古今亭圓菊∶墨田区
- 二代目林家三平：台東区
- 林家たま平：台東区
- 林家ぽん平：台東区
- 柳家獅堂：新宿区
- 七代目三遊亭円楽：荒川区
- 二代目林家木久蔵：三鷹市
- 三代目柳家東三楼：江東区
- 柳家小傳次：目黒区
- 昔昔亭桃之助：江東区
- 柳亭こみち：東村山市
- 古今亭駒治：渋谷区
- 三遊亭ときん
- 三遊亭藍馬：文京区
- 三遊亭志う歌：大田区
- 弁財亭和泉：墨田区
- 立川こはる：港区
- 柳亭市弥
- 立川志獅丸：豊島区
- 立川寸志：立川市
- 春風亭一蔵
- 三遊亭吉馬：葛飾区

### 声優
- 会一太郎：墨田区
- 藍川千尋
- 相沢舞
- 相田さやか
- 逢田梨香子（Aqours）
- 相橋愛子
- 相本結香
- 青木和代
- 青木誠
- 青山桐子
- 青山なぎさ
- 青山ゆり華：板橋区
- 赤池裕美子
- あかいとまと
- 赤池裕美子
- 赤城進
- 紅波柚香
- 秋元羊介
- 秋山嘉子
- あきやまるな：中野区
- 麻生かほ里
- 麻生美代子
- 浅井清己
- 浅井淑子
- 浅川悠
- 浅木舞
- 朝倉崇
- 朝倉栄介
- 浅野まゆみ
- 芦澤亜希子
- 安達忍
- 安倍ようこ
- 阿部彬名
- 雨宮天（TrySail）
- 綾川りの
- 綾乃あゆみ
- あらいしずか
- 有野いく
- 安西正弘
- 飯塚雅弓：（神奈川県育ち）
- 伊井篤史
- 井口裕香
- 池田秀一[25]：中野区
- 池田千草
- 池田昌子：文京区
- 池田勝
- 石上静香
- 石川界人[26]：文京区
- 石川静：昭島市
- 石川寛美
- 石津彩
- 磯部勉
- 一木美名子
- 伊藤英敏
- 伊藤健太郎：八王子市
- 伊藤静
- 伊藤舞子
- 伊藤美紀：江東区
- 伊藤美来[27]

（Pyxisほか）
- 伊藤実華
- 稲田徹：八王子市[28]
- 伊南羽桜
- 稲村優奈：中野区
- 井上瑤：品川区
- 井上富美子
- 井上奈々子
- 井上麻里奈
- 今瀬未知
- 入野自由
- 岩田安宣
- 岩坪理江
- 岩永哲哉：武蔵野市
- 上田みゆき
- 内田真礼
- 内田雄馬
- 内山夕実
- 初原千絵
- 江川央生
- 榎本温子
- 榎本智恵子
- 遠藤章史
- 遠藤ゆりか
- 大久保利洋
- 大沢千秋：千代田区
- 太田悠介
- 大谷育江
- 大塚明夫：国立市
- 大塚周夫：世田谷区
- 大友龍三郎：西東京市
- 大原めぐみ
- 大平透：大田区
- 大山のぶ代：渋谷区
- 大山昇
- 大橋彩香：（出生地は埼玉県さいたま市（旧浦和市域））
- 岡純子
- 緒方恵美：千代田区
- 岡野浩介
- 岡村明美
- 岡本信彦
- 岡本麻弥：新宿区
- 岡本嘉子
- 小川真司：世田谷区
- 小倉結衣
- 荻原秀樹
- 尾崎由香
- 小澤亜李
- 小野健一：豊島区
- 小野早稀：中野区
- 小野英昭
- 小野塚貴志
- 小野寺瑠奈
- 小原乃梨子
- 折笠愛：足立区
- 折笠富美子：江戸川区[29]
- 河合紗希子
- 甲斐田ゆき[30]
- 楓みさと
- 佳川紘子
- 景山梨彩
- 風間勇刀
- 梶裕貴
- 粕谷雄太：東大和市
- 勝杏里：大田区
- 勝田久：台東区
- 片山福十郎
- 加藤英美里：福生市
- 加藤和夫
- 加藤精三：港区
- 門脇舞以
- かないみか：世田谷区
- 金子修
- 金尾哲夫
- 蟹江栄司：江東区
- 鹿野優以：墨田区
- 狩野茉莉
- 鎌倉有那
- 茅野愛衣
- 河相智哉
- 川上とも子
- 川島千代子
- 川島得愛
- 川澄綾子
- 川瀬晶子
- 川津泰彦
- 川村海乃
- 川村万梨阿：世田谷区
- 河原木志穂
- 菅叶和
- 神奈延年：品川区
- 菅野真衣
- 菊池こころ
- 菊池英博
- 私市淳：港区
- 岸野幸正：江戸川区
- 喜多川拓郎
- 北川智絵
- 楠大典：町田市
- 楠トシエ：東京市神田区（現・千代田区）
- 喜多村英梨：府中市
- 橘田いずみ（元ミルキィホームズ）
- 衣川里佳
- 木村良平
- 樹元オリエ
- 楠木ともり
- 久野美咲
- 久保田雅人
- 久保田恵：葛飾区
- くまいもとこ：昭島市
- 桑谷夏子：青梅市
- 幸田夢波
- 郷里大輔：江東区
- 幸野善之
- こおろぎさとみ：武蔵野市
- 後藤友香里
- 小出悦子
- 小暮英麻
- 小桜エツコ：西多摩郡[31]
- 小清水亜美：国分寺市[32]
- 小菅真美
- 小平有希：三鷹市
- 小林勝也
- 小林希唯
- 小林清志
- 小林修：墨田区
- 小林ゆう
- 小林優子
- 小林裕介
- 小堀幸[33]
- 小日向みわ
- 駒形友梨
- 小松由佳
- 小森まなみ：渋谷区
- 子安光樹
- 小谷津央典
- 小山真実
- 近藤佳奈子
- 近藤高子
- 槐柳二
- 齋藤彩夏
- 斉藤茂一
- 齋藤龍吾
- 坂本一
- 坂本千夏：大田区[34]
- 坂本真綾：板橋区
- 佐久間レイ：世田谷区
- 佐倉綾音：渋谷区
- 桜井敏治
- 櫻井浩美
- 佐々木智代
- 佐藤正治：大田区
- 佐藤ユリ
- 紗ゆり
- 沢城みゆき：（出生地は長野県）
- 沢口千恵
- 沢りつお
- 澤田姫
- 三瓶由布子[35]
- 椎名へきる：東久留米市
- 塩沢兼人
- 宍戸留美
- 芝崎典子
- 柴田秀勝：台東区
- 嶋俊介：新宿区
- 嶋村侑
- 清水愛：大田区[36]
- 清水香里
- 下野紘
- 白石晴香
- 末永香乃
- 菅沼久義
- 菅谷勇：台東区
- 杉山紀彰
- 鈴木智晴
- 鈴木麻里子：港区[37]
- 鈴木れい子
- 涼本あきほ
- 須藤翔
- 角研一郎
- 住友優子
- 諏訪部順一
- 関智一[38]：江東区
- 関根明子：中央区
- 関根瞳
- 芹澤優（i☆Ris）
- 仙台エリ
- 蒼谷和樹[39]
- 園崎未恵
- 園部好德
- 高垣彩陽（スフィア）
- 高木均
- 髙階俊嗣
- 高島雅羅：台東区
- 髙月希海
- 高野直子
- 高野麻里佳（イヤホンズ）
- 高橋あみか
- 高橋広樹：足立区
- 高橋美紀：文京区
- 高宮俊介
- 鷹村彩花
- 高山みなみ：足立区
- 武内健
- 竹内美優
- 竹村拓（元NG5）：葛飾区
- 橘U子
- 田中あいみ
- 田中和実：杉並区
- 田中信夫：大田区
- 田中秀幸：大田区[40]
- 田中真弓：杉並区
- 田中美海：（育ちは神奈川県）
- 田中メイ
- 田中康郎
- 田中亮一：杉並区
- 田中涼子
- 田辺留依
- 谷育子
- 種田梨沙
- 田村睦心：（出生地は青森県）
- TARAKO：江戸川区（群馬県育ち）
- 近石真介：杉並区
- 千々和竜策
- 千葉紗子
- 月本こうこ
- 辻治樹
- 津川祝子
- 津久井教生：新宿区
- 辻谷耕史：小平市
- でこ
- 出村貴
- 寺瀬今日子
- 東地宏樹
- 東山奈央（ワルキューレほか）
- 遠野ひかる
- 戸田めぐみ
- 富本牧子
- 豊口めぐみ：町田市
- 仲木隆司
- 中尾みち雄
- 中尾隆聖：中央区
- 中嶋ヒロ
- 中田譲治
- 中谷ゆみ：千代田区
- 中村徳也
- 中村大樹
- 中村秀利
- 梨羽侑里
- 名塚佳織
- 夏樹リオ[41]
- 七瀬彩夏
- 七原帝子
- 波岡なみ
- 浪川大輔[42]
- 納谷六朗
- ならはしみき
- 成瀬未亜
- 鳴海杏子
- 仁後真耶子
- 西川宏美
- 西崎果音
- 西本裕行
- 西原純：板橋区
- 新田ひより
- 楡井希実
- 野沢那智：中央区
- 野沢雅子：荒川区
- 野島昭生：西東京市
- 野島健児：杉並区
- 野島裕史：西東京市
- 野中秀哲
- 野々瀬ミオ
- 野村香菜子
- 野村真悠華
- 信澤三惠子
- 朴璐美：江戸川区
- 長谷川静香
- 筈見純
- 花咲きよみ：大田区
- 花澤香菜：日野市
- 花村怜美
- 林一夫
- 林原めぐみ：北区
- 早志勇紀
- 早瀬弥生
- 早瀬雪未
- 早見沙織
- 速水秀之
- 原えりこ：世田谷区
- 原島梢
- 潘恵子：港区
- 潘めぐみ
- 半場友恵
- 番場仁美
- ひうらまさこ
- 日高奈留美
- 日髙のり子（バナナフリッターズ）：千代田区
- 日野未歩
- 日野ろい：目黒区
- 尾藤イサオ：台東区
- 火野カチコ
- 平田真菜
- 平塚紗依
- 平野文：杉並区
- 平野義和：府中市
- 平山笑美：八王子市
- 広瀬世華
- 廣田詩夢
- 広川太一郎
- 深川芹亜
- 深海理絵
- 福圓美里[43]
- 藤田麻美
- 藤田咲
- 藤田大助
- 藤野かほる
- 藤村歩[44]
- 藤本かをる
- 藤本譲
- 藤原あかり
- 藤原啓治：（岩手県育ち）
- 古川絵里奈
- 星乃葉月
- 堀勝之祐
- 堀絢子
- 堀秀行：世田谷区
- 堀之紀：世田谷区
- 堀江由衣：葛飾区
- 本城雄太郎
- 本田貴子
- 本多知恵子：板橋区
- 牧野天音
- 増山江威子：品川区
- 益山武明：板橋区
- 松尾佳子
- 松岡文雄
- 松岡洋子：東村山市
- 松田辰也
- 松永真穂
- 松野太紀：品川区[45]
- 松本大
- 松本まりか：中野区
- 松山鷹志
- 摩味：（出生地は大阪府）[46]
- 丸岡和佳奈
- まるたまり
- 丸山詠二
- 丸山ゆう
- 丸山裕子
- 三浦博和
- 三浦七緒子
- 三木眞一郎
- みきさちこ
- 水落幸子
- 水城蘭子
- 水霧けいと
- 水島裕：杉並区
- 水谷ケイコ
- 水鳥鐵夫
- 水野マリコ
- 水瀬いのり
- 三石琴乃[47]
- 皆口裕子：文京区
- 南央美
- みなもりあすか
- 峰あつ子
- 嶺内ともみ
- 三森すずこ（μ's、元ミルキィホームズ）
- 三宅淳一
- 宮島依里
- 宮島史年
- 宮崎羽衣
- 宮原永海
- 宮本崇弘
- 向井莉生
- 武藤正史
- 村上奈津実
- 村川梨衣
- 村越伊知郎
- 村瀬克輝
- 村山明：台東区
- 望月久代：八王子市
- 森功至：文京区
- 森川智之：品川区（神奈川県育ち）
- 森田成一：墨田区
- 森久保祥太郎：八王子市[48]
- 桃井はるこ
- 森永理科
- 八木ましろ
- 矢薙直樹
- 柳沢栄治
- 梁田清之：練馬区
- 八奈見乗児
- 矢作紗友里
- 山内雅人
- 山川亜弥
- 山口智大
- 山崎たくみ
- 山下啓介
- 山下夏生
- 山田奈都美
- 山田康雄：大田区
- 山野井仁
- 山本彩乃
- 山本麻里安：目黒区
- 山本百合子：日野市
- 屋良有作：足立区
- 結名美月
- 優希比呂[49]
- 遊魚静
- 横尾まり[50]
- 横山智佐：墨田区
- 吉岡麻耶
- 吉田小南美[51]
- 吉田裕秋
- 吉住梢
- 吉成由貴
- 力丸乃りこ
- 和氣あず未
- 渡辺和彦
- 渡辺菜生子：杉並区
- 渡辺克己
- 渡辺英雄
- 渡辺美佐
- 渡辺佳美

### パフォーマー
- 紅蘭
- 佐野玲於
- 夏野かをり
- 武藤千春

## スポーツ選手

### 野球
- 相川進（元中日-近鉄）
- 青木勇人（元西武-広島、現埼玉西武ライオンズ三軍投手コーチ）：江戸川区
- 秋吉亮（元東京ヤクルトスワローズ-北海道日本ハムファイターズ-福井ネクサスエレファンツ-福岡ソフトバンクホークス）：足立区
- 阿久根鋼吉（元日本ハム）：足立区
- 淺間大基（日本ハム）：新宿区
- 荒川博（元毎日）
- 荒川雄太（元福岡ソフトバンク-西武）：大田区
- 荒木大輔（元ヤクルト、現北海道日本ハムファイターズ投手コーチ）：調布市
- 荒木郁也（阪神）：江東区
- 飯田哲也（元ヤクルト-楽天、元ヤクルトコーチ、ソフトバンクコーチ）：調布市
- 井口資仁（ダイエー-シカゴ・ホワイトソックス-フィラデルフィア・フィリーズ-ロッテ、現ロッテ一軍監督）：田無市（現・西東京市）
- 井坂肇（元信濃グランセローズ-高知ファイティングドッグス、現星槎道都大学コーチ）：世田谷区
- 石井晶（元阪急）：足立区
- 石川慧亮（栃木ゴールデンブレーブス）：板橋区
- 石川柊太（元ソフトバンク-千葉ロッテマリーンズ）：品川区
- 石川翔（中日）：板橋区
- 井手峻（元中日、現東京大学監督）：新宿区
- 伊藤拓郎（DeNA-群馬ダイヤモンドペガサス-日本製鉄鹿島硬式野球部）：練馬区
- 伊藤優輔（巨人→ソフトバンク）：荒川区
- 稲葉大樹（元新潟アルビレックス・ベースボール・クラブ）：江戸川区
- 井納翔一（DeNA-巨人）：江東区
- 今成泰章（元阪神スカウト、元日本ハムスカウト）
- 岩隈久志（元近鉄-楽天-シアトル・マリナーズ-巨人）：東大和市
- 上野貴久（元巨人）：足立区
- 上野大樹（元ロッテ）：足立区
- 上村知輝（オイシックス）
- 江柄子裕樹（元巨人）：渋谷区
- 江藤智（元広島-巨人-西武、元巨人打撃コーチ）：東大和市
- 榎本喜八（元毎日）：中野区
- 遠藤一星（元中日）：新宿区
- 王貞治（元巨人、元ダイエー・ソフトバンク監督、現ソフトバンク球団取締役会長）：墨田区
- 大島公一（元近鉄-オリックス-楽天、元オリックスコーチ）：板橋区
- 大塚豊（元日本ハム）
- 大場翔太（元ソフトバンク-中日）：足立区
- 大橋穣（元東映－阪急）
- 大矢明彦（元ヤクルト、元横浜監督）
- 岡田明丈（広島-明治安田硬式野球部）：練馬区
- 荻野忠寛（元ロッテ-日立製作所硬式野球部）：町田市
- オコエ瑠偉（楽天－巨人）：東村山市
- 尾崎直輝（國學院久我山高校監督）：日野市
- 柿澤貴裕（元楽天－巨人）：葛飾区
- 金子隆浩（元オークランド・トゥアタラ他）
- 神谷定男（元東急）
- 菊池涼介（広島）：東大和市
- 岸川登俊（元ロッテ-中日-オリックス）：大田区
- 木田優夫（元巨人-オリックス-デトロイト・タイガース-オリックス-ロサンゼルス・ドジャース-シアトル・マリナーズ-ヤクルト-日本ハム-石川ミリオンスターズ、現日本ハム投手コーチ）：国分寺市
- 木村昌広（元オリックス-中日）：武蔵村山市
- 久古健太郎（元ヤクルト）：豊島区
- 清宮幸太郎（日本ハム）：新宿区
- 栗山英樹（元ヤクルト、日本ハム監督）：小平市
- 黒尾重明（元東急-近鉄）：港区
- 桑認（元近鉄）
- 桑原義行（元横浜）：北区
- 小池翔大（元ロッテ）：葛飾区
- 郡拓也（日本ハム－巨人）：三鷹市
- 小島心二郎（元広島-オリックス）：小平市
- 小杉陽太（元DeNA）：江東区
- 小林公太（元横浜-ハワイ・スターズ）：世田谷区
- 小林高也（元中日-巨人）：調布市
- 小桧山雅仁（元横浜）
- 小谷野栄一（元日本ハム-オリックス、現オリックスコーチ）：江戸川区
- 近藤廉（中日）：板橋区
- 斎田忠利（元大映-近鉄、審判員）
- 齊藤勝（元日本ハム）：大田区
- 笹川隆（元ダイエー・ソフトバンク、現ソフトバンクコーチ）：足立区
- 佐々木千隼（ロッテ－DeNA）：日野市
- 佐藤賢治（元ロッテ-日本ハム）：大田区
- 佐藤道郎（元南海-大洋）中野区
- 澤柳亮太郎（ソフトバンク）：青梅市
- 柴田大地（ヤクルト-楽天）：大田区
- 清水貴之（元群馬ダイヤモンドペガサス-ソフトバンク）：渋谷区
- 清水隆行（元巨人-西武、現U15野球日本代表監督）：足立区
- 清水昇（ヤクルト）：足立区
- 白坂契（元巨人トレーニングコーチ）：
- 杉下茂（元中日、元中日監督、元阪神監督）：神田区（現・千代田区）
- 杉谷拳士（元日本ハム）：練馬区
- 鈴木昂平（元オリックス、現オリックスコーチ）：武蔵村山市
- 鈴木駿輔（楽天モンキーズ）：練馬区
- 鈴木誠也（広島-シカゴ・カブス）：荒川区
- 鈴木誠（元巨人）
- 鈴木慶裕（元日本ハム-ダイエー）：大田区
- 鈴木優（オリックス）：目黒区
- 須永英輝（元日本ハム-巨人-日本ハム）：荒川区
- 関根潤三（元近鉄-巨人、元大洋監督、元ヤクルト監督）
- 醍醐猛夫（元毎日）：北区
- 高江洲拓哉（元中日）：三鷹市
- 高口隆行（元日本ハム-千葉ロッテ-巨人、現オリックスコーチ）：江戸川区
- 鷹野史寿（元近鉄-楽天）：東村山市
- 高橋尚成（元巨人-ニューヨーク・メッツ-DeNA）：墨田区
- 高林恒夫（元巨人-国鉄）：神田区（現・千代田区）
- 武田一浩（元日本ハム-ダイエー-中日-巨人）：世田谷区
- 多田野数人（クリーブランド・インディアンス-徳島インディゴソックス-日本ハム-石川ミリオンスターズ、元石川ミリオンスターズコーチ）：墨田区
- 田中彰（元オリックス-広島）：墨田区
- 田淵幸一（元阪神-西武、元ダイエー監督）：豊島区
- 千葉英貴（元横浜）：八王子市
- 塚田晃平（広島-スーフォールズ・ファイティングフェザンツ）：目黒区
- 筒井正也（元広島-中日、現中日スコアラー（巨人担当））
- 都築克幸（元中日-横浜ベイブルース）：品川区
- 坪井智哉（元阪神-日本ハム、現DeNA打撃コーチ）：江東区
- 寺地隆成（ロッテ）：墨田区
- 徳武定祐（元国鉄-中日）：豊島区
- 戸田亮（元オリックス）：中野区
- 土橋正幸（元東映、元日拓監督、元ヤクルト監督、元日本ハム監督）
- 鳥谷敬（元阪神-ロッテ）：東村山市
- 長嶋一茂（元ヤクルト-巨人）：大田区
- 仲根正広（元近鉄-中日）：渋谷区
- 中野渡進（元横浜）：小平市
- 那須野巧（元横浜-千葉ロッテ）：豊島区
- 並木輝男（元阪神-東京オリオンズ）：世田谷区
- 西沢道夫（名古屋軍・金星スターズ・名古屋ドラゴンズ・中日、元中日監督）：品川区
- 西野真弘（オリックス）：江戸川区
- 根元俊一（元ロッテ、現ロッテ）：瑞穂町
- 萩原淳（元オリックス-日本ハム-ヤクルト）：保谷市（現・西東京市）
- 長谷川宙輝（ソフトバンク-ヤクルト）：小平市
- 初芝清（元ロッテ、元日本製鉄かずさマジック・セガサミー硬式野球部監督）：豊島区
- 平間凜太郎（高知ファイティングドッグス-メキシコシティ・レッドデビルズ）：大田区
- 廣瀬隆太（ソフトバンク）ː東久留米市
- 福王昭仁（元巨人）：町田市
- 福本誠（元横浜）
- 藤谷周平（元千葉ロッテ）：江戸川区
- 古屋剛（元西武）：立川市
- 牧野塁（元オリックス-阪神-楽天-広島）
- 正木智也（ソフトバンク）ː大田区
- 松坂大輔（元西武-ボストン・レッドソックス-ニューヨーク・メッツ-ソフトバンクホークス-中日-西武）：江東区
- 松田清（元巨人-国鉄）：渋谷区
- 松本高明（元広島）：荒川区
- 三ツ俣大樹（元オリックス-中日）：葛飾区
- 宮寺勝利（元巨人、西鉄・太平洋）
- 宗佑磨（オリックス）：武蔵野市
- 茂木栄五郎（楽天－ヤクルト）：小金井市
- 森本稀哲（元日本ハム-DeNA-西武）：荒川区
- 八木健史（元群馬-ソフトバンク-群馬-栃木）：八王子市
- 矢崎拓也（広島-ヤクルト）：中野区
- 矢野謙次（巨人-日本ハム、現日本ハムコーチ）
- 山﨑健（元広島-ロッテ）：調布市
- 山﨑康晃（DeNA）：荒川区
- 山田憲（元日本ハム）
- 山村崇嘉（西武）：世田谷区
- 山本恵大（ソフトバンク）：小金井市
- 横山陸人（ロッテ）：江戸川区
- 横川雄介（元巨人）：日野市
- 吉岡雄二（元巨人-近鉄-楽天、現富山GRNサンダーバーズ監督）：足立区
- 吉田圭（元広島）：北区
- 吉田好太（元近鉄-横浜）
- 吉原道臣（元横浜）：新宿区
- 吉村貢司郎（ヤクルト）：足立区
- 吉本祥二（元ソフトバンク）：足立区
- 若杉輝明（元近鉄）
- 若林晃弘（巨人－日本ハム）：中野区
- 渡部遼人（オリックス）：調布市
- 渡邉悠斗（広島）：福生市
- 笠原昌春（プロ野球審判員）
- 原信一朗（プロ野球審判員）
- 村山太朗（プロ野球審判員）

#### 女子プロ野球
- 甲斐田陽菜：練馬区
- 鎌田乃愛
- 萱野未久
- 鈴木ちなみ
- 中村柚葉

### 相撲

#### 現役
- 王鵬幸之介（関脇）：江東区
- 紫雷匠（十両2）：町田市
- 剣翔桃太郎（前頭6）：葛飾区
- 東白龍雅士（前頭15）：足立区
- 栃丸正典（十両11）：練馬区
- 翔猿正也（小結）：江戸川区
- 英乃海拓也（前頭6）：江戸川区
- 富士東和佳（前頭7）：足立区
- 夢道鵬幸成（十両14）：江東区

#### 引退
- 葦葉山七兵衛（前頭12）：港区
- 東錦栄三郎（前頭15）：新宿区
- 東富士欽壹（第40代横綱）：台東区
- 東海稔（前頭14）：品川区
- 有明五郎（前頭11）：新宿区
- 維新力浩司（十両1）：杉並区
- 伊勢ノ濱慶太郎（大関）：墨田区
- 岩風角太郎（関脇）：江戸川区
- 宇多川勝太郎（前頭3）：足立区
- 大岩山大五郎（前頭9）：中央区
- 大江戸勇二（前頭16）：江東区
- 大田山一朗（前頭20）：大田区
- 大富士慶二（十両6）：大田区
- 魁将龍邦昭（幕下6）：江東区
- 魁道康弘（十両4）：府中市
- 北太樹明義（前頭2）：町田市
- 皇風俊司（前頭14）：調布市
- 九ヶ錦坦平（前頭3）：台東区
- 國登國生（小結）：板橋区
- 黒瀬川國行（小結）：東村山市
- 琴旭基太造（幕下5）：杉並区
- 駒ノ里秀雄（前頭2）：世田谷区
- 常幸龍貴之（小結）：北区
- 大翔湖友樹（十両10）：江東区
- 大翔大豪志（十両1）：江戸川区
- 大翔勇真亜敏（幕下18）：荒川区
- 大道健二（前頭8）：葛飾区
- 貴乃花光司（第65代横綱）：中野区
- 孝の富士忠夫（小結）：大田区
- 千代桜右京（十両11）：世田谷区
- 出羽平真一（十両4）：足立区
- 出羽錦忠雄（関脇）：墨田区
- 玉海力剛（前頭8）：渋谷区
- 玉力道栄来（前頭8）：江戸川区
- 千代大龍秀政（小結）：荒川区
- 栃東大裕（大関）：足立区
- 栃錦清隆（第44代横綱）：江戸川区
- 栃の山博士（幕下2）：立川市
- 鳥羽の山喜充（前頭13）：豊島区
- 華吹大作（三段目18）：足立区
- 常陸岩英太郎（大関）：中央区
- 火の竜清徳（幕下48）：日野市
- 三根山隆司（大関）：荒川区
- 義ノ花成典（前頭1）：台東区
- 雷山勇吉（前頭12）：荒川区
- 嵐望将輔（幕下13）：福生市
- 龍虎勢朋（小結）：大田区
- 若翔洋俊一（関脇）：中野区
- 若兎馬裕三（前頭11）：府中市
- 若乃花勝（第66代横綱）：中野区
- 若の富士昭一（前頭12）：大田区

### 柔道
- ウルフ・アロン：葛飾区
- 笹原美智子
- 髙市未来：八王子市
- 中澤さえ：調布市
- 中村美里
- 山口香

### 空手道
- 宇佐美里香：葛飾区
- 大山茂
- 大山泰彦
- 岡田博文
- 金子雅弘：大田区
- 黒澤浩樹：品川区
- 郷田勇三：豊島区
- 高橋佑汰：練馬区
- 田中昌彦
- 中達也
- 中村忠：豊島区（出生地は樺太）
- 福地勇人：墨田区
- 藤井脩祐：品川区
- 藤井将貴：品川区
- 松井章圭：文京区
- 安田英治
- 山田雅稔

### サッカー
- 相澤祥太（MF：ロアッソ熊本）：葛飾区
- 会津雄生（MF：FC岐阜）
- 青木亮太（MF：名古屋グランパス）：町田市
- 安藝正俊（DF：VONDS市原）：小金井市
- 浅岡朝泰（MF/DF：元読売サッカークラブ）
- 朝野安之（GK：湘南ベルマーレコーチ兼通訳）
- 薊理絵（MF：ASエルフェン埼玉）：東村山市
- 足助翔（DF：元カターレ富山）
- 熱田眞（MF：元京都パープルサンガ）：町田市
- 阿部巧（DF：SC相模原）：大田区
- 阿部拓馬（FW：FC琉球）：小平市
- 阿部伸行（GK：AC長野パルセイロ）：東大和市
- 阿部正紀（DF：FC岐阜）
- 阿部優（FW：元坂井フェニックスSC）
- 阿部祐大朗（FW：元ガイナーレ鳥取）：町田市
- 新井辰也（DF：FC岐阜）
- 荒川恵理子（FW：日テレ・ベレーザ）：練馬区
- 安藤駿介（GK：川崎フロンターレ）：世田谷区
- 安柄俊（FW：ロアッソ熊本）：国分寺市
- 飯尾和也（DF：元松本山雅FC）：練馬区
- 飯島寿久（DF：元川崎フロンターレ）
- 飯泉涼矢（FW：FC今治）
- 池田太（DF：元浦和レッズ）：板橋区
- 井澤惇（MF：徳島ヴォルティス）：練馬区
- 石野秀多（MF：藤枝MYFC）
- 井手口純（DF：元サガン鳥栖）
- 伊藤香菜子（MF：INAC神戸レオネッサ）
- 伊藤達哉（FW：ハンブルガーSV）：台東区
- 伊藤雅範（DF：府中アスレティックFC監督*フットサル）：調布市
- 稲垣祥（MF：名古屋グランパス）：練馬区
- 井上平（FW：元SC相模原）：八王子市
- 井上亮太（GK：ガイナーレ鳥取）：中野区
- 岩渕真奈（FW：TSG1899ホッフェンハイム）：武蔵野市
- 岩渕良太（MF：藤枝MYFC）：武蔵野市
- 上田康太（MF：ファジアーノ岡山）：青梅市
- 浦上壮史（GK：元川崎フロンターレ）
- 浦田樹（DF：ギラヴァンツ北九州）
- 江澤慶（福島ユナイテッドFCコーチ）
- 榎本達也（GK：元FC東京）
- 遠藤雅大（DF：元ジュビロ磐田）
- 太田宏介（DF：FC東京）：町田市
- 大竹奈美（FW：元日テレベレーザ、アルテ高崎女子チームコーチ）：町田市
- 小笠原賢聖（MF:Y.S.C.C.横浜）
- 岡島清延（DF：元東京ガスFC）
- 岡田正義（元審判員）：保谷市（現：西東京市）
- 岡田亮太（DF：福島ユナイテッドFC）
- 岡本武行（GK：元大宮アルディージャGM）
- 小川佳純（MF：アルビレックス新潟）：杉並区
- 奥田大二郎（DF：元藤枝MYFC）
- 奥原崇（MF：元FC東京）：稲城市
- 小田島怜（DF：SC相模原）：多摩市
- 尾亦弘友希（DF：元アビスパ福岡）：杉並区
- 小見幸隆（MF：元東京ヴェルディ監督）
- 梶山陽平（MF：FC東京）：江東区
- 加藤竜二（GK：元ロアッソ熊本）
- 加藤善之（MF：松本山雅FCGM）：板橋区
- 鎌田次郎（DF：柏レイソル）
- 苅部隆太郎（MF：元FC岐阜）
- 川口正人（DF：三菱自動車水島FC）
- 北澤豪（MF：元東京ヴェルディ1969）：町田市
- 菊池完（DF：元FC岐阜）
- キム・ソンヨン（FW：ナコーンラーチャシーマーFC）
- キローラン裕人（DF：元東京ヴェルディ）：新宿区
- 楠瀬直木（DF：U-16日本女子代表監督）
- 沓掛勇太（DF：アスルクラロ沼津）
- 栗田マークアジェイ（FW：カマタマーレ讃岐）
- 黒木晃賢（MF：元沖縄SV）
- 小泉慶（MF：鹿島アントラーズ）
- 小泉訓（MF：元徳島ヴォルティス）：昭島市
- 小泉佳穂（MF：FC琉球）
- 木暮郁哉（MF：アルビレックス新潟シンガポール）
- 小杉敏之（DF：元ブランメル仙台）
- 後藤京介（DF：いわてグルージャ盛岡）
- 小林弥生（MF：元日テレベレーザ）：多摩市
- 小林祐三（DF：サガン鳥栖）
- 小針清允（GK：元ガイナーレ鳥取）：板橋区
- 小松駿太（MF：FC琉球）
- 権田修一（GK：サガン鳥栖）：世田谷区
- 近藤貴司（MF：大宮アルディージャ）
- 近藤祐介（FW：元AC長野パルセイロ）：江戸川区
- 齋藤翔太（FW：アスルクラロ沼津）：町田市
- 斎藤雅也（DF：元栃木SC）
- 才藤龍治（FW：FC琉球）
- 佐伯直哉（MF：元東京ヴェルディ）：多摩市
- 佐川亮介（GK：Y.S.C.C.横浜）
- 澤穂希（MF：元INAC神戸レオネッサ）：府中市
- 澤田篤樹（MF：獨協大学體育會サッカー部）：世田谷区
- 椎本邦一（DF：鹿島アントラーズスカウト、元住友金属工業蹴球団）
- 重松健太郎（FW：カマタマーレ讃岐）：中野区
- 渋谷飛翔（GK：名古屋グランパス）
- 島崎恭平（GK：FC刈谷）：多摩市
- 清水康也（MF：ブリオベッカ浦安）
- シュナイダー潤之介（GK：ザスパクサツ群馬コーチ）：新宿区
- 城定信次（DF：元湘南ベルマーレ）：羽村市
- 鋤柄昌宏（FW：元ヴェルディ川崎）
- 菅嶋弘希（FW：東京ヴェルディ）
- 杉崎健（横浜F・マリノステクニカルスタッフ）
- 鈴木和裕（DF：元水戸ホーリーホック）
- 鈴木健仁（DF：アビスパ福岡チーム統括部長）：町田市
- 鈴木将方（FW：元ジュビロ磐田）
- 角昂志郎（MF：FC東京U-18）：練馬区
- 関浩二（FW：ツエーゲン金沢ヘッドコーチ）：青梅市
- 関口訓充（MF：ベガルタ仙台）：多摩市
- 瀬古樹（MF：横浜FC）
- 染谷悠太（DF：柏レイソル）
- 高木義成（GK：元FC岐阜）：江戸川区
- 高桑大二朗（GK：元徳島ヴォルティス）
- 高田静夫（MF：元読売サッカークラブ、元審判員）：練馬区
- 高橋祥平（DF：東京ヴェルディ）
- 高橋泰（FW：元カマタマーレ讃岐）：町田市
- 高橋亮（DF：FC東京U-18）：江戸川区
- 滝沢邦彦（MF：JWランシットFC）：府中市
- 田口貴寛（FC岐阜ヘッドコーチ）：北区
- 田尻大基（ジュビロ磐田分析担当テクニカルスタッフ）
- 田中秀人（DF：鹿児島ユナイテッドFC）：青梅市
- 田中等志（セレッソ大阪フィジカルコーチ）
- 田中裕介（DF：SHIBUYA CITY FC）：八王子市
- 田邉草民（MF：アビスパ福岡）：杉並区
- 田村直也（MF：東京ヴェルディ）
- 玉城峻吾（MF：FC今治）
- 玉乃淳（MF：元ザスパ草津）
- 知念雄太朗（MF：FC琉球）
- 津田和樹（DF：元FC町田ゼルビア）
- 土屋潤二（SC相模原フィジカルコーチ）
- 土屋征夫（DF：ヴァンフォーレ甲府）：文京区
- 都並敏史（DF：元ヴェルディ川崎）：世田谷区
- 都並優太（DF：AC長野パルセイロ）
- 坪井慶介（DF：元]浦和レッズ）：多摩市
- ディビッドソン純マーカス（DF：鹿児島ユナイテッドFC U-15コーチ）：江東区
- 寺門大輔（元東京ヴェルディコーチ）
- 富樫佑太（MF：FC岐阜）
- 戸川健太（DF：元福島ユナイテッドFC）：板橋区
- 徳武正之（DF：アスルクラロ沼津）：小平市
- 戸塚哲也（FW：元FC町田ゼルビア監督）：世田谷区
- 富澤清太郎（DF：元東京ヴェルディ1969）
- 外山凌（MF：水戸ホーリーホック）：清瀬市
- 永井俊太（MF：元愛媛FC）
- 永井雄一郎（FW：ザスパクサツ群馬）：新宿区
- 中澤聡太（DF：元セレッソ大阪）：三鷹市
- 長澤卓己（DF：横浜スポーツ&カルチャークラブ）
- 中島翔哉（FW：FC東京）：八王子市
- 長峯かおり（FW/MF：元鈴与清水FCラブリーレディース）
- 中村憲剛（MF：川崎フロンターレ）：小平市
- 中村航輔（GK：柏レイソル）
- 中村忠（DF：元ヴェルディ川崎）：瑞穂町
- 名倉巧（MF：V・ファーレン長崎）
- 新里涼（MF：V・ファーレン長崎）：文京区
- 西澤淳二（DF：元コンサドーレ札幌）
- 西村卓朗（DF：元浦和レッズ）
- 西山雄介（DF：ガイナーレ鳥取）
- 野田朱美（FW：元読売ベレーザ）：狛江市
- 野村政孝（GK：ロアッソ熊本）：世田谷区
- 芳賀敦（栃木SCコーチ）
- 橋村龍ジョセフ（FC町田ゼルビア）：府中市
- 蓮川壮大（明治大学）：足立区
- 蓮見知弘（MF：東京ヴェルディコーチ）：保谷市（現・西東京市）
- 長谷川太郎（FW：ムハンメダンFC）
- 長谷川凌（GK：水戸ホーリーホック）
- 服部一輝（GK：カマタマーレ讃岐）
- 馬場憂太（MF：大田シチズン）：板橋区
- 畑大雅（DF：湘南ベルマーレ）
- 畑尾大翔（DF：大宮アルディージャ）：練馬区
- 端山豪（MF：FC町田ゼルビア）
- 原歩（MF：元ASエルフェン埼玉）：八王子市
- 原菜摘子（MF：日テレベレーザ）：青梅市
- 原竜太（FW：元湘南ベルマーレ）：目黒区
- 林彰洋（GK：FC東京）：東大和市
- 林健太郎（DF：元ヴァンフォーレ甲府）：町田市
- 林陵平（FW：ザスパクサツ群馬）
- バングーナガンデ佳史扶（DF：FC東京）：足立区
- ピーダーセン世穏（FW：Y.S.C.C.横浜）
- 日髙慶太（MF：ヴァンラーレ八戸）
- 平野佑一（MF：水戸ホーリーホック）
- 平本一樹（FW：元東京ヴェルディ）：八王子市
- 廣井友信（DF：ツエーゲン金沢）：日野市
- 福岡将太（DF：ガンバ大阪）：西東京市
- 福永泰（MF：ベガルタ仙台コーチ）：町田市
- 藤宏明（名古屋グランパスコーチ）
- 藤﨑将汰（DF：高知ユナイテッドSC）
- 藤田譲瑠チマ（MF：横浜F・マリノス）
- 藤吉信次（FW：福井ユナイテッドFC監督）：町田市
- 船田麻友（GK：ジェフ千葉レディース）
- 船橋勇真（DF：Y.S.C.C.横浜）
- 古島圭人（GK：Y.S.C.C.横浜）
- 保坂一成（MF：ヴァンフォーレ甲府U-15コーチ）：府中市
- 星大輔（MF：元FC町田ゼルビア）：町田市
- 牧野悟（FW：FC琉球）
- 松木安太郎（DF：元東京ヴェルディ1969監督）：中央区
- 松田康佑（DF：元Y.S.C.C.横浜）
- 松田典子（FW：元浦和レッズレディース）：世田谷区
- 松本大弥（MF：サンフレッチェ広島）：武蔵野市
- 真野亮二（MF：藤枝MYFC）：昭島市
- 丸山桂里奈（FW：元スペランツァFC大阪高槻）：大田区
- 丸山祐市（DF：名古屋グランパス）：世田谷区
- 丸山良明（DF：セレッソ大阪コーチ）：町田市
- 三竿健斗（MF：鹿島アントラーズ）
- 三竿雄斗（DF：大分トリニータ）
- 三田光（DF：元FC岐阜）：世田谷区
- 南雄太（GK：横浜FC）：杉並区
- 宮崎純真（FW：ヴァンフォーレ甲府）：府中市
- 宮澤勇樹（DF：シーラーチャーFC）
- 宮村正志（MF：元日テレ・ベレーザ監督）
- 三吉聖王（DF：元清水エスパルス）：八王子市
- 椋原健太（DF：ファジアーノ岡山FC特命広報大使）：大田区
- 武藤嘉紀（FW：1.FSVマインツ05）：世田谷区
- 村岡夏希（FW：元ASエルフェン狭山FC）：目黒区
- 村上佑介（DF：元V・ファーレン長崎）
- 村田達哉（DF：ブリオベッカ浦安ヘッドコーチ）
- 村松智子（DF：日テレ・ベレーザ）：世田谷区
- 本橋卓巳（MF：元栃木SC）：西東京市
- 森田耕一郎（GK：元レノファ山口FC）：東大和市
- 森田牧子（FW：元TEPCOマリーゼ）：青梅市
- 森村昂太（MF：FC町田ゼルビア）：小平市
- 森安洋文（DF：FC岐阜）
- 安永玲央（MF：横浜FC）
- 山口貴弘（DF：大分トリニータ）
- 山口貴之（MF：元FC町田ゼルビア）：町田市
- 山腰泰博（FW：元FC町田ゼルビア）
- 山下杏也加（GK：日テレ・ベレーザ）：足立区
- 山田拓巳（MF：モンテディオ山形）
- 山田卓也（MF：FC今治）：世田谷区
- 矢村健（FW：アルビレックス新潟）
- 尹英勝（MF：ザスパクサツ群馬）
- 吉田勇樹（DF：元川崎フロンターレ）：世田谷区
- 吉長真優（FW：ジュビロ磐田）
- 吉野智行（MF：元ガイナーレ鳥取）：台東区
- 吉本一謙（DF：清水エスパルス）：小平市
- 米田徹（DF：FC岐阜ヘッドコーチ）
- 李忠成（FW：京都サンガF.C.）：保谷市（現・西東京市）
- 輪笠祐士（MF：福島ユナイテッドFC）：稲城市
- 渡辺悠雅（MF：カマタマーレ讃岐）
- 渡邉りょう（FW：アスルクラロ沼津）
- 渡辺亮太（FW：藤枝MYFC）

### バレーボール
- 大林素子：小平市
- 大山加奈：江戸川区
- 落合真理：板橋区
- 狩野舞子：三鷹市
- 狩野美雪：三鷹市
- 木村沙織：あきる野市（埼玉県八潮市出生）
- 斉藤真由美：練馬区
- 嶋岡健治
- 白鳥勝浩：大田区
- 滝沢ななえ：三鷹市
- 多治見麻子：三鷹市
- 藤田幸子：大田区
- 細川延由：中野区
- 丸山孝
- 丸山由美
- ヨーコ・ゼッターランド：文京区（アメリカ合衆国生まれ）

### バスケットボール
- 網野友雄（G/F：白鷗大学監督）：あきる野市
- 新井靖明（SG：仙台89ERS）：文京区
- 安藤毅（元埼玉ブロンコス）：練馬区
- 石坂秀一（パナソニック）
- 板倉令奈（F：玉川大学AC）
- 大﨑佑圭（PF：JX-ENEOS）
- 大西裕之（F：仙台-北海道-アイシン）
- 大山妙子（ジャパンエナジー）
- 岡田優介（S/G：京都ハンナリーズ）
- オコエ桃仁花（C/F：デンソーアイリス）
- 小野竜智（F：日立）
- 小野元（SG：熊本ヴォルターズ）
- 小原匡博（レノヴァ鹿児島HC）：調布市
- 加藤夕貴（富士通レッドウェーブ）
- 河内敏光（bjリーグコミッショナー）：足立区
- 木林稚栄（C/F：JX-ENEOS）
- 桑田健秀（日本鋼管）：大田区（熊本県出生）
- 小宮邦夫（G/F：大和証券-新潟-日立-アイシン精機）
- 紺野麻里（元ジャパンエナジー）西東京市
- 佐藤信長（PG：能代工業高校監督）：豊島区
- ジャワラジョゼフ（PF：茨城ロボッツ）文京区
- 高田秀一（F：大分ヒートデビルズ）：板橋区
- 谷口正朋（日本鋼管）
- 外山英明（熊谷組-大和証券-アイシン精機）
- 永井菜摘（G：富士通レッドウェーブ）
- 仲西淳（G：バンビシャス奈良スキルコーチ）：世田谷区
- 比留木謙司（G/F：熊本ヴォルターズ）：三鷹市
- 宮田諭（G：東京エクセレンス）：多摩市
- 山田哲也（F/C：日立）
- 結城昭二（住友金属）
- 吉田亜沙美（G：JX-ENEOS）
- 米本聡（三菱電機-富山-埼玉）

### ゴルフ
- 横山明仁（国際スポーツ振興協会所属）
- 稲見萌寧（2020年東京オリンピック銀メダリスト）：豊島区
- 馬場咲希（2022年全米女子アマチュアゴルフ選手権優勝）：日野市
- 菅沼菜々：立川市
- 宮田成華︰町田市

### 陸上競技
- 市河麻由美
- 井上真悟（24時間走の日本記録保持者）：八王子市
- 大久保絵里
- 大迫傑（3000m、5000mの日本記録保持者）：町田市
- 大前祐介
- 小坂田淳
- 風見尚（ウルトラマラソンの世界記録保持者）：足立区
- 片西景：国立市
- 川内優輝：世田谷区（埼玉県鷲宮町〈現：久喜市〉育ち）
- 川面聡大（60mの日本最高記録保持者）
- 沢田一郎（800mの元日本記録保持者）
- 関根花観：町田市
- 大後栄治（神奈川大学陸上競技部駅伝ブロック監督）
- 武井隆次
- 土井杏南（100mの日本中学記録保持者）：（埼玉県朝霞市育ち）
- 奈良修（大東文化大学陸上競技部監督）
- 藤井實：本郷（現：文京区）
- 村上清加
- 茂木圭次郎：武蔵野市
- 横田真人（800mの元日本記録保持者）

### 体操
- 石坂真奈美
- 小菅麻里
- 信田美帆：立川市
- 塚原光男
- 鶴見虹子
- 平岩優奈

### 新体操
- 川本ゆかり：清瀬市
- 松永里絵子：八王子市
- 山尾朱子：清瀬市
- 山田海蜂：調布市

### ダンス
- 黒沢智子
- 康本雅子
- 上野隆博
- 與那覇結衣
- 酒井大　Sydneyで活躍のHIPHOP　DANCER=2005年から2010まで連続豪州でタイトル獲得

### プロボクシング
- 世界王者
  - 白井義男（フライ級）：荒川区
  - ファイティング原田（フライ級、バンタム級）：世田谷区
  - 海老原博幸（フライ級）：福生市
  - 大場政夫[52]（WBAフライ級）：足立区
  - 小林光二（WBCフライ級）：葛飾区
  - 徳山昌守（WBCスーパーバンタム級）：大田区
  - 富樫直美（WBC女子ライトフライ級）：大田区
  - 小関桃（WBC女子アトム級）：三鷹市
  - 河野公平（WBAスーパーフライ級）
  - 柴田直子（IBF女子ジュニアフライ級）：足立区
  - 江畑佳代子（女子フライ級）：品川区
  - 田口良一（WBAライトフライ級、IBFライトフライ級）：大田区
  - 伊藤雅雪（スーパーフェザー級）：江東区
  - 岩田翔吉（ライトフライ級）:渋谷区
- 東洋太平洋王者
  - 秋山政司（ライト級）
  - 福地健治（ウェルター級）
  - 矢尾板貞雄（フライ級）：渋谷区
  - 大川寛（ライト級、ジュニアライト級）：台東区（千葉県出生）
  - 関光徳（フェザー級）：北区
  - 青木勝利（バンタム級）：杉並区
  - 岡田晃一（ジュニアフェザー級）
  - 龍反町（ウェルター級）：大田区
  - 徳島尚（フライ級）：府中市
  - 渡辺雄二（フェザー級、ライト級）：練馬区
  - 吉野弘幸（ウェルター級）：葛飾区
  - 西島洋介（クルーザー級）：板橋区
  - 林田龍生（ライトフライ級）：調布市
  - 山口真吾（ライトフライ級）：武蔵野市
  - トラッシュ中沼（フライ級）：文京区
  - 高橋良輔（クルーザー級）：目黒区
  - 佐々木基樹（ウェルター級、スーパーライト級）：府中市
  - 石井一太郎（ライト級）：港区
  - 四ヶ所麻美（女子フライ級）：板橋区
  - 家住勝彦（ライトフライ級）：江戸川区
  - 粉川拓也（スーパーフライ級）：墨田区
  - 荒川仁人（ライト級）：武蔵野市
  - 高野人母美（女子スーパーバンタム級）：墨田区
  - 井上岳志（スーパーウェルター級）：足立区
  - 栗原慶太（バンタム級）：墨田区
  - ワチュク・ナァツ（スーパーウェルター級）：福生市
- 日本王者
  - 牛若丸原田（バンタム級、フェザー級）：世田谷区
  - 松本芳明（フライ級）：中央区
  - イーグル佐藤（ジュニアウェルター級）：品川区
  - 高山将孝（ライト級）：目黒区
  - 大和田正春（ミドル級）：練馬区
  - 高橋ナオト（バンタム級、スーパーバンタム級）：調布市
  - 尾崎恵一（バンタム級）
  - 細野雄一（ストロー級、ジュニアフライ級）：府中市
  - 真部豊（ジュニアフェザー級）：足立区
  - 小林秀一（ウェルター級）：文京区
  - 木村鋭景（フェザー級）：台東区
  - 矢代義光（スーパーフェザー級）：荒川区
  - 沼田康司（ウェルター級）：台東区
  - 中川大資（ウェルター級）：江戸川区
  - 芹江匡晋（スーパーバンタム級）
  - 黒田雅之（ライトフライ級）：稲城市
  - 和宇慶勇二（スーパーライト級）
  - 岡田博喜（スーパーライト級）：中野区
  - 久我勇作（スーパーバンタム級）
  - 田中教仁（ミニマム級）:板橋区
  - 鈴木なな子（女子ミニマム級）：板橋区
  - 出田裕一（スーパーウェルター級）：国分寺市
- ユース世界王者
  - 渡邉卓也（WBCライト級）：世田谷区
  - 野崎雅光（WBCバンタム級）：八王子市
- ユース日本王者
  - 山下賢哉（スーパーフライ級）:板橋区
  - 高山涼深（スーパーフライ級）:練馬区
  - 石井渡士也（バンタム級）:武蔵村山市
  - 佐々木尽（スーパーライト級）:八王子市
  - 石川春樹（スーパーバンタム級）:大田区
  - 坂間叶夢（ライトフライ級）:足立区
  - 磯谷大心（ウェルター級）:三鷹市
  - 岩本星弥（ライト級）
- その他
  - 大竹重幸（元協栄ボクシングジムマネージャー）：新宿区（福島県出生）
  - 加藤収二（日本ミドル級ランカー）
  - 久保賢司（元キックボクサー）：立川市
  - 櫻田由樹（元WBA女子ライトフライ級ランカー）
  - 武居由樹：足立区
  - 戸高達（日本ライトフライ級ランカー）
  - 宮田博行（ライトフライ級全日本新人王、現宮田ジム会長）：墨田区
  - 牛島龍吾：日野市
  - 渡邊海：立川市
  - モンブランみき：墨田区
  - 狩野ほのか：世田谷区

### キックボクシング
- AKARI：足立区
- 庵谷鷹志：杉並区
- 梅野源治：江戸川区
- 大渡博之：
- 鈴木悟（元プロボクサー）：八王子市
- ソルデティグレ・ヨースケ（元プロボクサー）：
- 武田幸三：足立区
- 寺尾新（元プロボクサー）：
- 吉本光志：

### プロレス
- 新日本プロレス所属
  - 内藤哲也：足立区
  - 邪道：港区
  - 外道：武蔵村山市
  - 矢野通：荒川区
  - 小島聡：江東区
  - KUSHIDA
  - BUSHI：足立区
  - 高橋広夢：八王子市
  - タイガー服部（レフェリー）：中央区
  - 尾崎仁彦（リングアナウンサー）
- 全日本プロレス所属
  - 平井伸和：目黒区
  - 青木篤志：大田区
  - 和田京平（レフェリー）：足立区
- プロレスリング・ノア所属
  - 森嶋猛：江戸川区
  - 仲田龍（取締役統括部長）：板橋区
- WRESTLE-1所属
  - カズ・ハヤシ：世田谷区
  - 黒潮"イケメン"二郎：足立区
  - KAZMA SAKAMOTO：町田市
  - 村山大値（レフェリー）：世田谷区
- DRAGON GATE所属
  - 新井健一郎：練馬区
  - 望月成晃：江東区
  - K-ness.：練馬区
- KAIENTAI DOJO所属
  - 十嶋くにお：江東区
  - 井内総一郎：町田市
- 大日本プロレス所属
  - 登坂栄児（統括部長）：足立区
- プロレスリングZERO1所属
  - 佐藤耕平：江東区
  - 笹崎勝己（レフェリー）：板橋区
- DDTプロレスリング所属
  - 高尾蒼馬：大田区
  - 平田一喜：足立区
  - 佐々木大輔：練馬区
- ユニオンプロレス所属
  - トランザム★ヒロシ：小平市
  - 風戸大智
  - 三富政行
- プロレスリングFREEDOMS所属
  - GENTARO：小金井市
- U-FILE CAMP所属
  - 柴田正人：あきる野市
  - 竹田誠志：町田市
- プロレスリング・SECRET BASE所属
  - ベアー福田：江東区
  - 清水基嗣：杉並区
- ASUKA PROJECT所属
  - 篠瀬三十七：北区
  - 高橋匡哉：江東区
- フリー
  - 蝶野正洋：三鷹市
  - 高山善廣：墨田区
  - 小川直也：杉並区
  - 西村修：文京区
  - 臼田勝美：八王子市
  - 佐野直：中野区
  - KAGETORA：江東区
  - アントーニオ本多
  - 安部行洋：江戸川区
  - 竜司ウォルター：杉並区
  - MEN'Sテイオー：新宿区
  - 味方冬樹（リングアナウンサー）：港区
- 引退者
  - 安田忠夫：大田区
  - 澤宗紀：杉並区
  - 北村克哉：杉並区
  - ポイズンJULIE澤田：中央区
  - 石川はじめ：昭島市
  - 石坂鉄平：目黒区
  - YOSHIYA：武蔵野市
  - 井上亘：江東区
  - ジャッキー広江（レフェリー）：西東京市

女子プロレス
- JWP女子プロレス所属
  - モーリー：多摩市
  - 林結愛：足立区
  - 瑛凛：足立区
- OZアカデミー女子プロレス所属
  - アジャ・コング：立川市
  - 西尾美香（マネージャー）：三鷹市
  - 小松奈央：練馬区
- アイスリボン所属
  - しのせ愛梨紗：北区
  - 柊くるみ：江東区
  - 千春（リングアナウンサー）：渋谷区
  - 松本都
- スターダム所属
  - 月山和香（生まれはアメリカ・ニューヨーク州）
- ワールド女子プロレス・ディアナ所属
  - ジャガー横田：荒川区
  - Sareee：板橋区
- 東京女子プロレス所属
  - 木場千景
  - のの子
- プロレスリング我闘雲舞所属
  - 里歩：品川区
- CMLL所属
  - 下田美馬：目黒区
- フリー
  - 愛い姫
  - AKINO：足立区
  - 希月あおい：葛飾区
  - みなみ飛香：品川区
  - あきば栞
- 引退者
  - 風間ルミ：台東区
  - 能智房代：大田区
  - 美咲華菜：練馬区
  - 前田美幸：府中市
  - 三田英津子：世田谷区
  - 田村欣子：江戸川区
  - タニー・マウス：世田谷区
  - 悲恋
  - しもうま和美：世田谷区
  - 聖菜：品川区
  - 栗原あゆみ：三鷹市
  - 勝愛実：台東区
  - 阿部幸江：世田谷区
  - 世IV虎：葛飾区

### 総合格闘技
- 赤井太志朗：稲城市
- 浅野篤司：
- 安藤晃司：大田区
- 安藤純：八王子市
- 上山知暁：町田市
- 上山龍紀：町田市
- 牛久絢太郎：足立区
- 大沢ケンジ：武蔵村山市
- 小川直也：杉並区
- 加藤鉄史：練馬区
- 加藤友弥：荒川区
- 金井一朗：大田区
- 金原正徳：武蔵村山市
- 鹿又智成：昭島市
- 川那子祐輔：八王子市
- 菊田早苗：練馬区
- 久保優太：立川市
- 黒部三奈：荒川区
- 郷野聡寛：東久留米市
- CORO：足立区
- 坂口征夫
- 佐藤光芳：足立区
- 清水俊一：目黒区
- 鈴木千裕：三鷹市
- 鈴木信達：調布市
- 須藤元気：江東区
- 瀧川リョウ：
- 田村一聖：品川区
- 徳留一樹：八王子市
- 中尾芳広：
- 中島太一：西東京市
- 中原太陽：港区
- 中村K太郎：葛飾区
- 中村大介：足立区
- 馬場勇気：
- 平田樹：足立区
- 平田直樹：足立区
- 平本蓮：足立区
- 星野勇二：大田区
- 宮澤元樹：渋谷区
- 門馬秀貴：品川区
- 矢地祐介：文京区
- 矢野卓見：杉並区
- 和田拓也：大田区

### 卓球
- 森薗美咲：西東京市

### スキー
- 麻生武治

### 水泳

#### 競泳
- 北島康介（アテネ五輪、北京五輪100m・200m平泳ぎ金メダリスト）：荒川区
- 池江璃花子：江東区
- 渡部香生子：葛飾区

#### シンクロナイズドスイミング
- 川嶋奈緒子
- 小谷実可子
- 原田早穂
- 藤丸真世：調布市

#### フリーダイビング
- 岡本美鈴
- 廣瀬花子

### 自転車競技
- 市川雅敏
- 山宮正：目黒区
- 杉原鏘一郎：八王子市
- 高村直樹：練馬区
- 竹谷賢二
- 平塚吉光
- 吉井功治

#### 競輪選手
- 藍野美穂*：足立区
- 飯島規之：出生地。埼玉県育ち。
- 植村央
- 内田慶：中央区
- 岡田征陽：青梅市
- 尾崎雅彦
- 海法秀一：江東区
- 梶田舞*：台東区
- 加藤一：神田小川町（千代田区）
- 工藤元司郎：港区
- 小林莉子*：あきる野市（静岡県掛川市出生）
- 桜井久昭
- 高木隆弘：台東区
- 高木真備*：町田市（岡山県真備町（現 倉敷市）にて生誕）。
- 波潟和男
- 平林己佐男
- 増茂るるこ*
- 山口国男：荒川区
- 山口健治：荒川区

東京都出身ではないが、登録地としている（いた）選手
- 石井寛子*：埼玉県春日部市出身。
- 石井貴子 (1988年生の競輪選手)*：埼玉県春日部市出身。
- 市村和昭：長野県軽井沢町出身。後に長野県へ登録地を移籍。
- 大宮政志：岩手県滝沢村出身。
- 奥井迪*：北海道札幌市出身。
- 清嶋彰一：熊本市出身。後に福井県へ登録地を移籍。
- 後閑信一：群馬県前橋市出身。群馬県から登録地を移籍。
- 齊藤努：旧姓・横田、熊本市出身。熊本県から登録地を移籍。
- 中村由香里*：大阪市出身

### モータースポーツ

#### ドライバー（4輪レース）
- 伊藤大輔：北区
- 神子島みか
- 木下隆之
- 佐藤琢磨（F1ドライバー）：新宿区
- 周防彰悟
- 野田樹潤
- 本山哲
- 柳田真孝

#### ライダー（オートバイレース）
- 阿部典史
- 坂田和人
- 関口太郎：府中市
- 藤原儀彦
- 梁明
- 吉川和多留：八王子市

#### オートレース
- 森且行（元SMAPメンバー）：足立区

#### 競艇選手
- 濱野谷憲吾：世田谷区
- 阿波勝哉：練馬区

### 競馬

#### 騎手
- 石川駿介（大井競馬）
- 石川裕紀人（美浦所属）
- 石橋脩（美浦所属）
- 遠藤健太（大井競馬）
- 大塚栄三郎（元JRA騎手）
- 大西直宏（元JRA騎手）
- 荻野極（栗東所属）：目黒区
- 笠野雄大（船橋競馬）
- 嘉藤貴行（美浦所属）：大田区
- 川島信二（栗東所属）
- 川又賢治（栗東所属）
- 桑村真明（ホッカイドウ競馬）：千代田区
- 坂井瑠星（栗東所属）
- 佐藤祐樹（元船橋競馬）
- 澤田龍哉（船橋競馬）
- 関本淳（盛岡競馬）：江戸川区
- 高橋利幸（船橋競馬）：八王子市
- 田中剛（美浦所属）
- 中谷雄太（元JRA騎手）：世田谷区
- 仲野光馬（船橋競馬）
- 早田功駿（大井競馬）
- 半澤慶実（浦和競馬）
- 古川奈穂（栗東所属）：千代田区
- 本田正重（船橋競馬）：江東区
- 増沢由貴子（元JRA騎手）
- 松崎正泰（大井競馬）
- 松戸政也（金沢競馬）
- 三浦皇成（美浦所属）：練馬区
- 山田敬士（美浦所属）
- 横山典弘（美浦所属）：府中市
- 吉井章（大井競馬）

#### 調教師
- 岩城博俊（美浦所属、現調教助手）
- 大久保洋吉（美浦所属）
- 沖芳夫（栗東所属）
- 奥平雅士（美浦所属）
- 小野次郎（美浦所属）
- 加藤征弘（美浦所属）
- 菅原泰夫（美浦所属）
- 勢司和浩（美浦所属）
- 高橋裕（美浦所属）
- 田島俊明（美浦所属）
- 戸田博文（美浦所属）
- 中野栄治（美浦所属）
- 根本康広（美浦所属）
- 浜田光正（栗東所属）
- 本田優（栗東所属）
- 松山康久（美浦所属）
- 村山明（元騎手、栗東所属）
- 保田一隆（美浦所属）
- 矢作芳人（栗東所属）

### ラグビー
- 相沢雅晴（日本代表選手）
- 青木佑輔（日本代表選手）
- 赤堀龍秀：西東京市
- アキラ・イオアネ
- 麻生典宏:町田市
- 天野義久
- 飯島均（パナソニック ワイルドナイツ監督）
- 生田久貴（日本代表選手）
- 池戸将太郎
- 池村章宏
- 石井魁
- 石澤輝
- 石塚武生（日本代表選手、伊勢丹監督、早稲田大学監督、常総学院高校監督）
- 石塚弘章
- 石原慎太郎：三鷹市
- 伊藤真
- 伊藤拓巳
- 伊藤剛臣（日本代表選手）：荒川区
- 伊藤忠幸（日本代表選手）
- 伊藤有司：足立区
- 伊藤雄大
- 井上卓哉：練馬区
- 猪口拓（日本代表選手）
- 岩上龍
- 岩渕健輔（日本代表選手、日本代表ゼネラルマネージャー）
- 上田昭夫（日本代表選手、慶應義塾大学監督）：豊島区
- 植村健太郎
- 上村康太
- 生沼知裕：江戸川区
- 榎本淳平
- 大越元気
- 大貫慎二（日本代表選手）
- 岡健二
- 小川仁士(車いすラグビー日本代表選手):北区
- 小木曽晃大
- 小倉順平：八王子市
- 小山内健
- 小澤和人
- 香川メレ優愛ハヴィリ：立川市
- 笠井建志（日本代表選手）
- 葛西拓斗
- 金澤徹:世田谷区
- 金子大介
- 加納遼大：葛飾区
- 川合カイト
- 川合レオ（日本代表選手）
- 川俣晃人
- 川俣直樹（日本代表選手）
- 川村慎
- 北村彦樹：足立区
- 小池善行
- 小池隆成
- 小泉将：多摩市
- 古賀太貴：目黒区
- 小島昂
- 小西想羅
- 小林深緑郎（ラグビージャーナリスト）
- 小林航：杉並区
- 小堀弘朝
- 斉藤祐也（日本代表選手）
- 齋藤良明慈縁
- 酒井宏之：北区
- 相良昌彦
- 坂和樹
- 坂本洋道:昭島市
- 笹川大五:中野区
- 佐藤一斗
- 佐藤真吾
- 佐藤大朗
- 佐藤耀
- 三宮累
- 塩崎優衣：中野区
- 島崎文治（日本代表選手、法政大学監督）
- 島田悠平
- 清水新也
- 清水直志
- 白子未祐
- 信野将人
- 菅谷優：足立区
- 杉浦拓実
- 杉本海斗
- 杉本崇馬
- 杉本悠馬
- 杉山祐太
- 鈴木秀丸（日本代表選手、法政大学監督）
- 鈴木美緒
- 須藤元樹：板橋区
- 須藤拓輝：世田谷区
- 角日出夫（旧姓：小林、日本代表選手）：文京区
- 関本圭汰
- 高田晋作
- 高橋寛
- 高橋真弓（女子日本代表選手、レフリー）：国立市
- 高平祐輝
- 滝澤佳之
- 武見敬三
- 立花陽三
- 辰野新之介
- 田中真一
- 田邉篤
- 玉塚元一
- 丹治辰碩
- 千葉太一
- 束田涼太
- 辻雄康：港区
- 土屋鷹一郎
- 土一海人
- 坪井美月
- 東郷太朗丸
- 徳田悠人
- 冨沢智也
- 豊島翔平
- 豊島直哉
- 中田英里
- 中村和史
- 中村公星
- 中村駿太：杉並区
- 滑川剛人
- 西野綱三（日本代表監督、早稲田大学監督）
- 野口宜裕
- 畠山和真
- バティヴァカロロアテザ優海
- バティヴァカロロ・ライチェル・海遥
- 濱田宇功
- 原島知行
- 日高健
- 平野優芽
- 日比野弘（日本代表選手、日本代表監督、早稲田大学監督）
- 深津健吾：府中市
- 福澤克雄（旧姓：山越）
- 福澤慎太郎
- 藤井貢（日本代表選手）
- 藤原秀之（桐蔭学園高校監督）
- 藤本健友
- 古川満
- 堀江恭佑（日本代表選手）
- 堀越慈（日本代表選手、慶應義塾大学監督）
- 本城和彦（日本代表選手、7人制ラグビー日本代表監督、サントリーヘッドコーチ）
- 本領信治郎（早稲田大学監督）
- 増田慶介
- 増保輝則（日本代表選手、神戸製鋼コベルコスティーラーズ監督）
- 松尾雄治（日本代表選手、新日鐵釜石選手兼任監督、成城大学ヘッドコーチ）：渋谷区
- 松田凜日:国分寺市
- 松村拓海
- 丸尾崇真:千代田区
- 水谷眞（日本代表選手）
- 三浦豪
- 三浦嶺：八王子市
- 宮上廉
- 宮澤正利：八王子市
- 武川正敏
- 村井大次郎（日本代表選手）
- 村上愛梨（女子日本代表選手）
- 目崎啓志：足立区
- 持田昌典：千代田区
- 森太志
- 八木鉄兵
- 八木下恵介：文京区
- 安尾琴乃
- 八角浩司（日本代表選手）
- 山内雅延：世田谷区
- 山菅一史
- 山極大貴
- 山路泰生（日本代表選手）
- 山本逸平
- 湯川正夫（日本ラグビーフットボール協会第4代会長、九州ラグビーフットボール協会会長）
- 横尾千里（女子日本代表選手）
- 横山大輔
- 吉岡肇（國學院栃木高校監督）
- 吉川遼:調布市
- 吉永宏二郎（日本代表選手）
- 吉廣広征
- 依田賢人
- 李聖彰
- 渡瀬裕司
- 渡邉泰憲（日本代表選手）：板橋区（北海道千歳市出生）

### フリークライミング
- 平山ユージ

### スケートボード
- 杉本瑛生
- 堀米雄斗：江東区

### フィギュアスケート
- 島田麻央：小金井市

## アナウンサー・キャスター・ジャーナリスト

### NHK
男性
あ行
- 青井実
- 青沼郁夫
- 秋田建三
- 新井隆太
- 飯島徹郎
- 飯塚洋介
- 池野健
- 石川光太郎
- 石平光男
- 石嶺誠一郎
- 泉浩司
- 市川泰
- 一橋忠之
- 伊奈正高
- 上野速人
- 内多勝康
- 梅津正樹
- 大湖弘之
- 太田雅英
- 大槻隆行
- 大橋信之
- 小野塚康之

か行
- 柿沼郭
- 葛西聖司
- 金子哲也
- 鹿野睦
- 川野一宇
- 栗田勇人
- 栗田晴行
- 黒沢保裕
- 厚井大樹
- 小松宏司
- 小宮山晃義

さ行
- 阪本篤志
- 里匠
- 三條雅幸
- 塩澤大輔
- 志摩悦二郎
- 杉原満
- 鈴木桂一郎

た行
- 高井正智
- 高木康博
- 高橋淳之
- 田中朋樹
- 田中寛人
- 田中浩史
- 伊達正隆
- 千野秀和
- 塚原泰介
- 土橋大記
- 坪倉善彦
- 登坂淳一
- 富田典保
- 鳥海貴樹

な行
- 中山庸介
- 根岸昌史
- 野口博康
- 野瀬正夫

は行
- 土方康
- 比留間亮司
- 昼間敬仁
- 広瀬靖浩
- 福井茂
- 福原健一
- 古谷敏郎
- 細田史雄

ま行
- 真下貴
- 町田右
- 町永俊雄
- 松平定知（嘱託）
- 三上たつ次：大島町
- 三上弥[53]
- 水谷彰宏
- 道谷眞平
- 本澤一郎
- 森田洋平
- 森中直樹

や行
- 山岡裕明
- 横井健吉
- 横林良純
- 横山哲也
- 吉田一之

ら行・わ行
- 渡辺憲司
- 渡部英美
- 和田源二
- 和田光太郎
- 和田政宗

女性
- 浅野里香：生まれは愛媛県
- 荒木美和
- 石井かおる
- 石井麻由子
- 石橋亜紗
- 出田奈々：江東区
- 岩﨑果歩
- 川口由梨香
- 小郷知子：世田谷区
- 兼清麻美
- 小林千恵
- 斎藤希実子：世田谷区
- 塩﨑実央
- 柴田祐規子
- 高橋さとみ - 気象予報士
- 塚原愛
- 道傳愛子 - 現在は解説委員
- 内藤裕子
- 中村愛
- 橋詰彩季：大田区
- 姫野美南
- 藤井彩子：大阪府育ち
- 藤原優紀
- 星麻琴
- 松村正代
- 宮本愛子 - 現在はラジオセンターディレクター
- 迎康子 - 現在はシニアスタッフ：埼玉県育ち
- 村上由利子 - 記者から転身：府中市
- 山本志保
- 與芝由三栄
- 渡邊佐和子

### 在京民放局
日本テレビ
男性
- 加藤聡 - 現在は報道局記者
- 佐藤義朗：文京区
- 鈴木崇司：杉並区
- 高橋雄一 - 現在は営業局に異動
- 鳥羽博剛 - 現在は報道局社会部に異動
- 右松健太：町田市
- 村山喜彦 - 現在はアナウンス部長：世田谷区

女性
- 河出奈都美：品川区
- 郡司恭子
- 杉上佐智枝
- 徳島えりか
- 角田久美子 - 現在は編成局
- 延友陽子 - 一時RFラジオ日本に出向
- 馬場典子
- 山下美穂子 - 一時RFラジオ日本に出向

TBSテレビ
TBSのアナウンサーは、分社化策などにより、出向という形で子会社のTBSテレビに所属する。
男性
- 芥川隆行：港区
- 池田裕行（報道記者、現在JNNパリ支局長）
- 池谷三郎：中央区
- 稲川英雄：中央区
- 清水大輔（元札幌テレビ放送）
- 新堀俊明：新宿区
- 鈴木順
- 土井敏之（元NHK）
- 戸崎貴広
- 林正浩
- 藤森祥平：東久留米市
- 松下賢次
- 宮澤隆
- 井上貴博
- 山田修爾：渋谷区
- 山本文郎
- 渡辺謙太郎

女性
- 青木裕子
- 出水麻衣
- 小川知子
- 小倉弘子：江東区
- 木村郁美
- 外山惠理
- 高畑百合子
- 野村彩也子
- 日比麻音子
- 水野真裕美
- 皆川玲奈
- 山内あゆ

フジテレビ
男性
- 榎並大二郎：杉並区
- 奥寺健
- 笠井信輔：世田谷区
- 軽部真一
- 川端健嗣
- 向坂樹興
- 鈴木芳彦
- 須田哲夫
- 竹下陽平
- 田淵裕章
- 長坂哲夫
- 中村光宏
- 福井慶仁
- 福原直英
- 森下知哉

女性
- 秋元優里
- 内田嶺衣奈
- 梅津弥英子
- 木幡美子
- 高木広子
- 高島彩：江東区
- 高橋真麻
- 田代優美（元ニッポン放送）
- 原田葵（元櫻坂46）
- 平井理央（元アイドル）
- 藤村さおり
- 益田由美
- 松尾紀子
- 三上真奈
- 三田友梨佳
- 吉崎典子

テレビ朝日
男性
- 大熊英司
- 角澤照治
- 加藤泰平
- 川松真一朗
- 佐々木亮太
- 勝田和宏
- 田畑祐一
- 坪井直樹
- 寺崎貴司
- 中山貴雄
- 藤井暁
- 古澤琢
- 松苗慎一郎
- 真鍋由
- 吉野真治

女性
- 安藤萌々
- 石井希和
- 上宮菜々子
- 大木優紀
- 岡田洋子
- 河野明子
- 久保田直子
- 下平さやか
- 高橋真紀子
- 武内絵美
- 堂真理子
- 萩野志保子
- 三山賀子

テレビ東京
男性
- 大岡優一郎（元NHK）
- 久保田麻三留（元NHK）
- 島田弘久
- 中川聡

女性
- 植田萌子
- 角谷暁子
- 倉野麻里
- 佐々木明子
- 末武里佳子
- 滝井礼乃
- 田中瞳：板橋区
- 茅原ますみ（現在は報道デスク）
- 繁田美貴
- 松丸友紀：江戸川区
- 嶺百花

TOKYO MX
- 上田万由子
- 奥沢優美
- 小泉恵未
- 坂本知子

### 在京民放ラジオ局
- 伊藤佳子 - 文化放送、元宮崎放送
- 太田英明 - 文化放送：葛飾区
- 斉藤一美 - 文化放送：渋谷区
- 白井静雄 - 文化放送
- 寺島尚正 - 文化放送：杉並区
- 藤木千穂 - 文化放送、現在は編成局：足立区
- 水谷加奈 - 文化放送
- 吉田尚記 - ニッポン放送
- 渡辺和昭 - ラジオNIKKEI：渋谷区

### 在阪民放局
毎日放送
- 伊藤広（東京支社ラジオ部）
- 伊東正治（現在ラジオ局編成部長）
- 馬野雅行
- 山中真
- 結城哲郎（アナウンサー室長）

朝日放送
- 芦沢誠：大田区
- 上田剛彦：大田区
- 太田元治（現在スポーツ局局次長兼業務担当部長）：豊島区
- 清水次郎：狛江市
- 高野直子：葛飾区
- 田中花子：墨田区
- 保坂和拓：新宿区
- 堀江政生：武蔵野市
- 増田紗織

関西テレビ
- 大橋雄介：大田区
- 馬場鉄志：西多摩郡日の出町
- 毛利八郎（アナウンス部長）：目黒区
- 吉原功兼

読売テレビ
- 植村なおみ
- 小林杏奈
- 森武史

### その他の民放
- 藺草英己 - 福島テレビ：江戸川区
- 今田舞 - 山梨放送︰豊島区
- 大家彩香 - 札幌テレビ放送：墨田区
- 大島璃音 - ウェザーニューズ
- 岡田浩一 - 九州朝日放送（現在は営業部に異動）、元テレビ山梨：北区
- 木村和也 - 熊本放送：国立市
- 小磯誠 - ラジオ沖縄
- 漣彰人 - 北海道テレビ放送：世田谷区
- 鮫島大史 - 青森放送：日野市
- 瀧口俊介 - RFラジオ日本、元石川テレビ放送→フリー
- 徳増ないる - 静岡第一テレビ：品川区
- 永井公彦 - 札幌テレビ放送
- 中村彩賀 - CBCテレビ
- 西尾優希 - 札幌テレビ放送
- 平沢幸子 - 長野朝日放送：武蔵野市
- 深澤朝香 - テレビ北海道、元山口放送：生まれは宮崎県延岡市
- 藤井学 - 長野朝日放送（現在は営業部に異動）：江戸川区
- 本仮屋リイナ - 東海テレビ放送
- 吉田雅英 - 北海道文化放送、元群馬テレビ：北区

### フリー
- 芦川愛子 - 元茨城放送：武蔵野市
- 雨宮塔子 - 元TBS
- 井上光央 - 元毎日放送
- 石井しおり - 元九州朝日放送（テレビ朝日アスクから派遣、「石井栞」で活動）→フリー→北海道文化放送：狛江市
- 植草貞夫 - 元朝日放送
- 宇野和男 - メディア・スタッフ所属、元テレビせとうち→元ラジオたんぱ
- 大沢悠里 - 元TBS：浅草区
- 大慈弥レイ - 元札幌テレビ放送
- 小川友佳
- 小堺翔太
- 小野寺麻衣 - 元日本テレビ
- 菊竹桃香 - 元福島中央テレビ：足立区
- 小林麻耶 - 元TBS：荒川区、生まれは新潟県
- 白戸ゆめの：世田谷区
- 杉山一雄（元関西テレビ、現在も同局専属）：新宿区
- 鈴木健（元日本テレビ）：足立区
- 鈴木美穂（元日本テレビ）
- 脊山麻理子 - ホリプロ所属、元日本テレビ→フリー（元アーキテクト所属）
- 千田正穂（元NHK）：文京区
- 高柳謙一（元朝日放送→WOWOW）
- 田﨑さくら
- 中田有紀（元青森放送）：中野区
- 仲谷亜希子 - ボイスワークス所属、元福岡放送→フリー
- 根本美緒（元東北放送）：中央区
- 半田あい
- 樋口忠正（元RFラジオ日本）：杉並区
- 平山允 - 元TBS
- 福澤朗（元日本テレビ）：新宿区
- 宮島咲良 - 元九州朝日放送：江戸川区
- 森香澄 - 元テレビ東京
- 森千晴（セント・フォース所属）
- 森本毅郎（元NHK）：新宿区
- 吉田照美（元文化放送）：葛飾区
- 吉村功（元東海テレビ）：中野区
- 米田やすみ（元山形テレビ）

### 退職者・転職者
- 板倉俊彦 - 社団法人デジタルラジオ推進協会大阪事務所事務局長、元毎日放送
- 大坪彩織 - 元琉球放送
- 香川千穂 - 元朝日放送
- 加瀬征弘 - スカイ・Aディレクター、元朝日放送
- 菊間千乃 - 弁護士、元フジテレビ
- 北澤咲弥花 - 淀川キリスト教病院臨床医師、元毎日放送
- 阪本時彦 - 吹田ケーブルテレビ営業部長、元毎日放送
- 原國雄 - 元福島テレビ
- 松坂有希子 - 元北海道放送→元NHK旭川放送局契約キャスター（羽仁有希子で活動）：東京生まれ、横浜市育ち
- 三上智恵 - ジャーナリスト、映画監督。元毎日放送→元琉球朝日放送

### 物故者
- 大杉君枝 - 日本テレビ在籍中に死去
- 荻島正己 - 元静岡放送（在籍中にTBSに出向）→フリー：新宿区
- 小池清 - 元毎日放送、秘書室長→報道局解説委員長→社長室長→MBS企画社長
- 山本真純 - 日本テレビ在籍中に死去
- 小林麻央：荒川区（出生は新潟県。小林麻耶は姉）- 2017年に乳癌で死去

### ジャーナリスト
- 石橋湛山 - 元東洋経済新報社、戦後政界に入る
- 岸井成格 - 毎日新聞特別編集委員、日本ニュース時事能力検定協会理事長
- 後藤謙次 - 共同通信社編集委員
- 加藤千洋 - 朝日新聞編集委員、『報道ステーション』レギュラーコメンテーター
- 山本泰夫 - 産経新聞出版代表取締役社長
- 和田圭 - フジテレビ報道局解説委員

## その他

### 宗教家
- 内村鑑三（キリスト教思想家）
- 白柳誠一（カトリックの枢機卿）：八王子市
- 新島襄（キリスト教布教家、同志社英学校の創立者）
- 濱尾文郎（カトリックの枢機卿）
- 田中智學（国柱会創始者）
- 岡田光玉（世界真光文明教団の教祖）
- 岡田茂吉（世界救世教の創始者）
- 秋谷栄之助（創価学会最高指導会議議長）
- 池田大作（創価学会名誉会長）：大田区
- 池田尊弘（創価学会副会長、創価学園主事）
- 池田博正（創価学会副理事長）
- 原田稔（創価学会第6代会長）
- 日如（日蓮正宗第68世法主）
- 日顕（日蓮正宗第67世法主）：墨田区
- 日達（日蓮正宗第66世法主）
- 五井昌久（白光真宏会創始者）：台東区
- 浅井昭衛（冨士大石寺顕正会会長）
- 山田俊和（中尊寺貫首）

### 実業家
- 青木廣彰（ロッキー青木、米国ベニハナオーナー、冒険家）
- 新居佳英（アトラエ創業者・CEO、アルティーリ千葉創設者）
- 荒木浩（元東京電力社長）
- 安西孝之（昭和電工元専務）
- 安徳孝平（enish創業者・社長）
- 石川真一郎（アニメーションプロデューサー、ゴンゾ代表取締役社長）
- 石坂泰三（第一生命・東芝元社長、経団連元会長）
- 石坂信也（ゴルフダイジェスト・オンライン創業者・社長）
- 石田満（銚子丸社長）
- 一木広治（実業家、株式会社ヘッドライン 代表取締役代表）
- 一木豊（元テレビ東京社長・会長）
- 出井伸之（ソニー最高顧問）
- 伊藤達二（三菱地所元社長）
- 糸山英太郎（新日本観光代表取締役会長・社長）
- 今吉伸一（独立行政法人空港周辺整備機構理事長、三井住友海上火災保険顧問、同常務執行役員）[54]
- 岩崎勝太郎（岩崎勝商事元社長・経営コンサルタント）
- 岩崎小弥太（三菱財閥4代目総帥）
- 岩崎隆弥（三菱製紙元会長）
- 岩崎忠雄（三菱モンサント化成元社長）
- 岩崎輝弥（子安農園経営者、日本における鉄道趣味の先駆者）
- 岩崎透（ブラジル東山農場社長）
- 岩崎俊弥（旭硝子創業者）
- 岩崎彦弥太（三菱地所元取締役）
- 岩崎寿男（三菱自動車工業元常務）
- 岩崎寛弥（三菱銀行元取締役、東山農事社長）
- 内野弘幸（ウイングアーク1st創業者・会長）
- 大澤秀次郎（日本石油社長）
- 岡田和生（ユニバーサルエンターテイメント創業者）
- 岡村陽久（アドウェイズ創業者）
- 沖正一郎（ファミリーマート初代社長、良品計画元会長）
- 加藤厚太郎（東明火災海上保険元取締役）
- 金川千尋（信越化学工業社長・会長）
- 鎌田和樹（UUUM創業者・社長CEO）
- 川崎健一郎（VSN、アデコ日本法人社長）
- 川崎守之助（東京川崎財閥3代目総帥）
- 川村龍夫（ケイダッシュ創業者・会長）
- 北野隆興（スタンレー電気元社長）：港区
- 北野隆典（スタンレー電気社長）
- 木村昌平（東急コミュニティー社長、東急不動産ホールディングス取締役執行役員）
- 木村弘毅（ゲームプロデューサー、ミクシィ代表取締役社長）
- 久夛良木健（ソニー・コンピュータエンタテインメント会長兼CEO）：江東区
- 小池聡（ネットイヤーグループ創業者・元CEO）：渋谷区
- 小嶋光信（両備グループ代表）
- 五島昇（東京急行電鉄元社長、日商元会頭）
- 小西國義（キュービーネットホールディングス創業者）
- 小巻亜矢（株式会社サンリオエンターテイメント代表取締役社長、サンリオピューロランド館長）
- 斎藤一人（銀座まるかん創業者）
- 坂田武雄（サカタのタネ創業者）
- 佐竹義利（東洋製作所元社長）
- 佐藤英志（エスネットワークス共同創業者、太陽ホールディングス社長）
- 佐藤浩輝（実業家、プロデューサー）
- 佐藤真希子（投資家、株式会社iSGSインベストメントワークス代表取締役 兼 代表パートナー）
- 佐野秀光（情報通信ネットワーク（JTN）グループ代表、政治団体「支持政党なし」代表）
- 設楽洋（ビームス社長）
- 下河辺三史（日製産業元社長）
- 下河辺俊行（下河辺牧場社長）
- 下河辺孫一（下河辺牧場創業者）
- 荘田泰蔵（三菱重工業元常務、新三菱重工業元副社長、日本航空機製造元社長）
- 勝田正之（日本電子計算元社長）
- 杉野喜精（山一證券初代社長、東京株式取引所元理事長）
- 杉本甫（市川毛織元常務）
- 鈴木慶（ソフマップ創業者、シュッピン創業者）
- 鈴木喬（エステー会長兼社長）
- 数原英一郎（三菱鉛筆社長）
- 数原洋二（三菱鉛筆名誉会長、元社長・会長）：品川区
- 芹澤孝悦（アーバンファーミング(都市農)プロデューサー、プランティオ株式会社代表取締役CEO）
- 高城幸司（コンサルタント、著作家、株式会社セレブレイン代表取締役社長）：品川区
- 高橋信三（毎日放送元社長・会長）
- 高松勝（日本高速道路保有・債務返済機構理事長、東京ガスiネット取締役会長、東京ガス代表取締役副社長）[55]
- 舘豊夫（三菱自動車工業元社長）：千代田区
- 田中綾華（ROSE LABO株式会社社長）：中野区
- 堤清二（セゾングループ創業者、作家辻井喬）
- 堤義明（元西武鉄道社長）
- 鶴岡秀子（連続起業家（シリアル・アントレプレナー）、実業家、著作家）
- 富田達夫（元富士通代表取締役副社長、元富士通研究所取締役会長、元富士通研究所代表取締役社長、情報処理推進機構理事長、第28代情報処理学会会長）
- 長尾章（ソルクシーズ共同創業者・社長、エクスモーション会長）
- 長岡正男（日本光学工業元社長）
- 長島一成（ジャパンエナジー初代社長・会長）
- 中村晃一郎（独立行政法人自動車事故対策機構理事長、日立コンシューマ・マーケティング代表取締役社長、日立製作所理事[56]）
- 中村裕一（独立行政法人福祉医療機構理事長、菱進ホールディングス取締役社長）[57]
- 成田修造（元クラウドワークス取締役兼CINO。兄は成田悠輔）
- 西山知義（ダイニングイノベーション、レインズインターナショナル創業者）
- 深瀬弘恭（インターネットイニシアティブ創業者）
- 福嶋麻衣子（モエ・ジャパン社長）
- 藤居寛（帝国ホテル元社長）
- 藤村一人(フジムラ会長・フジムラ企画会長）: 江戸川区
- 保手濱彰人（ファンダム！会長）：大田区
- 前田裕二（SHOWROOM株式会社代表取締役社長、作家）
- 増岡隆一（野辺山ハイランド社長）
- 槙原稔（三菱商事相談役、元社長・会長、出生地はイギリス）
- 三木明博（文化放送社長）
- 見目信樹（日清製粉グループ本社社長）
- 南敬介（東京建物元社長）
- 宮嶌裕二（モバイルファクトリー創業者）
- 森川徹治（アバント創業者・社長）
- 森俊一（プロパスト創業者・元社長CEO）
- 矢部大、ワーサル 創業者（八王子市）
- 山川義介（ALBERT創業者・元会長、インタースコープ創業者・元社長）：小金井市
- 山下太郎（山下汽船元社長）
- 吉田融正（ブリッジインターナショナル創業者・社長）：文京区
- 吉永泰之（SUBARU（旧・富士重工業）社長）
- 米山久（エー・ピーホールディングス創業者・社長CEO）：八王子市
- 若山健彦（ミナトホールディングスCEO）
- 渡辺滉（三和銀行元頭取）：北区
- 渡邉恒雄（読売新聞グループ本社会長）：杉並区
- 渡辺紀征（西友元社長・会長・取締役会議長・CEO）
- 渡辺文蔵（味の素元社長、東京女子大学元理事長）

### アダルトタレント
- 逢坂あきら
- 相崎琴音
- 相沢まみ
- 逢沢みゆ
- あいだもも
- 蒼井そら
- 葵ちひろ
- 葵みのり
- 青山りんご
- 秋菜里子
- 晶エリー
- 朝香涼
- 浅倉舞
- 明日花キララ
- あのあるる
- 朝比奈ゆい
- 朝吹ケイト
- 東千津子
- 麻生早苗
- 麻生岬
- @YOU
- あべみかこ
- 天使もえ
- あやみ旬果
- 有馬芳彦
- 杏ここ
- 安西あき
- 杏咲望
- 杏野るり
- 飯島恋
- 五十嵐こずえ：世田谷区
- 石倉久子
- 一条正都
- 一宮希帆
- 伊東紅
- 伊東怜
- 今野由愛
- 上村愛
- 上原あやか
- 上原カエラ
- 上原花
- 上原保奈美
- 上原深雪
- 魚住里奈
- 宇佐美なな
- 卯水咲流
- 内田美奈子
- 江口美貴
- 蛯原朱里
- 蛯原まい
- 艶堂しほり
- 遠藤悠美
- 小川明日香
- 小倉ありす
- 小栗操
- 小沢なつき
- 加護あいり
- 風間ゆみ
- 風間麗子
- 上條うらら
- 神谷まゆ
- 香山聖
- 可愛ゆう
- 川愛加奈
- 川上奈々美
- 川上ゆう
- 川越にこ：八丈町
- 川島和津実
- 川菜美鈴
- 川村カンナ
- 川村まや
- 希咲あや
- 希崎ジェシカ
- 希志あいの
- 如月カレン
- 北野翔太
- 北村うるか
- 木下ひまり
- 君嶋もえ
- 木南日菜
- 木村あや
- 工藤ひとみ
- 草凪純
- 国仲みさと
- 倉木みお
- 倉田和来
- 倉沢みづき
- 倉本すみれ
- 栗田ひろこ
- 栗田もも
- 来栖りお
- 黒川きらら
- 黒木アリサ
- 黒沢あゆみ
- 黒澤エレナ
- Keita★No.1
- 恋小夜
- 小泉キラリ
- 小泉梨菜
- 倖田梨紗
- 後藤まみ
- 琴乃
- 小林ひとみ
- 紺野ひかる
- 西條るり
- 佐伯かのん
- 佐伯祐里
- 冴島奈緒
- 早乙女みなき
- 坂上友香
- 咲田ありな
- 桜井ちんたろう
- さくらゆら
- 桜井涼子：渋谷区
- 佐藤まい
- 沢木樹里
- 沢田舞香
- 沙羅樹
- 椎名りく
- 篠田ゆう
- しほのちさ
- 霜月るな
- 釈迦遺
- 白石ひとみ
- 白石茉莉奈
- 白石みゆき
- 白川莉紗
- 涼風ことの
- 鈴木さとみ
- 鈴木麻奈美
- 春原未来
- 聖乃マリア
- 瀬咲るな
- 瀬戸芯
- 瀬戸由衣
- 瀬名一花
- 千堂ゆりあ
- 園田美樹
- 太賀麻郎
- ダイナマイト幸男
- 高坂保奈美
- 滝川真子
- 田口ゆかり
- 立花はるみ
- 立花里子
- 田原あゆみ
- 田村麻衣
- 茅ヶ崎ありす
- 知花メイサ
- CHACO
- 辻丸耕平
- 堤あき
- 手塚莉絵
- 寺尾佑理
- TOHJIRO
- 当真ゆき
- 徳田重男
- 友崎りん
- nao.
- 中野千夏
- 長澤あずさ
- なごみもえ
- 夏川亜咲
- 夏川るい
- 夏海いく
- 夏みかん
- 菜月アンナ
- 七嶋舞
- 並木優
- 成宮ルリ
- 二宮沙樹
- 二村ヒトシ
- 寧々
- 野坂なつみ
- 希美まゆ
- 野中あんり
- 野乃はなの
- 野々浦暖
- 野間あんな
- 野村萌香
- 野村祐希
- 野村理沙
- 長谷川なぁみ
- 葉月可恋
- 葉月七瀬
- 羽月希
- 葉月るい
- 初美沙希
- 早坂めぐ
- 葉山めい
- 原千尋
- 原田祐希
- 半沢あい
- ピエール剣
- 日高ゆりあ
- 瞳リョウ
- 姫野愛
- 福山さやか
- 藤井シェリー
- 冬野みずき
- 辺見麻衣
- 星崎アンリ
- 星沢なな
- 舞島美織
- 舞田奈美
- 前嶋美歩
- 前田千春
- 前田陽菜
- 前田優希
- 前乃さとみ
- 真木あんな
- 槙いずな
- 真木こころ
- 槇原愛菜
- 牧瀬めぐみ
- 牧原れい子
- 真咲奈々
- 真島みゆき
- 真白希実
- 松岡愛子
- 松生彩
- 松坂七恵
- 松下みらの
- 松下ゆうか
- 松嶋まりな
- 松島やや
- 松嶋れいな
- 松野ゆい
- 松沢はな
- 松村優
- 松本亜璃沙
- 松本メイ
- 松本みどり
- 真野ゆりあ
- 黛ミキ
- マリア・エリヨリ
- マリア・ディゾン
- 円井萌華
- 三浦恵理子
- 三上翔子
- 美花ぬりぇ
- 岬あずさ
- 三咲まお
- 美咲結衣
- みずき紗英
- 水澤まお
- 水澤りの
- 水谷リカ
- みずなあんり
- 水野朝陽
- 水原あき
- 三田愛
- 三津なつみ
- 美竹涼子
- 美月
- 美月ゆう子
- 観月麗華
- 水無月レイラ
- 南しずか
- 南のりか
- 南原香織
- 南梨央奈
- 南麗奈
- 源みいな
- 美濃浬
- 三村翔子
- 美森ここ
- 美森すずか
- 宮川怜
- 宮木汐音
- 宮崎あいか
- 宮咲志帆
- 宮澤ケイト
- 宮下杏菜
- 宮下つばさ
- 宮下まい
- 宮瀬あきな
- MEW
- 美雪沙織
- 明星ちかげ
- 深芳野
- ムータン
- 向井ゆうき
- 向井莉奈
- 武藤クレア
- 村上悠華
- 村上麗奈
- 村瀬優花
- 芽衣奈
- めぐり
- めろん
- 持田茜
- 持田薫
- 持田百恵
- 持田ゆき
- 桃依さら
- 桃井望
- 桃子
- ももこみゆ
- 桃咲あい
- 百咲ひなの
- 桃咲まなみ
- 桃瀬えみる
- 桃瀬ゆうな
- 桃谷エリカ
- 桃乃かおり
- 桃乃誉
- 森咲小雪
- 森雫
- 森下由希
- 森谷みう
- 森田久恵
- 森永ひよこ
- 森野いずみ
- 森野ひな
- 森はるら
- 森村はるか
- 森村りえ
- 森本由麻
- 森山愛里
- 八乙女かのん
- 矢口あかり
- 矢崎茜
- 社恵美子
- 安田義章
- 八掛うみ
- 柳田やよい
- 矢埜愛茉
- 矢吹杏
- 矢吹さゆり
- 矢吹怜子
- 山川青空
- 山口ナオミ
- 山咲あかり
- 山咲萌
- 山下麻衣
- 山科薫
- 山城美姫
- 山本瞳子
- 山本竜二
- 憂花かすみ
- 優木あおい
- 優木明日花
- ゆうきさやか
- 裕木まゆ
- 結城みさ
- 結城ミシェル
- 結城ゆかり
- ゆうきりり
- you.
- 夕日ちづる
- 湯川えり
- ゆきのあかり
- 雪野小春
- 雪村なつみ
- 雪見紗弥
- 雪見ほのか
- 弓月杏里
- 弓月薫
- 優月心菜
- 唯月優花
- 由月理帆
- 夢野まりあ
- 夢見ほのか
- 横山美雪
- 吉井愛美
- 吉井美希
- 吉岡美奈
- 吉川ゆあ
- 吉川りりあ
- 吉沢明歩
- 吉永ゆりあ
- 吉野サリー
- 吉野艶子
- 吉野碧
- 吉村彩
- 吉村すもも
- 米倉夏弥
- 徠夢
- 梨杏
- Rio（柚木ティナ）
- RICA
- Rico
- Rina
- RiRi
- RIRICO
- Rin.
- 流海
- 若瀬千夏
- 若菜瀬奈
- 若葉ひな
- 若林美保
- 若宮莉那
- 渡瀬晶
- 渡瀬澪
- 渡瀬ミク
- 渡辺弓絵

### その他の人物
- ウィル・アイアトン（野球アナリスト、通訳者）
- 安食雄二（パティシエ、サーファー）：東村山市
- 圧倒的不審者の極み!（YouTuber）
- 阿部定（『愛のコリーダ』のモデル）：千代田区
- あめみやたいよう（プロゲーマー）
- 飯塚繁雄（人権活動家）
- 牛沢(ゲーム実況者、YouTuber)
- 大山喜久子（カウンセラー）：豊島区
- おさき（インフルエンサー）
- 木村隆秀（技術者）
- 國本未華（気象予報士）
- 小山訓久（社会事業家）：杉並区
- 沢田美喜（社会事業家）：文京区
- 嶋田ちあき（ヘアメイクアップアーティスト）
- ときのそら(バーチャルYouTuber
- スーツ（YouTuber）：板橋区
- 高橋亜衣（気象予報士、元ミュージカル俳優）
- 中川祐子（気象予報士）
- 中町綾（YouTuber）：江戸川区
- 野原弘司（メキシコ・シティ国際空港で3か月間暮らした旅行者）
- 星野昌子（NGO活動家、元敬愛大学教授）
- 元井美貴（気象予報士）
- 柳川久治（技術者）
- 柳瀬久美子（フードコーディネーター）
- 山本信夫（薬剤師、第25代日本薬剤師会会長[58]）：文京区[59]
- 横田拓也（社会運動家）
- ワシノミカ（ファッションデザイナー、ウェブデザイナー、イラストレーター）：板橋区
- 瀧島未香（フィットネスインストラクター）：荏原郡（現・品川区）
- しにがみ（You Tuber、日常組）
- クロノア（You Tuber、日常組）
- 兵頭拓弥  (高校生)

### 架空の人物
- 両津勘吉（『こちら葛飾区亀有公園前派出所』）：台東区千束
- 本田速人（『こちら葛飾区亀有公園前派出所』）
- 中川圭一（『こちら葛飾区亀有公園前派出所』）
- 野比のび太（『ドラえもん』）：練馬区
- 源静香（『ドラえもん』）：練馬区
- 骨川スネ夫（『ドラえもん』）：練馬区月見台すすきが原
- 剛田武（『ドラえもん』）：練馬区

### 東京都にゆかりのある人物
- 野上浩太郎(政治家):自身は富山県富山市で生まれ育ったが父親の野上徹が東京都渋谷区で生まれ育った。
- 二階堂ふみ(女優):自身は母親同様、沖縄県那覇市で生まれ育ったが、父親が東京都出身である。